# 2021年のラジオ (日本)
2021年のラジオ (日本)では、2021年のラジオ分野(主に日本国内)における動向について記す。

## 主な番組関連の出来事

### 1月
- 1日 - JFN系列（一部局を除く）早朝の音楽番組『Memories & Discoveries』（火 - 金曜 4時 - 5時30分、エフエム東京（TOKYO FM）は金曜のみ5時 - 5時30分）のパーソナリティが前年まで担当した朝倉あき（女優）から交代し、火 - 木曜を早見沙織（声優・歌手）、金曜を関口舞（アプリクリエーター）が担当する[1]。
- 3日（2日深夜） - 【関東広域圏】文化放送では毎週日曜未明（土曜深夜）枠に次世代ラジオパーソナリティを発掘することを主眼とした新番組『ナニモノ!』（3時30分 - 4時）を開始し、3月までの期間限定で放送。パーソナリティは2週ごとの交代で、この日と10日（9日深夜）の第1回・第2回は坂口有望（シンガーソングライター）が担当した[2]。
- 9日（8日深夜） - 【健康問題】ニッポン放送『三四郎のオールナイトニッポン』はこの日、パーソナリティを務めるお笑いコンビ・三四郎の小宮浩信が新型コロナウイルスの感染者と判明し、小宮と相方の相田周二が休養となったことで代役パーソナリティとして金田哲（はんにゃ）と都築拓紀（四千頭身）の2名が急遽担当した[3]。
- 14日 - 【健康問題・近畿広域圏】MBSラジオの長寿番組『ありがとう浜村淳です』のパーソナリティを務める浜村淳（タレント・映画評論家）が脳内の血管に詰まりが発見されたため入院したことがこの日放送の同番組で公表され、1974年4月の番組開始以来初めて同番組の出演を欠席した。浜村は前日13日の番組終了後、予定していた定期検査のため病院へ向かい、脳の血管に極々小さな詰まりが発見されたため大事を取り自身に適合する投薬を探すため検査入院した。当面は代役などは立てず、鳥居睦子（フリーアナウンサー）ら他のレギュラー出演者で番組を進行するとしていたが[4]、その後16日に退院、18日の放送で5日ぶりに番組に完全復帰した[5]。
- 24日 -【スポーツ】中国放送では、この日開催・中継予定だった『天皇盃全国都道府県対抗男子駅伝競走大会』の、新型コロナウイルスの影響による中止[6]が決定したのを受け、その代替番組として、青山学院大学陸上競技部長距離ブロック監督の原晋をメインパーソナリティに迎え、特別番組『ダイソースペシャル 原晋のふるさとおしゃべり駅伝』を、全国38局ネット[注 1]で放送[7]。
- 24日・27日（26日深夜） - 【健康問題】TBSラジオ『爆笑問題の日曜サンデー』（日曜）および『火曜JUNK・爆笑問題カーボーイ』（水曜未明）でパーソナリティを務めるお笑いコンビ・爆笑問題の田中裕二が体調不良[8]のため、この週より両番組を当面休演。『日曜サンデー』は代役は立てず、相方の太田光と良原安美（TBSテレビアナウンサー）の2人で進行[9]。また『カーボーイ』の27日未明（26日深夜）の放送は児嶋一哉（アンジャッシュ）が田中の代役を務めた[10]。その後、2月21日（日曜サンデー）と2月24日（23日深夜）（カーボーイ）にそれぞれ復帰した。
- 26日 - 【近畿広域圏】朝日放送ラジオの夜枠ワイド番組『よなよな…』のアシスタントを2017年10月より務めていた塚本麻里衣（朝日放送テレビアナウンサー）[注 2]が、自身の産前産後休業入りを理由にこの日の放送を以て番組を勇退した[11]。
- 30日 - 【放送事故・北海道】北海道エリアのFM放送局「FM NORTH WAVE」で、22時台放送の1時間番組『Brand New Express』の放送中に約10分間音声が流れないアクシデントが発生した[12]。

### 2月
- 2日 - 【近畿広域圏】朝日放送ラジオの夜枠ワイド番組『よなよな…』火曜新アシスタントとして増田紗織（朝日放送テレビアナウンサー）がこの日の放送から登板した[11]。
- 15日〜21日 - 【追悼・東京都】J-WAVEでは、9日に死去したアメリカのジャズピアニスト、チック・コリアの追悼企画として、交通情報のBGMを開局した1988年10月から2004年3月まで用いられたコリア作曲・演奏による初代BGM[注 3]に期間限定で変更して放送した[13]。
- 15日 - 【関東広域圏】ニッポン放送で、毎年恒例となる明石家さんまによる長時間特番『明石家さんま オールニッポン お願い!リクエスト〜“えらいこっちゃ”まさかの大ピンチ〜』を生放送（17時30分 - 21時50分）。アシスタントを増山さやか（同局アナウンサー）が務めた[14]。
- 20日 - ニッポン放送『ゴッドアフタヌーン アッコのいいかげんに1000回』にお笑いコンビ・ダウンタウン（松本人志・浜田雅功）がゲスト出演。メインパーソナリティの和田アキ子（歌手・タレント）と共に爆笑トークを繰り広げた。ダウンタウンの二人が同局の番組に出演するのは東京進出を果たした1988年以来33年振りとなった[15]。

### 3月
- 8日 - 【関東広域圏】ニッポン放送では下記のSDGsに係るフジサンケイグループ放送3社の合同キャンペーン関連番組としてこの日（国際女性デー）の全日、各番組にてSDGs関連情報を伝えた他、22時 - 9日0時53分の3時間枠[注 4]でキャンペーン・アンバサダーを務めるファーストサマーウイカ（歌手・タレント）がパーソナリティを務める『ファーストVOICE〜あなたの声を聴かせてください』を放送した[16]。
- 10日 - ニッポン放送は『オールナイトニッポン』の2021年4月改編を発表。土曜（金曜深夜）の『三四郎のオールナイトニッポン』『霜降り明星のオールナイトニッポン0(ZERO)』が枠を入れ替える形で『霜降り明星のオールナイトニッポン』『三四郎のオールナイトニッポン0(ZERO)』となるほか、『ANN0』金曜（木曜深夜）のパーソナリティをマヂカルラブリー（お笑いコンビ）が務める。これまでの金曜（木曜深夜）『水溜りボンドのオールナイトニッポン0(ZERO)』は毎月最終日曜（土曜深夜）の月1回放送に変更となる[17][18]。
- 12日 - 【近畿広域圏】在阪ラジオ局6社が局の垣根を越えてコロナ禍の苦境に喘ぐエンターテイメント業界を応援する特別番組『在阪ラジオ6局共同番組 新しい生活様式でのエンターテインメントを考える オワラナイ ウタヲ ウタオウ』を制作し、この日の20時 - 20時55分に6局同時放送。当番組への参加者はMBSラジオ：あいはら雅一（メッセンジャー）、FM大阪：大塚由美（DJ）、ABCラジオ：桂紗綾（朝日放送テレビアナウンサー）、FM802：大抜卓人（DJ）、ラジオ大阪：藤川貴央（同局アナウンサー）、FM COCOLO：野村雅夫（DJ）の6名[19]。
- 20日 - 【近畿広域圏】MBSラジオはこの日、4時間半生放送の特別番組『第40回毎日カルチャースペシャル 春風の飛鳥の道ラジオウォーク 〜謎の石造物とラジオウォークの思い出を巡る〜』（11時30分 - 16時）を放送。奈良・飛鳥路の魅力を歩きながらラジオで伝えた。当日の出演は猪熊兼勝（考古学者）、上野誠（民俗学者）、柏木宏之、上田悦子、福本晋悟（以上、MBSアナウンサー）、浜村淳（タレント・映画評論家）の6名[20]。
- 21日 - 【スポーツ・公営競技・関東広域圏】タレント・司会者で競馬評論家を名乗っていた大橋巨泉（2016年没）が責任プロデュースという形で自らメインパーソナリティ・解説を務める番組として企画し、『大橋巨泉の日曜競馬ニッポン』という題名で1976年4月にスタート、かつては小倉智昭（元東京12チャンネルアナウンサー、現フリーアナウンサー）が実況アナウンサーを務め、また吉田均など競馬専門紙『競馬エイト』のトラックマンが解説者として出演したニッポン放送の競馬中継番組『日曜競馬ニッポン』がこの日の放送をもって終了。45年の歴史に幕。終了は14日の番組中に発表された。但し同局では今後も中央競馬の実況中継は続けるとしている[21]。
- 26日
  - （25日深夜）ニッポン放送火 - 金曜深夜0時枠の『ミュ〜コミ+プラス』（STVラジオにもネット）がこの日の放送をもって終了。終了は2月9日未明（8日深夜）の生放送でパーソナリティの吉田尚記（同局アナウンサー）から発表された[22]。
  - ニッポン放送制作・NRN系列の裏送りで1992年4月から放送されていた音楽番組『ミュージックスクランブル』がこの日をもって終了。29年の歴史に幕。
  - 【北海道】STVラジオ平日朝の長寿情報ワイド番組『オハヨー!ほっかいどう』（1975年4月7日 - ）がこの日の放送をもって終了。46年の歴史に幕。
  - 【関東広域圏】文化放送平日朝の情報エンターテインメント番組『なな→きゅう』（2019年4月 - ）がこの日をもって終了。終了は1月18日の番組の最後にて月 - 木曜パーソナリティーの上田まりえ（フリーアナウンサー・タレント）から報告された[23][24]。
  - 【スポーツ・中京広域圏】東海ラジオのプロ野球中継『東海ラジオ ガッツナイター』（正式な放送開始は3月30日）では、この日行われたセントラル・リーグ開幕戦の広島東洋カープ 対 中日ドラゴンズ戦（MAZDA Zoom-Zoom スタジアム広島）中継より音楽グループ「氣志團」を“ドラゴンズステーション東海ラジオガッツナイター応援団”に任命する[25][26]。なお同局では氣志團が制作した楽曲『ヘイ!ブラザー』をナイター中継応援曲に採用すると共に、同曲をナイター中継だけでなく同局内でのドラゴンズ関連番組・コーナーでもテーマ曲として使用する[25]。
  - 【富山県】北日本放送（KNB）の午前枠ワイド帯番組『とれたてワイド朝生!』はこの日の放送をもって長年パーソナリティを務めた木下一哉と柳川明子（共にKNBアナウンサー）が番組を勇退[27]。
- 27日
  - （26日深夜） - 文化放送（ラジオ大阪、中国放送など数局ネットあり）の老舗深夜ラジオ番組『日野ミッドナイトグラフィティ 走れ!歌謡曲』（1968年11月19日 - 、火 - 土曜 3時 - 5時）は、この日の放送をもって52年6ヶ月の歴史に幕。終了は2020年11月19日（18日深夜）の番組内で発表された。なお同局では番組終了に際してスペシャル企画を実施した[28][29]。
  - 【関東広域圏】文化放送『A&G TRIBAL RADIO エジソン』で2018年4月より2代目男性パーソナリティを務めてきた江口拓也（声優）がこの日の放送をもって番組を卒業[30]。
  - NHK-FMで放送されていた音楽番組『セッション2021』がこの日をもって放送終了。これにより、1978年11月から放送開始した「セッションシリーズ」が42年4か月の歴史に幕。
- 28日
  - 【関東広域圏】TBSラジオ
    - （27日深夜） - 2006年4月に土曜未明（金曜深夜）枠で開始した『JUNKサタデー エレ片のコント太郎』がこの日の放送をもって終了。15年の歴史に幕[31]。
    - 日曜午前枠のワイド番組として2002年10月より放送されてきた『プレシャスサンデー』シリーズがこの日の放送をもって終了。18年半の歴史に幕[32]。
    - 日曜夜の『サンスター 文化の泉 ラジオで語る昭和のはなし』で、2019年の放送開始以来パーソナリティを務めた中村メイコが、この日の放送をもって番組を退いた[33]。

  - NRN系列
    - ニッポン放送制作、NRN系列で放送されていた2018年4月から開始した日曜昼のワイド番組『中村こずえのSUNDAY HAPPY MAP』が終了。これにより、2003年4月から始まった『中村こずえのみんなでニッポン日曜日!』時代から始まった日曜昼の中村こずえの冠番組シリーズが終了並びに日曜午後のニッポン放送制作のNRN系列の裏送り番組枠が廃止され18年の歴史に幕。

  - 【埼玉県】NACK5で1996年4月から放送開始したTOKIOの山口達也→松岡昌宏の冠番組『TOKIO WALKER』シリーズがこの日をもって放送終了。25年の歴史に幕。
- 29日
  - 【関東広域圏】文化放送
    - 早朝枠ワイド番組『おはよう寺ちゃん 活動中』（5時 - 7時、パーソナリティ：寺島尚正〈フリーアナウンサー〉）の放送時間枠をこの日より拡大し、5時 - 9時の4時間ワイド番組にリニューアル。それに伴い番組を3部構成として内容を充実させる。またリニューアルに伴い、番組名を『おはよう寺ちゃん』に変更した[34][35]。
    - 演歌歌手の氷川きよしがパーソナリティを務める平日昼の帯番組『氷川きよし節』（月 - 金曜）の放送時間を新年度となるこの日より11時40分 - 11時50分に移動し題名も『氷川きよし 限界突破RADIO』と改めて内容もリニューアルする[36][37]。

  - 【北海道】STVラジオはこの日より番組を改編。
    -       - 平日早朝・午前枠を改革。早朝に『和久井薫の元気!発見』（5時20分 - 5時30分）を放送開始。パーソナリティは和久井薫（フリーアナウンサー、元STVアナウンサー）を起用。そして前週までの『オハヨー!ほっかいどう』に替わる新番組として『北海道ライブ あさミミ!』（5時30分 - 8時）を放送開始。パーソナリティは月・火曜が八幡淳（スタジアムDJ）と渋谷奈々子（タレント）、水 - 金曜が永井公彦（STVアナウンサー）と上田あや（フリーアナウンサー）がそれぞれ担当する。更に『リクエストプラザ』は放送時間枠が拡大して8時 - 10時の2時間番組となり、水 - 金曜の新パーソナリティに中嶋あゆみ（フリーアナウンサー）を起用[38]。
      - 平日午後枠ワイド番組『まるごと!エンタメ〜ション』ではこの日より新アシスタントとして兼子真衣（STVアナウンサー）が登場[38]。夕方枠には新番組『村岡啓介 Re:Fresh!』（毎週月曜 17時55分 - 20時）を新設。パーソナリティには村岡啓介（FMおたる専属DJ）と佐々木美波（STVアナウンサー）が起用される[38]。

  - 【富山県】北日本放送の『とれたてワイド朝生!』は、新年度よりパーソナリティを一新。月 - 木曜のメインに上野透（KNBアナウンサー）を、アシスタントは月・火曜が小林淳子（同）、水・木曜が陸田陽子（同）の2名がそれぞれ起用、金曜は佐藤栄治と森本千瑛（共にKNBアナウンサー）のコンビで番組を放送する[27]。
  - NRN系列
    - 3月30日（29日深夜）に文化放送制作で放送を開始する『ヴァイナル・ミュージック〜歌謡曲2.0〜』のプレイリストからセレクトした楽曲を放送するNRN系列向け裏送り番組『ヴァイナル・ミュージックスペシャル』が放送開始（放送開始時点では山形放送、山陰放送がネット）。パーソナリティも『ヴァイナル・ミュージック』と同じメンバーが務める[39]。
- 30日
  - （いずれも29日深夜）
    - 文化放送
      - 深夜生ワイド番組『CultureZ』がこの日よりリニューアル。火・水曜（月・火曜深夜）を担当した土佐兄弟（お笑いコンビ）が水曜（火曜深夜）のみの担当になり、4月1日（31日深夜）より木曜（水曜深夜）を佐野玲於（GENERATIONS from EXILE TRIBE）が、4月6日（5日深夜）より火曜（月曜深夜）を夏川椎菜（声優）がそれぞれ担当[40]、毎月最終木曜（水曜深夜）の『CultureZスペシャル 楠木ともり The Music Reverie』はこの日より毎月最終火曜（月曜深夜）に移動する[41]。また、1時台のみ東海ラジオにもネットされる[25]。
      - 前週で終了した『日野ミッドナイトグラフィティ 走れ!歌謡曲』の後番組となる深夜（未明）の音楽番組として『ヴァイナル・ミュージック〜歌謡曲2.0〜』（火 - 土曜 3時 - 5時）を放送開始。同番組はレコードにこだわり、同社が保有する各種音楽のレコード資源を最大限に活かして幅広い世代に送る音楽番組として放送する[42][35]。その後曜日別のパーソナリティが2月16日に発表され、火曜（月曜深夜）・703号室（バンド）、水曜（火曜深夜）・豊田萌絵（声優）、木曜（水曜深夜）・ゆりめり（姉妹デュオ）、金曜（木曜深夜）・コバソロファミリー所属女性アーティスト、土曜（金曜深夜）・坂口愛美（文化放送アナウンサー）がそれぞれ務める[43]。なお、前番組をネットしていた東海ラジオは本番組はネットせず、ニッポン放送『オールナイトニッポン0(ZERO)』のネット受けに変更[25]、ラジオ大阪も後述の『カンテら!』など3時台の自主編成開始に伴い、本番組は4時台のみのネット受けに変更する。

    - ニッポン放送で『オールナイトニッポン』シリーズの新ブランドとなる番組『オールナイトニッポンX（クロス）』が放送開始（火 - 土曜 0時 - 0時53分、火 - 金曜はSTVラジオにもネット）。SHOWROOMとの協業で「smash.」での動画配信も同時に行われるほか、テーマ曲の「BITTERSWEET SAMBA」は水曜（火曜深夜）担当のYOASOBI（音楽ユニット）のAyase編曲による「Bitter Sweet Samba -Ayase Remix-」が用いられる。他曜日のパーソナリティは火曜（月曜深夜）・ENHYPEN（アイドルグループ）、木曜（水曜深夜）・フワちゃん（タレント・YouTuber）、金曜（木曜深夜）・ぺこぱ（お笑いコンビ）がそれぞれ担当、土曜（金曜深夜）は週替わりパーソナリティとなる[44][45][46]。
    - 【近畿広域圏】ラジオ大阪でこの日から、関西テレビ（KTV・カンテレ）に所属するアナウンサーが日替わりでパーソナリティを務めるトーク番組『カンテら!』（火・水曜 3時 - ）が放送開始。関純子、藤本景子（いずれも関西テレビアナウンサー）らが出演する[47]。

  - 【関東広域圏】TBSラジオにて朝比奈彩（女優）がパーソナリティを務める新番組『パソナグループ presents 朝比奈彩の淡路島放送局!』（火曜 21時30分 - 22時）を放送開始[48]。
  - 【北海道】STVラジオでは火 - 金曜の『STVファイターズLIVE』放送終了後の21時台にナイターハイライト番組『リアルタイム!』（原則21時 - 22時）を放送開始。パーソナリティは田村みなみ（STVパーソナリティ）が担当する[38]。
- 31日
  - （30日深夜）
    - 【中京広域圏】東海ラジオ深夜枠の『クリエイターズ』は、この週より毎週水曜（火曜深夜）と木曜（水曜深夜）に新パーソナリティが登場。水曜はつる兄（Youtuber）、木曜ははるあん（Youtuber）がそれぞれ務める[25]。
    - 【近畿広域圏】朝日放送ラジオにて、指原莉乃プロデュースの女性アイドルグループ「≠ME」の関西初冠番組となる『ノイミーステーション』が放送開始（0時30分 - 1時）。メンバー12人が月替わりで出演する[49]。

  - TOKYO FM・JFN系
    - 2009年4月から放送開始したHONDA一社提供の情報番組『Honda Smile Mission』がこの日をもって放送終了。2005年4月から開始した前身の『Honda SWEET MISSION』から通算して16年の歴史に幕。
    - 平日朝の情報番組『ONE MORNING』で2019年4月の放送開始時からパーソナリティを務めてきた鈴村健一（声優）とハードキャッスル エリザベス（フリーアナウンサー）がこの日の放送を持って揃って番組を卒業。これに先立つ形で2019年10月より金曜版を担当してきた山崎樹範（俳優）も26日放送分で卒業した[50][51]。

### 4月
- 1日
  - TOKYO FM・JFN系『ONE MORNING』の新パーソナリティとして、この日よりユージ（タレント）と吉田明世（フリーアナウンサー）が就任[52]。
  - 【東京都】J-WAVE
    - 平日早朝枠にて小学館のWEBマガジン「kufura」と連動した生活情報番組『KURASEEDS』を開始（月 - 木曜、5時 - 6時）。ナビゲーターは山中タイキと佐藤明美（kufura編集長）が担当[53]。
    - 平日朝の情報番組『STEP ONE』で前日まで担当した増井なぎさ（フリーアナウンサー）に代わり、ノイハウス萌菜（環境アクティビスト）がサブナビゲーターとして就任[53]。
    - 平日夕方のノンストップミュージックプログラムとして『XROSS.POINT』が放送開始（月 - 木曜、16時 - 16時30分）。地上波で音楽を放送しつつ、ポッドキャストサービス「SPINEAR」では連動トークコンテンツの配信も行う。ナレーションはTENDRE（ミュージシャン）と横山エリカ（ファッションモデル）が担当[53]。
    - 平日夕方枠の『GROOVE LINE』が一部リニューアルを実施、18時台前半を「GROOVE LINE TOKYO NEST」として番組公式YouTubeチャンネルやSNSとの連動放送を行う[53]。
    - 平日夜のニュース番組『Jam the WORLD』がリニューアルし、『JAM THE PLANET』に改題した上で19時から22時までの3時間に放送枠を拡大[53]。
- 2日
  - TOKYO FM・JFN系夜の10代向けワイド番組『SCHOOL OF LOCK!』のスピンオフ番組として『SCHOOL OF LOCK!教育委員会』を放送開始（23時 - 23時55分）。社会人世代向けの番組構成となっており、パーソナリティは2代目校長として2020年3月まで10年間番組を担当した遠山大輔（お笑いトリオ・グランジ）が「とーやま委員」として担当する[54]。
  - 【関東広域圏】文化放送にてお笑いコンビ・ラランドのサーヤがパーソナリティを務める金曜夜の生ワイド番組『ラランド・サーヤの虎視舌舌』が放送開始（21時 - 22時30分）。2020年度ナイターオフ番組『卒業アルバムに1人はいそうな人を探すラジオ』金曜担当からそのまま起用となり、音声コミュニティアプリ「ピカピカ」でも同時生配信される[55]。
  - 【近畿広域圏】
    - 朝日放送ラジオ
      - （1日深夜）金曜0時30分 - 1時（木曜深夜）に、『増田紗織とつばきファクトリー岸本ゆめのと秋山眞緒の音バズ』を放送開始。パーソナリティは増田紗織（朝日放送テレビアナウンサー）と、つばきファクトリーのメンバーである秋山眞緒と岸本ゆめのの2人が担当する[56]。
      - 3月26日まで放送された金曜昼のワイド番組『柴田・西森のぼちぼち金曜日』の後番組として、『岩本・西森の金曜日のパパたち』が放送開始（15時 - ）。前番組から続投の西森洋一（お笑いコンビ・モンスターエンジン）と初の冠番組担当となる岩本計介（朝日放送テレビアナウンサー）のコンビでおくる[57]。

  - 【東京都】J-WAVEにて金・土・日曜早朝にリスナー投稿による「朝の音」と旅行音楽で構成される『MORNING VOYAGE』を放送開始（5時 - 6時）[53]。
- 3日
  - 【関東広域圏】文化放送『A&G TRIBAL RADIO エジソン』の3代目男性パーソナリティに天﨑滉平（声優）がこの日より就任[58]。
  - 【北海道】STVラジオ
    - （2日深夜）新音楽番組『LIVE HOUSE タムラジオ』（0時 - 1時）を放送開始。パーソナリティには田村次郎（ラジオDJ・HAMBURGER BOYS）を起用[38]。
    - 午後枠ワイド番組『明石のいんでしょ大作戦!』では、メインパーソナリティの明石英一郎（フリーアナウンサー）とコンビを組む人物として岡田和樹（STVアナウンサー）がこの日の放送より登場[38]。
    - 夕方枠に北海道情報番組『リサーチ北海道』（17時 - 17時30分）を放送開始。パーソナリティは加茂静夏（STVキャスタードライバー）を起用[38]。

  - 【新潟県】新潟放送にてこの日より毎週土曜夜に『ひなたまつり』（18時 - 18時30分）を放送開始。新潟県を拠点に活動する本間日陽（NGT48）とひなた（アコースティックユニット）がパーソナリティを務める[59]。
  - 【中京広域圏】東海ラジオ土曜夕方枠の『井田・三丘の歌謡曲主義』はこの日より放送時間を拡大し、17時 - 20時の3時間番組となる[25]。
  - 【近畿広域圏】
    - 朝日放送ラジオ
      - （2日深夜）
        - 朝日放送ラジオとEggsがタッグを組んでインディーズアーティストを支援し、次世代アーティストを発掘する番組『ミュータマ』を放送開始（0時 - 1時）。パーソナリティは鈴木淳史（文芸評論家）、アシスタントは斎藤真美（朝日放送テレビアナウンサー）がそれぞれ担当する[60]。
        - 東野幸治（お笑いタレント）がパーソナリティを務める『東野幸治のホンモノラジオ』が放送開始（1時 - 2時）。東野が2019年2月より始めたYouTubeチャンネル『東野幸治の幻ラジオ』が正式に地上波ラジオ番組として再スタートする[61]。

      - 歌舞伎俳優の2代目中村七之助がパーソナリティを務める『中村七之助のラジのすけ』が放送開始（23時 - 23時30分）。アシスタントはヒロド歩美（朝日放送テレビアナウンサー）が担当。またTBSラジオ、CBCラジオ、RKB毎日放送でも放送される[62]。

  - 【大阪府】FM802にてOfficial髭男dismがパーソナリティを務める『LANTERN JAM TIMES』（21時 - 22時）を放送開始。番組ではOfficial髭男dismのメンバーが毎週ランダムに1名出演。なお初回はメンバー全員が出演した[63]。
- 4日
  - （3日深夜）【関東広域圏】TBSラジオで3月28日まで放送された『エレ片のコント太郎』の後継番組として『エレ片のケツビ!』が放送開始（1時 - 2時）。あわせて2時台に『東京ポッド許可局』が移動する。これにより「JUNKサタデー」枠は廃止となる[64]。
  - TBSラジオ及びJRN系32局の共同制作による全国ネットの生放送番組『地方創生プログラム ONE-J』（8時 - 10時）を放送開始。パーソナリティは本仮屋ユイカ（女優）と有村昆（映画コメンテーター）が担当[65][66]。
  - 【関東広域圏】ニッポン放送
    - 『土田晃之 日曜のへそ』の放送時間を拡大し、計3時間30分の大型番組に移行。12時 - 14時の第1部と14時30分 - 16時の第2部の2部構成となり、第2部ではこれまで『日曜競馬ニッポン』として放送してきた中央競馬実況中継も内包する。あわせて新たに前島花音（同局アナウンサー）がアシスタントとして出演する[67]。
    - 『ミュ〜コミ+プラス』の後継番組として、毎週日曜深夜に『ミューコミVR』（23時30分 - 翌月曜0時30分）を放送開始（山口放送にもネット）。パーソナリティは前番組から引き続き吉田尚記（同局アナウンサー）が務める[68]。

  - 【北海道】STVラジオ
    - 毎週日曜午後枠ワイド新番組として『イイ加減にしろっぷサンデー』（13時 - 17時）を放送開始。パーソナリティはお笑いコンビのしろっぷが担当[38]。
    - 毎週日曜夜枠音楽番組として『ターニング!〜Rooting for you〜』（22時 - 23時）を放送開始[38]。
- 5日 - TOKYO FM・JFN系『SCHOOL OF LOCK!』がリニューアルを実施、22時15分頃に『GIRLS LOCKS!』を復活させ、山之内すず・森七菜・上白石萌歌（adieu）・景井ひなが週替わりで出演するほか、アーティスト講師として月曜・アイナ・ジ・エンド（BiSH）、火曜・sumika、木曜・賀喜遥香（乃木坂46）が新たに就任する[54]。
- 7日 - MBSラジオ『ますますらじお』（RNCラジオ他にもネット）がこの日の放送よりパーソナリティとして中丸雄一（KAT-TUN）が加わり、番組名も『増田貴久・中丸雄一のますまるらじお』に改題する。続投するパーソナリティの増田貴久（NEWS）とアシスタントの宮島咲良（フリーアナウンサー）との3人体制は前身の『テゴマスのらじお』[注 5]以来となる[69]。

### 6月
- 6日 - 【岡山県】RSK山陽放送ではこの日、2020年7月に完成し、同日からの新社屋「RSKイノベイティブ・メディアセンター」での放送開始を記念した特別番組「RSK新館 こども探検隊 6つの謎を解け?」（10時 - 12時）を放送[70]。
- 19日 - 【追悼・関東広域圏】この日放送のTBSラジオ『大沢悠里のゆうゆうワイド土曜日版』において、5月18日に死去した若山弦蔵（俳優・声優。88歳没）の追悼特集「ありがとう 若山弦蔵さん」を放送。パーソナリティの大沢悠里とゲストの毒蝮三太夫が若山についての思い出を語ったほか、TBSラジオに残っている過去に若山が担当した番組の音声などを放送した[71]。

### 7月
- 1日・8日 - 【関東広域圏】文化放送『大竹まこと ゴールデンラジオ!』の1日の放送から、前週6月24日の放送でカナダ留学を理由に番組を卒業した光浦靖子（お笑いコンビ・オアシズ）の後任として、小島慶子（タレント・エッセイスト、元TBSアナウンサー）が新木曜パートナーとして就任[72]。さらに8日の放送では光浦の相方である大久保佳代子が新木曜パートナーに就任した。今後は光浦・小島・大久保のいずれかが登場する[73]。
- 3日 - 【追悼】この日放送のNHK-FM『ラジオマンジャック』を、準レギュラーとして同番組に出演し5月18日に死去した若山弦蔵（俳優・声優）の追悼特番『ラジオマンジャック・スペシャル〜ありがとう若山弦蔵さん〜』として、放送時間を14時から18時の4時間に拡大して放送[74][75]。
- 5日 - 【近畿広域圏】朝日放送ラジオにて女性YouTuber・タレントの「なえなの」がパーソナリティを担当する新番組『なえなののブカピなの』（18時30分 - 19時）をこの日より放送開始[76]。
- 20日 - この日行われた文化放送社長の斉藤清人の定例記者会見で、近藤真彦の不倫問題で放送を休止している『近藤真彦 くるくるマッチ箱』の再開について、10月改編に向けて近藤側と話し合いを継続していることを明らかにした[77]。
- 23日 - 8月8日 - 【スポーツ】2021年東京オリンピック（TOKYO2020）が開催[注 6]。
  - 日本民間放送連盟加盟ラジオ局99社では、『民放ラジオ統一番組』と題して東京オリンピック中継を行った。民放ラジオ統一番組のキャスターには新保友映（元ニッポン放送アナウンサー）と笹木かおり（タレント）が起用された[78][79]。また、大会期間中のハイライト番組のコメンテーターには、里崎智也（元プロ野球選手）、吉田沙保里（元レスリング選手）、八木沼純子（元フィギュアスケート選手）を起用。

### 8月
- 9日 - 【近畿広域圏】MBSラジオは2020年10月から本年3月まで放送していた、橋本愛（女優）がパーソナリティを務める『橋本愛の、ここにしかないどこかへ』を一夜限り復活させ、特番としてこの日の20時 - 20時55分枠で放送した[80]。

### 9月
- 5日 - 【追悼・京都府】この日放送のKBS京都『仁鶴の日曜想い出メロディー』で、同番組のパーソナリティを長年にわたって務め、8月17日に死去した三代目笑福亭仁鶴（落語家・タレント。84歳没）の追悼特別企画を放送。仁鶴の弟子の笑福亭仁嬌と内海裕子が出演し、リスナーからの追悼メール、仁鶴ゆかりの曲やお気に入りだった曲を紹介した[81]。
- 6日（5日深夜） - 【追悼】
  - 【関東広域圏】ニッポン放送にて8月17日に死去したフリーアナウンサーの滝良子（76歳没）を偲び、『そらまめさん、ありがとう〜ミュージックスカイホリデー増刊号』（1時30分 - 3時）を、くり万太郎の進行により放送した[82]。
  - 【近畿広域圏】ラジオ大阪（OBC）ではこの日0時 - 1時に三代目笑福亭仁鶴（落語家）を偲び、『上方落語の宝・ありがとう仁鶴さん』を放送。番組ではOBCのライブラリーから三代目仁鶴の音声などを紹介すると共に、三代目仁鶴の落語口演「池田の牛ほめ」と「池田の猪飼い」の二席を放送した[83]。
- 7日
  - （6日深夜）ニッポン放送で放送されていた『ENHYPENのオールナイトニッポンX』の公式ツイッターの中で、この日の放送をもって、当面の間、この番組の放送を休止することが発表された[84]。
  - 【関東広域圏】この日放送の文化放送『松井佐祐里“new normal”の小部屋』に近藤真彦（歌手・タレント）がゲスト出演。近藤は前年11月に一般女性との不倫が報じられ、芸能活動を無期限自粛していたが、自粛前に放送されていた『近藤真彦 くるくるマッチ箱』の放送枠で放送されているこの番組で活動を再開した[85]。また、この番組内で28日より新番組を開始することを発表した（後述）。
- 9日 - 【関東広域圏】
  - 文化放送で2004年4月から2015年3月まで放送されていたA&Gゾーンの生ワイド番組『A&G 超RADIO SHOW〜アニスパ!〜』が、開局70周年記念の復活特番としてこの日の19時より放送。当時パーソナリティを務めていた鷲崎健（ラジオパーソナリティ、ミュージシャン）と浅野真澄（声優）がそのまま出演、ゲストとして当時からの番組ファンを公言する佐倉綾音（声優）が出演した[86]。
  - 【追悼】ニッポン放送の野球中継『ショウアップナイター』のプレカム番組『ショウアップナイタープレイボール』ではこの日より当面の間、同局の元スポーツアナウンサーでショウアップナイターの顔として活躍した深澤弘（9月8日に85歳で死去）の追悼企画として生前の深澤の名実況音声を紹介する「追悼“ミスターショウアップナイター” 深澤弘さん実況メモリーズ」を放送する[87]。
- 13日
  - 【追悼・関東広域圏】ニッポン放送にて1970年代から1990年代にかけて同局野球中継『ショウアップナイター』の実況アナウンサーとして活躍し、9月8日に死去した深澤弘（85歳没）を偲んでこの日の22時 - 23時に深澤の追悼特番『ニッポン放送ショウアップナイタースペシャル ありがとう「ミスター・ショウアップナイター」 深澤弘さんを偲んで』を放送。番組進行はフリーアナウンサーで元同局アナウンサーの松本秀夫が務め、ゲストとして江本孟紀（野球解説者／ニッポン放送解説者）と高嶋秀武（元同局アナウンサー、元プロ野球中継担当）が出演した[87][88]。
  - 【健康問題・近畿広域圏】朝日放送ラジオの老舗早朝番組『おはようパーソナリティ道上洋三です』のパーソナリティを務める道上洋三（朝日放送テレビ常勤顧問）が11日朝に脳梗塞を発症して緊急入院、生命に別状はないが当面の間休養が必要と診断された。このため同番組ではこの日の放送から暫くの間は堀江政生（朝日放送テレビアナウンサー）らが代役パーソナリティを務めるなどして道上不在をカバーする体制を敷く[89]。
- 18日（17日深夜） - ニッポン放送『オールナイトニッポン』ではこの日の金曜1部にてスペシャルパーソナリティとして内村光良が2年ぶりに登場。なお内村が同番組の金曜1部に登場するのは南原清隆との「ウッチャンナンチャン」でレギュラーを担当していた1995年以来、約26年ぶりとなった[90]。
- 21日 - 【近畿広域圏】朝日放送ラジオの平日午後生ワイド枠「ABCパワフルアフタヌーン」の火曜枠で放送の『森脇健児のケンケン・ゴウゴウ!』（2018年4月3日 - ）がこの日の放送を最後に終了、3年半の歴史に幕[91]。
- 23日 - 【近畿広域圏】朝日放送ラジオの夜枠ワイド番組『よなよな…』（2014年3月31日 - ）がこの日の放送を以て7年半の歴史に幕[92]。
- 24日
  - TBSラジオ制作、JRN系列で2003年4月から放送されていた音楽・情報番組『ドライバーズ・リクエスト』がこの日をもって終了。18年半の歴史に幕。
  - 【北海道】STVラジオの月 - 金曜の午後枠帯番組『洋二と明石の無口な二人』（13時40分 - 13時50分、2018年4月2日 - ）は、この日の放送を最後に3年半の歴史に幕[93]。
- 25日 - TOKYO FM制作／放送のトーク番組『杉咲花のFlower TOKYO』（2018年10月 - 、JFN系列局での時差放送あり）が、この日の放送を以て3年間の歴史に幕[94]。
- 26日 - 【沖縄県】1973年4月7日に極東放送にて放送を開始、1984年9月にエフエム沖縄[注 7]へ移行後も継続した映画音楽・情報番組『スクリーンへの招待』（日曜 20時 - 20時55分）が、パーソナリティを務めた安谷屋真理子（元極東放送→エフエム沖縄アナウンサー）の体調不良などを理由に、この日を以て終了、48年半の歴史に幕[95][96]。
- 27日
  - 【北海道】
    - STVラジオにて月 - 金曜の午後枠帯番組として『聖(セント)ヨウジ学園』（13時40分 - 13時50分）を放送開始。パーソナリティはSTVラジオ取締役アナウンサーの木村洋二と、本年度札幌テレビに入社した新人アナウンサーの油野純帆（あぶらの・すみほ）が務める[93]。
    - HBCラジオにて毎週月曜夜枠新音楽番組として『BACKSTAGE PASS（22時30分 - 23時）を放送開始。メインパーソナリティは北海道出身又は在住するアーティストが期間限定で務め、第1弾のパーソナリティには栞寧（シンガー・ソングライター）を起用。またサブパーソナリティを佐藤舞が務める[97]。

  - 【近畿広域圏】朝日放送ラジオ
    - 平日午前のワイド番組『ドッキリ!ハッキリ!三代澤康司です』（月 - 木曜）がこの日からリニューアル。月曜新パートナーとして中野涼子（ラジオパーソナリティ）、29日から水曜新パートナーとして近藤夏子（シンガーソングライター・タレント）がそれぞれ新レギュラーに加わる[98]。
    - 1991年から2009年に放送した音楽番組『ABCミュージックパラダイス』（月 - 金曜 22時 - 翌0時30分）を装いを新たにこの日から復活放送を開始。同局社長の岩田潤は7月14日の定例会見にて「『ABCは音楽を本気でやります』という姿勢を見せる新番組である」とした[99]。
- 28日
  - 【関東広域圏】文化放送
    - 2021年度ナイターオフ番組として、同局アナウンサーが曜日別で出演しSDGsの目標を自然な形で達成することを目指す生ワイド番組『カラフルレンズ』（火 - 金曜 17時50分 - 18時45分）と、「常識を疑うことで、モノトーンな毎日を彩りのあるものに。」をコンセプトにした生ワイドバラエティ番組『カラフルオセロ』（火 - 木曜 19時 - 21時）を放送開始。『カラフルオセロ』のパーソナリティには火曜にザ・マミィ（お笑いコンビ）、水曜に峯岸みなみ（タレント、元AKB48）、木曜に西川文野（同局アナウンサー）を起用する[100][101]。
    - 近藤真彦（歌手・タレント）がパーソナリティを務める『近藤真彦 RADIO GARAGE』がこの日より放送開始（火曜 21時30分 - 22時）。以前担当していた『近藤真彦 くるくるマッチ箱』が自身の不倫問題で放送休止となっていたが、上述の『松井佐祐里“new normal”の小部屋』においてこの2番組と同じ放送枠で新番組を開始することが発表された。近藤は約10ヶ月ぶりに同枠で番組を持つことになる[102]。

  - 【近畿広域圏】朝日放送ラジオの平日午後生ワイド枠「ABCパワフルアフタヌーン」の火曜枠にて、新ワイド番組『ミルクボーイの火曜日やないか!』をこの日より放送開始。メインパーソナリティをお笑いコンビのミルクボーイ（駒場孝・内海崇）が担当、澤田有也佳（朝日放送テレビアナウンサー）がアシスタントを務める[91]。
- 29日 - 【近畿広域圏】MBSラジオの夜枠ワイド番組『アッパレやってまーす!』にて水曜パーソナリティのメンバーとして出演している柏木由紀（AKB48、2016年4月6日 - ）が、この日の放送を最後に5年半出演した同番組を卒業した[103]。
- 30日 - 【近畿広域圏】朝日放送ラジオ「ABCパワフルアフタヌーン」の木曜枠にて、増田英彦（ますだおかだ）がパーソナリティを務める『ますだおかだ増田のラジオハンター!』を放送開始。パートナーを武田和歌子（朝日放送テレビアナウンサー）が務める。増田は前述の『よなよな…』終了に伴って同番組火曜担当から移動となる[104]。なお、本番組開始に伴い「ABCパワフルアフタヌーン」水・木曜枠の『桑原征平粋も甘いも』は29日より水曜のみとなる。

### 10月
- 1日
  - 文化放送金曜20時30分枠において、シンガーソングライターのさだまさしがパーソナリティを務める『さだまさし セイ!シュン 49.69』を放送開始（東海ラジオ他にもネット）。さだがラジオのレギュラー番組を持つのは2002年10月 - 2003年3月放送の『セイ!ヤング21』以来約19年ぶりで、当時は四谷の旧本社での放送だったため、2006年に移転した浜松町の現本社でのレギュラー番組はさだとしては初めてとなる[105]。
  - 【近畿広域圏】
    - MBSラジオの早朝ワイド番組『子守康範 朝からてんコモリ!』（2008年3月31日 - ）は、この日の放送を最後に13年半の歴史に幕[106]。
    - ラジオ大阪の平日朝ワイド番組『ハッピー・プラス』がこの日より開始時間を7時に繰り上げ、放送時間を30分拡大[107]。

  - 【長崎県・佐賀県】 長崎放送（NBC）のradiko基本サービスでの配信エリアがこの日より佐賀県にも拡大（後述）するのを受けて、長崎本局と佐賀放送局（NBCラジオ佐賀）で一部異なっていた番組編成をこの日より統合し、同一編成で放送する[108]。
- 2日
  - 【関東広域圏】文化放送土曜11時からの2時間枠で、岡田圭右（ますだおかだ）と柴田英嗣（アンタッチャブル）による『ますだおかだ岡田圭右とアンタッチャブル柴田英嗣のおかしば』を放送開始。5月12日に放送した特番が好評だったことからレギュラー番組へと昇格となった[109]。
  - ニッポン放送
    - 【関東広域圏】
      - 平日昼のワイド番組『ザ・ラジオショー』の土曜版として、『サンドウィッチマン ザ・ラジオショーサタデー』を放送開始（13時 - 15時）。本番組ではサンドウィッチマン (お笑いコンビ)がパーソナリティを務め、番組パートナーを東島衣里（同局アナウンサー）が務める[110]。サンドウィッチマンがニッポン放送でパーソナリティを務めるのは3月に終了した『サンドウィッチマンの東北魂』以来半年ぶりで、昼の生ワイド番組を担当するのは初となる[111]。
      - 15時30分 - 16時20分（初回のみ15時 - 16時20分）枠には前年度平日ナイターオフ18時台夕方帯ワイド番組枠の木曜で放送していた『モヤモヤ解決! ゲッターズ飯田 ラジオで占いまSHOW』を当該時間にて半年ぶりに再開。番組パーソナリティはゲッターズ飯田が務め、アシスタントを前島花音（同局アナウンサー）が担当する[110]。

    - 2021年度ナイターオフ期間の土曜夜枠の「オールナイトニッポンPremium」としてなにわ男子（番組開始当時関西ジャニーズJr.）がパーソナリティを務める『なにわ男子のオールナイトニッポンPremium』が放送開始。同グループとしては初の冠番組になる。なお制作局のニッポン放送では『ショウアップナイター』を優先させるため10月23日から放送開始となるが、10月・11月の野球中継優先時には代替措置として動画配信サービス「SHOWROOM」での同時音声配信も実施する[112]。

  - 【東京都】J-WAVE土曜12時 - 16時枠に新大型ワイド番組として、環境型フェスティバル等のイベントを主催するGREENROOMとタッグを組んだ「GOOD LIFE」を提案する番組『BLUE IN GREEN』を放送開始。ナビゲーターは女優・モデルの甲斐まりかが担当[113]。
  - 【北海道】STVラジオではナイターオフ編成として土曜18時 - 18時30分枠に『八幡淳の北海道ソムリエ』をこの日より放送開始。パーソナリティは八幡淳（スタジアムDJ）が担当する[93]。
- 3日
  - 【関東広域圏】文化放送日曜10時からの2時間枠で、阿川佐和子（タレント・エッセイスト）とふかわりょう（タレント）による音楽&トーク番組『阿川佐和子&ふかわりょう 日曜のほとり』を放送開始。阿川にとっては在京AM局初のラジオ冠番組で、また文化放送の番組に出演するのは2015年3月まで月曜パートナーを務めていた『大竹まこと ゴールデンラジオ!』以来6年振りとなる[114][115]。なお同番組開始に伴い、現在同枠で放送中の3時間生番組『Society5.0 香格里拉』（パーソナリティー・柴田阿弥）はこの日から14時に放送時間を移動し、タイトルも『シャングリラ』に改名の上で2時間生放送番組として継続[115]、13時 - 15時枠で放送の『ミスDJリクエストパレード〜8116サンデーアップ!』（パーソナリティ・千倉真理）は12時からに放送時間を繰り上げた上で『Miss DJリクエストパレード360』に改題、24日からは東北放送へのネットも開始する[116][117]。
  - TOKYO FMを始めとするJFN系列37局において、構成作家・作詞家の秋元康が自らプロデュースしパーソナリティーも務める『いいこと、聴いた』を放送開始（13時 - 13時55分）。秋元の相手役として小島瑠璃子（タレント、女優）も出演。秋元がラジオのパーソナリティーを務めるのは2009年3月終了の『秋元康のMature Style』以来12年半ぶりとなる[118]。
  - 【北海道】HBCラジオにて日曜夜枠新番組『TO Music storage』（20時 - 20時30分）を放送開始。パーソナリティはDJトムが担当する[97]。
  - 【兵庫県】ラジオ関西日曜10時 - 11時45分枠にて、バンド・ワタナベフラワーがパーソナリティを務める『ワタナベフラワーのウホウホ!ゴリラジオ』が放送開始[119]。
- 4日
  - 【近畿広域圏】
    - MBSラジオは早朝から夜にかけて、帯番組の大幅な改編を実施する。
      - 平日夕方枠のワイド番組だった『上泉雄一のええなぁ!』がこの日より平日早朝に時間移動し2時間に放送時間を拡大（月 - 金曜 6時 - 8時）[120]。
      - 平日朝の長寿ワイド番組『ありがとう浜村淳です』（現行は月 - 金曜 8時 - 10時30分）は、この日より放送時間を10時までに短縮、2002年10月4日以来19年ぶりに2時間枠に戻る。これにより、「ありがとう-」に続く平日午前枠の『松井愛のすこ〜し愛して★』の放送時間が10時 - 正午、平日昼枠の『こんちわコンちゃんお昼ですょ!』の放送時間が正午 - 15時にそれぞれ30分繰り上がる[121]。
      - この日より15時 - 18時枠に曜日別のパーソナリティによる帯番組「夕方もポチっとMラジ」を編成。月曜は2017年度 - 2020年度ナイターオフに「MBSヨル隊」枠で放送された『金村義明のええかげんにせぇ〜!』が通年番組に昇格する[122]。
      - 老舗夜ワイド番組『MBSヤングタウン』（現行は金曜 22時 - 23時、土・日曜 22時 - 23時30分）が、10月改編初日のこの日より月 - 日曜の22時台に放送枠を拡大し、1999年9月以来となる週7日間の帯番組体制が復活。これに伴い新たに若月佑美・工藤遥（月曜。共に女優、前者は元乃木坂46、後者は元モーニング娘。）、Aぇ! group（水曜。関西ジャニーズJr.）、Aマッソ（木曜。お笑いコンビ）、オーイシマサヨシ（火曜。歌手）がパーソナリティとして加入する[123]。

    - ラジオ大阪金曜の昼ワイド番組『原田年晴 かぶりつきフライデー!』がこの日より月曜枠でも『原田年晴 かぶりつきマンデー!』として放送開始。これに伴い『OBCグッドアフタヌーン!ラジぐぅ』の放送が火 - 木曜の週3日に変更となる[107]。

  - 【兵庫県】ラジオ関西平日ワイド番組枠「こちら、海の見える放送局」月曜第1部（10時 - 13時）で、『笑福亭鉄瓶のまんてんラジオ』が放送開始。パーソナリティは笑福亭鉄瓶（落語家）と前番組『週明けクマチャンネル』から継続の塩田えみ（タレント）が担当[119]。
- 5日
  - （4日深夜）【関東広域圏】TBSラジオ火曜0時（月曜深夜24時）枠で放送の『空気階段の踊り場』が、2日に開催・TBS系でテレビ放送された『キングオブコント2021』でパーソナリティの空気階段が優勝したのを受けて、急遽生放送に切り換えて放送した[124]。
  - 【近畿広域圏】MBSラジオ「夕方もポチっとMラジ」火曜日に、元読売テレビアナウンサーの森たけしがパーソナリティを務め、2020年ナイターオフに放送され好評を博した『森たけしのスカタンラジオ』が通年番組に昇格する形で放送を開始[125]。
- 6日 - 【近畿広域圏】
  - ラジオ大阪平日昼ワイド番組『OBCグッドアフタヌーン!ラジぐぅ』が上述のように週3日体制になったのに伴い、この日より月曜担当だった西川かの子が異動し、継続して水曜を担当する石田靖とのコンビ体制になる[107]。
  - MBSラジオ「夕方もポチっとMラジ」水曜日に、2017 - 2020年度ナイターオフに「MBSヨル隊」枠で放送された『メッセンジャーあいはらの夜はこれから!』を通年番組に昇格させた上で『メッセンジャーあいはらのYouはこれから!』に改題して放送開始[126]。
- 7日 - 【近畿広域圏】MBSラジオ「夕方もポチっとMラジ」木曜日に、2014年4月から2021年3月28日まで日曜10時台に放送されていた『茶屋町ヤマヒロ会議』を半年ぶりに再開。
- 9日
  - 【追悼】NHKは9月18日に死去した漫才師の正司敏江（80歳没）を偲び、この日夜の『上方演芸会』（ラジオ第1、19時20分 - 19時45分）にて、「正司敏江・玲児」の音源ライブラリーの中から「ここ一番の勝負時」と「私は演技は」の漫才2本を放送した[127]。
  - 【関東広域圏】ニッポン放送土曜15時 - 15時30分枠でテレビアニメ『鬼滅の刃』の関連ラジオ番組『鬼滅ラヂヲ』を放送開始。2019年9月から2020年12月まで配信されていた公式Webラジオ番組の復活版として地上波で放送するもので、パーソナリティはWebラジオ版から引き続き声優の花江夏樹と下野紘が担当する[110][128]。
- 19日 - いずれも【中京広域圏】
  - CBCラジオ2021年度ナイターオフ番組として、次世代パーソナリティによる夜ワイド番組『ゆるよる』（火 - 木曜 19時 - 21時）が2020年度に引き続き放送開始。火曜は三浦優奈（タレント）、水曜はアホロートル（お笑いコンビ）、木曜は町田こーすけ（タレント・構成作家）がそれぞれ担当する[129]。
  - 東海ラジオの火 - 金曜 21時 - 21時30分枠にて、『929 MUSIC WAVES』が放送開始。前月まで『なかしのミュージックシャッフル』を担当したなかし（お笑いコンビ・スペードの3）がパーソナリティを務める[130]。
- 22日 - ニッポン放送金曜夕方 - 夜枠のワイド番組として『安東弘樹 Let’s Go Friday』（17時30分 - 20時）を2020年度に引き続き放送開始。メインパーソナリティを安東弘樹（フリーアナウンサー）が、アシスタントは田中美和子（同）が務める（ネット局は10月1日放送開始）[110]。
- 23日 - 【関東広域圏】ニッポン放送土曜夕方枠のワイド番組として『高嶋ひでたけ・森田耕次のキニナル・サタデー』（17時40分 - 19時）を2020年度に引き続き放送開始。高嶋秀武（フリーアナウンサー）と森田耕次（同局解説委員）の2人により経済・社会・スポーツなど世の中の出来事を取り上げる[110]。
- 24日
  - （23日深夜）日本テレビアナウンサーの水卜麻美が、ニッポン放送『オールナイトニッポン0(ZERO)』で一夜限りのラジオパーソナリティーを務めた[131]。
  - 【中京広域圏】東海ラジオ日曜14時 - 17時枠にて、45歳以上の大人をターゲットにした音楽番組『Sound Park Sunday』が放送開始。パーソナリティは川本えこ（タレント・DJ）が担当[130]。
- 27日[注 8] - ニッポン放送の2021年度ナイターオフ番組として、笑福亭鶴光がパーソナリティを務めるリクエスト番組『鶴光の噂のゴールデンリクエスト』（火 - 木曜 17時30分 - 20時30分）が2020年度に引き続き放送される。なお、2021年度は全国ネットで放送される（ネット局では9月28日放送開始）[132]。
- 30日 - NHKラジオ第1の土曜午後枠にて、プロ野球中継オフ編成として2番組を放送開始。
  - 2020年度秋に放送し、今季プロ野球開幕と同時に休止していたアジアンポップス紹介の音楽番組『古家正亨のPOP★A』（14時5分 - 15時55分、途中で定時ニュース挿入あり）を放送再開[133]。
  - おとなの女性向けカルチャー番組として『あさこ・佳代子の大人なラジオ女子会』（16時5分 - 16時55分）を放送開始。パーソナリティはいとうあさこ（タレント）と大久保佳代子（オアシズ）が務める[133]。
- 31日 - 【報道・選挙】第49回衆議院議員総選挙投開票日、各局で開票特番を放送。

### 11月
- 3日 - 【関東広域圏】文化放送では本社所在地の東京都港区の浜松町・大門エリアにて開催する大型街イベント『浜松町ハーベストフェスタ-浜祭- 2021 オンライン』（10月1日 - 11月5日）に合わせた特別番組『もっと一緒に!ラジオde浜祭スペシャル』をこの日の9時 - 18時45分までの9時間45分に渡って放送。スペシャル番組は5部構成とし、同局の人気パーソナリティらが挙って出演した[134]。
- 6日 - 【テレビ】この日NHK総合テレビで放送のドキュメンタリー番組『ストーリーズ のぞき見ドキュメント 100カメ』にて、ニッポン放送『オールナイトニッポン』の制作の舞台裏を放送。日曜未明（土曜深夜）担当のオードリー（若林正恭、春日俊彰）が番組MCを担当、ニッポン放送社内各所にカメラを設置しスタッフの番組作りの模様を紹介したほか『星野源のオールナイトニッポン』の生放送のスタジオにも密着した[135][136]。
- 18日 - 【企画・関東広域圏】TBSラジオとニッポン放送は共同で、コロナ禍の中学校・高校を対象に、藤田ニコル（TBSラジオ『藤田ニコルのあしたはにちようび』パーソナリティ）と池田美優（ニッポン放送『＃みちょパラ』パーソナリティ）が、局・番組の垣根を越えてパーソナリティを担当した校内放送音源を抽選でプレゼントするプロジェクト『にこるん・みちょぱの校内放送』をこの日発表した[137]。
- 23日 - 【東京都】TOKYO FMではこの日、同日で第1期たまごっち（バンダイ）が発売から25周年を記念した特番『たまごっち25しゅーねんBINGO!!!〜ヒットソングをかけまくるだっち!〜』 （11時30分 - 16時50分）をTOKYO FM ホリデースペシャル内で放送。パーソナリティは遠山大輔（グランジ）が務め、ゲストにAdo、ハマ・オカモト（OKAMOTO'S）、ハナコ、木村柾哉・藤牧京介・佐野雄大（INI）、NiziUを迎えた。1996年から2021年までの25年間想い出に残っている楽曲をエピソードを兼ねて流す『25しゅーねん メモリアルソングリクエスト』や、特別企画として番組特設サイトからビンゴゲームに参加出来る企画が用意されており、ビンゴが成立しプレゼントに応募すると抽選で同日発売の『Tamagotchi Smart』、または25周年を記念したたまごっちのポップアップストア限定商品がそれぞれ10名に貰える内容となっている[138]。

### 12月
- 21日 - 【東京都】J-WAVEは火 - 金曜0時（月 - 木曜深夜24時）枠の『SPARK』で火曜（月曜深夜）のナビゲーターを2020年10月から担当している山本彩（歌手、元NMB48）が降板するとこの日発表した。山本は11月から体調不良のため休養に入っていた。2022年1月から新たなナビゲーターが番組を担当する[139]。
- 24日・25日 - 【特番】NRN系のAMラジオ局11局（ニッポン放送、STVラジオ、青森放送、IBC岩手放送、ラジオ福島、ラジオ大阪、和歌山放送、中国放送、西日本放送、九州朝日放送、ラジオ沖縄）において、クリスマス恒例の24時間チャリティ特番『ラジオ・チャリティー・ミュージックソン』（24日正午 - 25日正午）を放送。
  - 【関東広域圏】このうちキー局のニッポン放送では、メインパーソナリティを、ジャニーズ事務所所属のアイドルグループ・SixTONESが務めた。SixTONESは2年連続で担当、単独では初となった[140]。
- 24日 - 【特番・関東広域圏】TBSラジオではこの日、同局の開局70周年を記念して9時間以上に及ぶ長時間特番『＃何かがはじまる感謝祭』（8時30分 - 17時50分）を放送。3部構成で、メインパーソナリティは第1部を赤江珠緒（フリーアナウンサー）と田中裕二（爆笑問題）、外山惠理（TBSアナウンサー）が、第2部をジェーン・スー（音楽プロデューサー・コラムニスト）と太田光（爆笑問題）、岩井勇気（ハライチ）が、第3部を荻上チキ（評論家）と武田砂鉄（フリーライター）、南部広美（フリーアナウンサー）がそれぞれ務め、ゲストに第1部では大沢悠里（フリーアナウンサー）、ナイツ（塙宣之・土屋伸之）、六代目神田伯山（講談師・タレント）、空気階段（水川かたまり・鈴木もぐら）を、第3部では遠藤泰子（フリーアナウンサー）、宮台真司（社会学者）、青木理（ジャーナリスト）、神保哲生（ジャーナリスト）、麻木久仁子（タレント）を迎えたほか、第1部では毒蝮三太夫（タレント）とかまいたち（山内健司・濱家隆一）による中継番組のコラボ企画も実施した[141]。
- 25日 - 【関東広域圏】TBSラジオ『LOVE RAINBOW TRAIN』のパーソナリティ、MISIA（歌手）が同日の放送を最後に卒業[142]。
- 29日 - いずれも【追悼・特番】
  - 【音楽・関東広域圏】文化放送にてこの日、9月30日に死去した元同局社員で作曲家のすぎやまこういち（90歳没）を追悼する特別番組『伝説の作曲家 すぎやまこういち』を放送（19時15分 - 21時）。すぎやまの生い立ちや文化放送入社時のエピソード、すぎやまが手がけた楽曲の誕生秘話を送る。パーソナリティは豊田萌絵（声優）と太田英明（同局アナウンサー）が担当、ゲストとして宮川彬良（作曲家）と伊藤賢治（ゲーム音楽家）が出演した[143]。
  - 【演芸・近畿広域圏】朝日放送ラジオでは8月17日に死去した落語家の三代目笑福亭仁鶴（84歳没）の追善番組として、同局で本年3月まで放送されていた三代目仁鶴のレギュラー番組『仁鶴の楽書き帖』最終回を兼ねた『笑福亭仁鶴 最後の楽書き帖』（19時30分 - 21時）を放送。番組では伊藤史隆と加藤明子（共に朝日放送テレビアナウンサー）を進行役とし、仁鶴一門の総領弟子である笑福亭仁智（上方落語協会会長）がゲストとして出演した[144]。
- 30日 -【音楽・特番】TBSラジオにて年末恒例の『第63回 輝く!日本レコード大賞』をこの日18時[注 9] - 22時の4時間にわたり東京・初台の新国立劇場から生放送。総合司会は安住紳一郎（TBSアナウンサー、10年連続）と吉岡里帆（女優、2年連続）、ラジオ中継進行は駒田健吾（TBSアナウンサー、10年連続）がそれぞれ務めた[145][146]。大賞はDa-iCEの「CITRUS」が受賞した[147]。
- 31日 - 【音楽・特番】大晦日恒例の『第72回NHK紅白歌合戦』を東京国際フォーラム（千代田区丸の内）から生放送（NHKラジオ第1。総合・BS4K・BS8Kと同時放送）[148]。今回の会場変更は、例年会場として使用しているNHKホール（渋谷区神南）の改修工事に伴う[149][注 10]。前年（第71回）は初の無観客による開催となったが、本年はコロナ感染対策を万全に実施した上で、2年ぶりに有観客での開催となった[150]。司会はこれまで総合・紅白各組で分かれていた呼称を「司会」に統一、初起用の川口春奈（女優）、2年連続の大泉洋（TEAM NACS）、2年ぶりの登板となる和久田麻由子（同局アナウンサー）が務めた[151][152]。またラジオの進行を佐藤俊吉、浅野里香（いずれもNHKアナウンサー）が務めた[153]。

## 主なその他ラジオ関連の出来事

### 1月

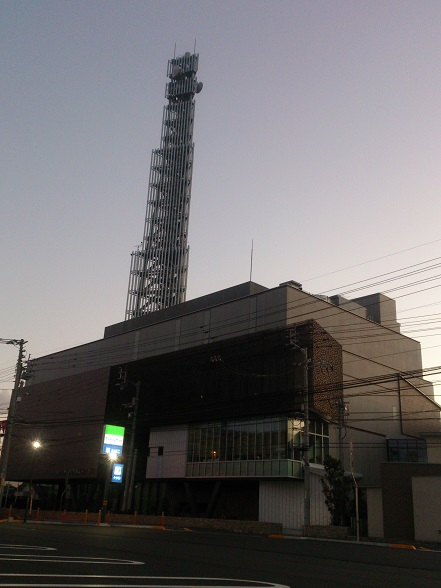
エフエム香川本社・新社屋（高松市上之町）

- 6日 - 【訃報】日本を代表するオペラ歌手の一人であり、1980年代に文化放送『吉田照美の夜はこれからてるてるワイド』で放送された「オペラの岡村」コーナーに登場していた岡村喬生がこの日、慢性腎不全のため東京都内の病院で死去（89歳没）[154]。
- 11日 - 【中京広域圏】CBCラジオが1992年4月の開始以来28年9ヶ月続いたAMステレオ放送を終了し、モノラル放送に戻る。これにより既に2012年5月に終了した東海ラジオと共に在名局のAMステレオ放送が消滅した[155]。
- 13日 - 【経営】NHKは同局の2021年 - 2023年度までの事業計画である『NHK経営計画（2021-2023年度）』がこの日のNHK経営委員会で議決されたことを受け、2025年度中に現行のラジオ3波（AM【ラジオ第一、第二】、FM）について整理縮小を図り、AMとFMを一波ずつとしてラジオ第一と第二を統合する方針を打ち出すなど、“スリムで強靭な新しいNHK”を目指す意思を前田晃伸会長定例記者会見などで明らかにした[156]。
- 18日
  - 【新社屋・CI・ロゴ・香川県】エフエム香川は、高松市西宝町から高松市上之町の新社屋（瀬戸内海放送と共同）に移転。あわせてコーポレートロゴも変更した[157]。
  - 【支社移転・中京広域圏】東海ラジオの東京支社が東京都千代田区内幸町の日比谷中日ビルから港区赤坂2丁目の赤坂MYビルに移転。
- 29日 - 【キャンペーン・社会貢献】フジサンケイグループの放送3社（フジテレビ・BSフジ・ニッポン放送）ではSDGs（持続可能な開発目標）をテーマとしたコーポレートキャンペーンとして『「楽しくアクション!SDGs」合言葉は「滅亡させない♥地球の作り方」』と題し3社連合で展開することをこの日プレスリリースにより発表。キャンペーンでは「滅亡させない♥地球の作り方」を共通スローガンとし、ミレニアル世代・Z世代をメインターゲットとし、「子供たちが安心して暮らせる未来」「地球で暮らし続けるために何が必要か」を問い、3社による関連番組放送など様々なアクションを起こしていく。キャンペーン・アンバサダーにはファーストサマーウイカ（歌手・タレント）を起用する[16]。
- 30日 - 【訃報】漫才協会の真打ちで1978年に第26回NHK新人漫才コンクール最優秀賞、1979年に第7回放送演芸大賞ホープ賞をそれぞれ受賞し、『真打ち競演』、『サンデージョッキー』（いずれもNHKラジオ第一）などのラジオ番組に出演し、スピーディー漫才の第一人者として知られた落語芸術協会所属の漫才コンビ「東京丸・京平」メンバーの東京丸（本名：楠本賢次郎）がこの日、心不全のため死去（73歳）。訃報は2月8日に所属の落語芸術協会より公表された[158]。
- 31日 - いずれも【訃報】
  - 1973年にニッポン放送『ザ・パンチ・パンチ・パンチ』でDJデビューし、同局の『くず哲也の日曜はダメよ』やアール・エフ・ラジオ日本『くず哲也のオトナの情報マガジン』などのメインパーソナリティを務め人気を博したラジオパーソナリティでタレントのくず哲也（本名・野村哲也）がこの日午前、急性骨髄性白血病のため東京都内の自宅で死去（73歳没）[159][160]。
  - プロ野球の広島や日本ハムなどで投手として活躍し、現役引退後は中国放送のプロ野球解説者を務めていた高橋里志がこの日、肺がんのため広島市内の病院で死去（72歳没）[161][162]。

### 2月
- 8日 -【訃報】俳優として数多くの映画やテレビドラマに出演、またアメリカ合衆国の俳優であるテリー・サバラスやスペンサー・トレイシーなどの出演作品のテレビ放映時の吹き替えを始め、1980年にNHKラジオ第1で放送された「連続ラジオ小説」『火の鳥 乱世編』（原作・手塚治虫）や永田や仏壇店（中京ローカル）のラジオCMのナレーションを務めるなど幅広いジャンルで活動した俳優・声優の森山周一郎（本名：大塚博夫）がこの日肺炎のため死去（86歳没）[163]
- 17日 -【訃報】 1959年に早稲田大学を卒業後、劇団青俳で修行した後に1963年に劇団を離れ、「伊達京史」の芸名で本格的に俳優デビューを果たし、1964年に芸名を「瑳川哲朗」に改めてからは東京12チャンネル→テレビ東京系の時代劇『大江戸捜査網』[注 11]の隠密同心・井坂十蔵役や、円谷プロ制作の特撮ドラマウルトラシリーズ『ウルトラマンA』（TBS系、1972年）の地球防衛チーム「TAC」の竜五郎隊長役など幅広い役柄で多くの作品に出演、ラジオ番組では東京放送（現在のTBSラジオ）にて深夜枠のミニ番組『青春に歌あり』[注 12]のパーソナリティを務めたこともある俳優の瑳川哲朗（本名・勝野忠孝）がこの日、筋萎縮性側索硬化症（ALS）のため東京都内の高齢者施設で死去（84歳没）[165]。
- 28日 - 【活動進退・キー局】TBSの女性アナウンサー2名がこの日付で退職した。動きは次の通り。
  - 笹川友里（2013年入社、2014年アナウンス部配属）が7年10ヶ月（アナウンサーとしては6年10ヶ月）在職した同局を退社[166][167]。今後はフリーアナウンサー、パーソナリティとして現在担当しているラジオ番組『ママとパパのごきげんドライブ』（同局『プレシャスサンデー』内包番組）はそのまま続投する[167]。
  - 伊東楓（2016年入社）も、「絵本作家を目指してドイツで勉強する」ことを理由に、4年10ヶ月勤めた同局を退社[168]。なお、伊東の退社は1月7日に自身が出演した『伊集院光とらじおと』の番組内で自ら表明した[168]。

### 3月
- 5日 - 【キャンペーン・社会貢献・防災】NHKと日本民間放送連盟ラジオ委員会は、東日本大震災の発生から10年になることから、共同の防災キャンペーンとして「ラジオの証言〜災害を語り継ぐ〜」を実施。特設サイトを開設し、NHKと民放ラジオ局がこれまで災害現場で取材した当事者の声を公開する[169]。
- 9日 - 【人事・静岡県】静岡放送はこの日、静岡新聞社との合同による臨時取締役会にて、本年3月5日発売の雑誌に同局に所属する社員との不適切な関係が報じられた同局社長の辞職並びに同局常務取締役・営業事業本部長の榛葉英二を代表取締役社長に昇格させる人事を決議し即日執行した[170]。
- 10日 - 【防災・千葉県】千葉県とニッポン放送・ベイエフエムは災害発生時に県内の情報発信を行えるよう相互協力提携を締結。県側が両社に情報提供を行うとともに必要時には情報発信を要請、両社は可能な範囲内で要請に応じる形となる[171]。
- 16日 - 【企画・関東広域圏】文化放送はこの日行われた斉藤清人社長の定例記者会見の中で、翌2022年に開局70周年を迎えるに当たり、4月からアニバーサリーイヤー企画を展開すると発表。キャッチコピーを「もっと過激に もっと優しく 文化放送」と定めたほか、2015年12月まで用いられたステーションソング「QRのうた（QRソング）」（作詞：野坂昭如（2015年没）、作曲：いずみたく（1992年没））をリニューアルした上で4月改編より復活使用するなど、様々な企画を展開することになっている[172][173]。
- 31日 - 【活動進退・近畿広域圏】
  - 1992年にアール・エフ・ラジオ日本に入社し、主に中央競馬やプロ野球・読売ジャイアンツ戦の実況で活躍し、2001年に毎日放送に移籍してからも同様に中央競馬やプロ野球・阪神タイガース戦の実況で活躍した仙田和吉がこの日をもって20年間勤務した毎日放送を早期退職。3月28日に中京競馬場で行われた第51回高松宮記念及び最終競走（第12競走）の実況が最後となった[174]。
  - 1984年に当時の朝日放送に入社、以降37年間にわたり同局のテレビ・ラジオ番組で活躍してきた朝日放送テレビアナウンサーの三代澤康司が同日付で定年退職。今後はフリーアナウンサーとして朝日放送ラジオ『ドッキリ!ハッキリ!三代澤康司です』を始めとする同局の番組に出演する[175]。

### 4月
- 1日

長崎放送（NBC）の新ロゴ

  - 【経営・近畿広域圏】毎日放送の親会社である放送持株会社MBSメディアホールディングスが、子会社の同局テレビ・ラジオ部門を分社化[176][177][178]し、ラジオ部門は「株式会社MBSラジオ」（2020年5月に設立された『毎日放送ラジオ分割準備株式会社』から商号変更）に事業を移行、放送免許を承継する[179]。当初は開局70周年[注 13]を迎えた10月1日に分社発足させる予定だったが、その後半年前倒しすることになった[178]。3月24日に行われた改編発表会見では新たに愛称として「Mラジ」、キャッチコピーとして「ポチっとMラジ」を制定したことも発表されている[180]。
  - 【CI・ロゴ・茨城県】茨城放送（IBS、i-FM）は翌2022年に開局60年目を迎えるに当たり、この日より愛称を「LuckyFM茨城放送」に変更し、ロゴマークも一新する[181]。
  - 【CI・ロゴ・長崎県】長崎放送（NBC）がこの日、本年11月の新社屋移転（後述）に伴い、新CIならびにロゴを制定[182]。
  - 【radiko・近畿広域圏】ラジオ関西のradiko基本サービスでの配信エリアがこれまでの兵庫県及び大阪府・京都府から滋賀県・奈良県・和歌山県を加えた近畿2府4県に拡大[183]。また、京都放送（KBS京都）もこれまでの京都府・滋賀県に加え、大阪府でも配信を開始する[184]。
  - 【企画・中京広域圏】CBCラジオが開局70周年[注 14]を記念したキャンペーンを開始。キャンペーンのイメージキャラクターとして初音ミクを起用[185]。
- 9日 -【訃報・岡山県】RSK山陽放送および同局親会社の放送持株会社RSKホールディングスの代表取締役社長及び岡山経済同友会代表幹事の桑田茂がこの日死去（68歳没）[186]。
- 13日 -【人事・岡山県】RSK山陽放送はこの日の臨時取締役会で、桑田茂の死去（上述）を受け、取締役会長の原憲一が代表取締役会長に就く同日付けの役員人事を決定。社長職は当面空席となる[187]。
- 15日 - 【訃報】1960年代に蜷川幸雄（演出家、2016年没）とのコンビで演劇界を席巻する活動を展開し、テレビドラマや戯曲など数多くの作品を発表、ラジオドラマでは『洞爺丸はなぜ沈んだか』（1981年、東京放送〈現：TBSラジオ〉）や『海へ…』（1999年、NHK-FM）を手掛けた劇作家・脚本家の清水邦夫がこの日、老衰のため死去（84歳没）[188][189]。
- 19日 - 【訃報】大分県を本拠として活動し、日東紅茶の「思惑のないひととき」などのキャッチコピーを数多く発表し、大分放送のラジオ番組『夕方なしか』のパーソナリティを1995年から務めたコピーライターの吉田寛がこの日、大分市内の自宅で死去（63歳没）[190]。

### 5月
- 2日 - 【訃報】慶應義塾大学病院勤務の内科医師から46歳で立川志らく門下の落語家となり、2015年に真打へ昇進。医師の経歴を生かした健康落語などで活躍、自身がパーソナリティを務めた『大人のラヂオ』（ラジオNIKKEI第1放送）でも自作の健康創作落語の口演や健康四方山話を披露するなど幅広く活動した落語家・内科医（医学博士）の立川らく朝（本名：福澤恒利）がこの日死去（67歳没）。訃報は5月11日に公表された[191]。
- 16日 - 【訃報】1955年に朝日放送（ABC）に入社し、ラジオの演芸番組プロデューサーとして『漫才教室』『浪曲歌合戦』などの番組を手掛け、同局のテレビプロデューサーとしても、『てなもんや三度笠』『新婚さんいらっしゃい!』などの大ヒット番組を生み出し、1975年に独立してテレビ番組制作会社「東阪企画」を設立し、日本テレビ系『ズームイン!!朝!』や関西テレビ制作・フジテレビ系『花王名人劇場』などの名番組を手掛けたことで知られたラジオ・テレビプロデューサーで実業家の澤田隆治がこの日昼前、心筋梗塞のため東京都内の病院で死去（88歳没）[192][193]。
- 18日 - 【訃報】テレビ放送版の『007シリーズ』でショーン・コネリー演じる初代ジェームズ・ボンドや『スパイ大作戦』のピーター・グレイブス演じるジム・フェルプスなど、洋画・海外ドラマの吹き替えで知られ、ラジオパーソナリティとしてもTBSラジオ『パックインミュージック』『若山弦蔵の東京ダイヤル954』『バックグラウンド・ミュージック』などを担当した、俳優・声優の若山弦蔵がこの日、心不全のため東京都内の自宅で死去（88歳没）。訃報は5月31日に公表された[194][195]。
- 30日 - 【訃報】TVアニメやゲームのアテレコを始め、歌手としてもシングル盤6枚をリリースするなど多彩な活動を展開し、ラジオ番組では『鷲崎健と長嶋はるかのチェキらぼ』（ラジオ関西）などの番組でパーソナリティを務めた声優で歌手の長嶋はるか（本名及び旧名義・長嶋陽香）がこの日、病気のため死去（33歳没）。訃報は6月11日に所属事務所のスリートゥリーから告示された[196][197]。

### 6月

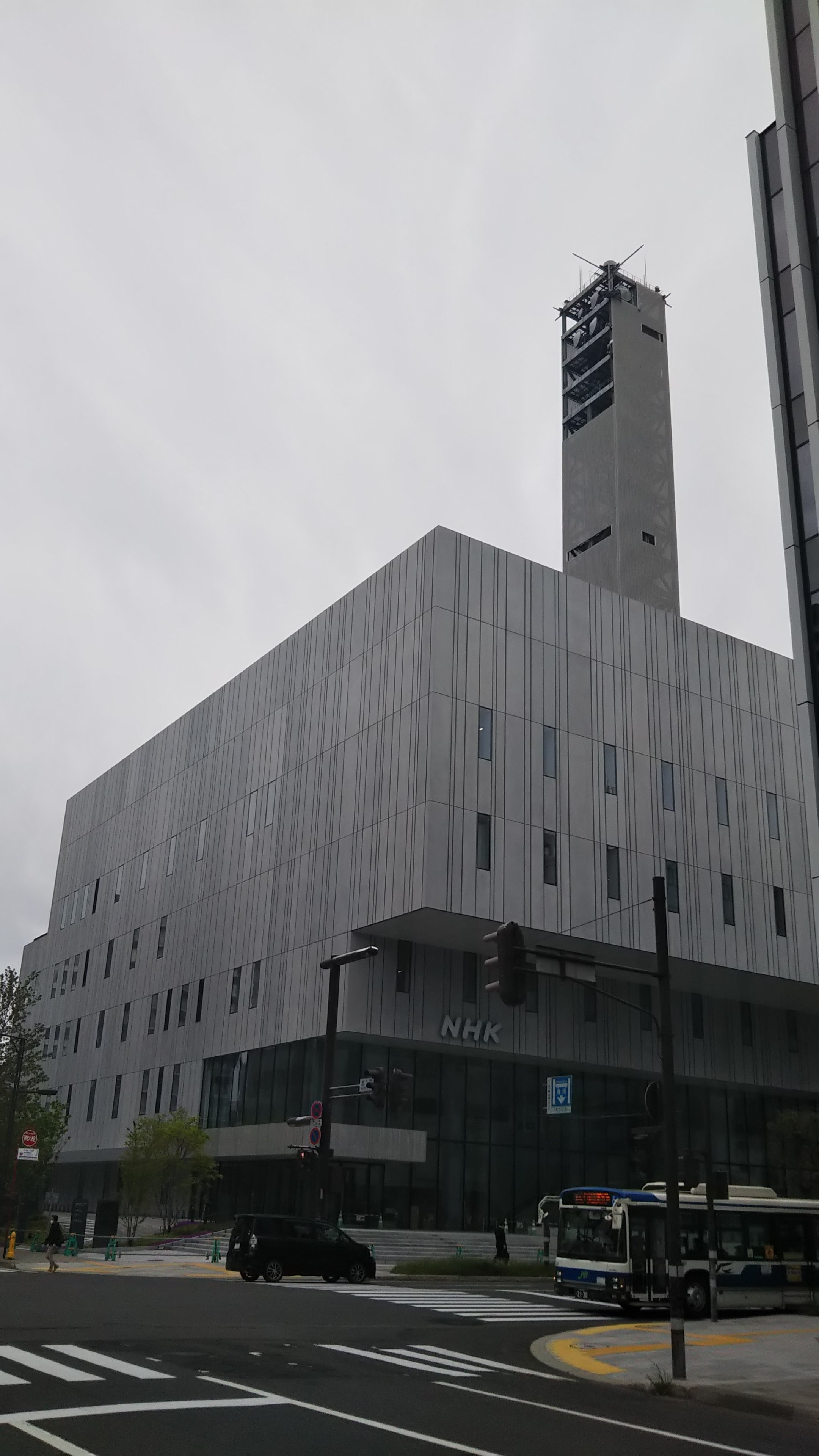
NHK札幌新放送会館

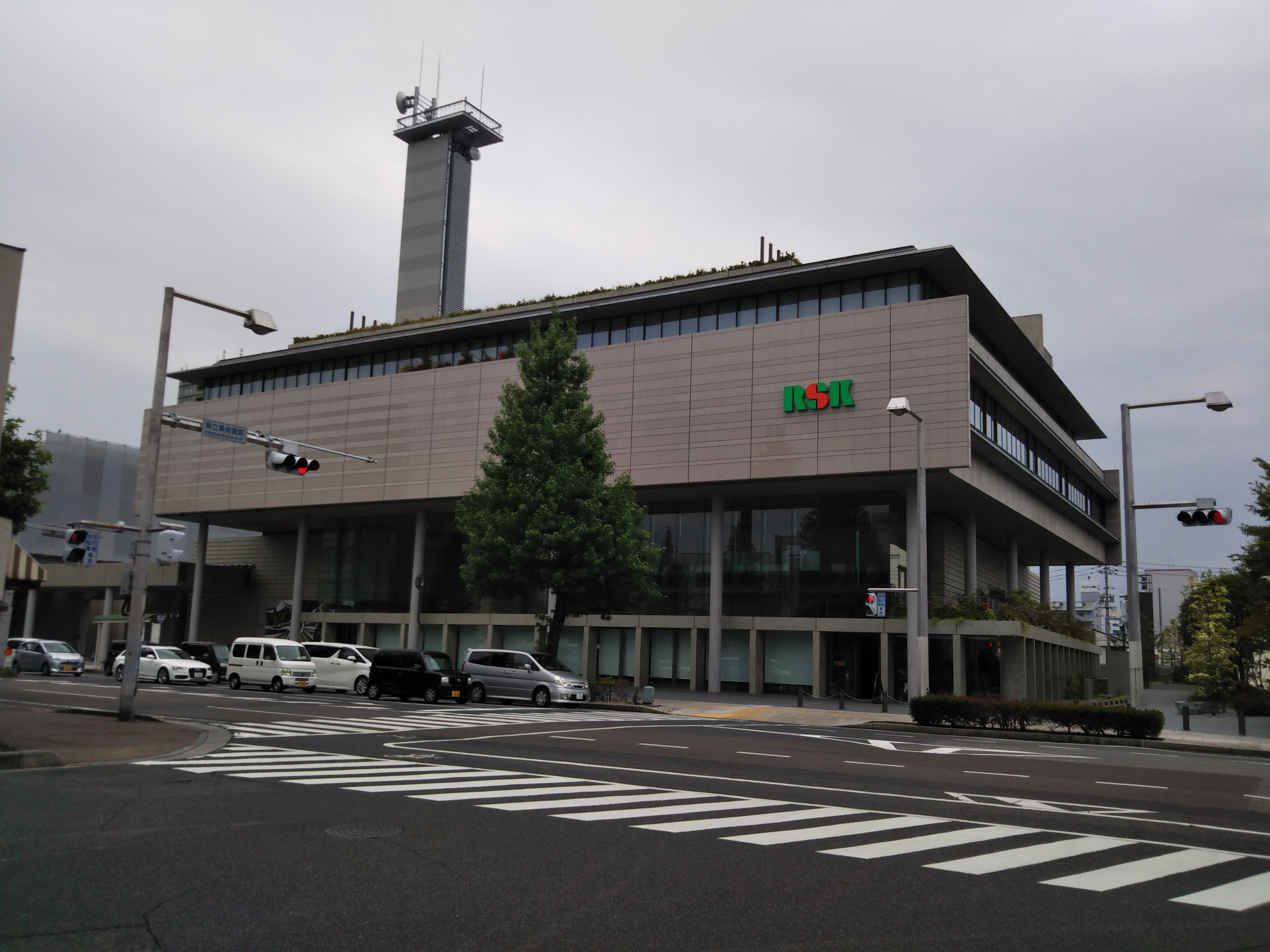
RSKイノベイティブ・メディアセンター

- 1日 -【移転・放送開始・北海道】NHK札幌放送局が札幌市中央区北1条西の旧市立札幌病院跡地に2020年1月に竣工した新放送会館にこの日完全移転。また7日からは同会館からラジオ第1・FMの全番組の放送を開始。なお当初は同年10月の完全移転を目指していたが、コロナの影響により設備工事及び新放送会館で使用する機材の製作作業が遅れたため移転時期を延期した[198][199]。
- 2日
  - 【賞】この日授賞式が開催された『第58回ギャラクシー賞』で、ラジオ部門大賞は文化放送が戦後75年企画として2020年8月15日に放送した特番『文化放送 戦後75年スペシャル 封印された真実〜軍属ラジオ』が受賞。またDJパーソナリティ賞はFM802を中心に活動している落合健太郎が受賞した[200]。
  - 【訃報】プロ野球読売巨人軍の元選手・コーチとして活躍し、1984年 - 1988年及び1993年 - 1996年と二度に亘りアール・エフ・ラジオ日本専属野球解説者を務めた中村稔がこの日死去（82歳没）[201]。訃報は6月18日に読売巨人軍から公表された[201]。
- 3日 - 【免許交付・茨城県】茨城放送はこの日、茨城県の県南地域での難聴を改善するため、総務省から「周波数88.1MHz、出力100ワット」の条件で設置場所をつくば市とするFM補完中継局の予備免許を交付された[202]。
- 6日 -  【移転・放送開始・岡山県】 - RSK山陽放送がこの日、旧市立岡山後楽館中学校・高等学校跡地（岡山市北区天神町）に建設し、2020年7月に完成した新社屋「RSKイノベイティブ・メディアセンター」から放送を開始[203][204][205]。なお、北区丸の内の旧本社はラジオ放送と親会社のRSKホールディングスが引き続き使用する[206]。
- 15日 - 【経営・ワイドFM】民放AMラジオ44局[注 15]の代表がこの日記者会見を行い、この中で放送免許更新となる2028年秋までに一部の局を除きAM波を停波し、現在補完放送となっているFM波への全面転換を目指すと発表した[207][208]。
- 18日 - 【人事・宮崎県】宮崎放送はこの日に開催された定時株主総会並びに取締役会の承認を経て、代表取締役社長の津隈佳三が相談役に退き、取締役の牧巖を後継の代表取締役社長に就任させる人事を承認し、執行[209]。
- 24日 - 【人事・近畿広域圏】MBSラジオの親会社であるMBSメディアホールディングス（以下、MBS-MHDと表記）はこの日に開催された定時株主総会並びに取締役会の承認を経て、MBS-MHDの代表取締役会長を務める三村景一をMBS-MHD会長に専任させ、三村の後継となるMBS-MHD社長に専務取締役の梅本史郎を昇任させる人事承認した上で即日執行[210]。
- 29日
  - いずれも【人事】
    - 【岡山県】RSK山陽放送の親会社である放送持株会社RSKホールディングス（以下、RSK-HDと表記）はこの日に開催された定時株主総会並びに取締役会の承認を経て、同社及びRSK-HD代表取締役会長の原憲一を兼務のまま代表取締役社長に就任させる人事を承認し、発令[211]。
    - 【福岡県】RKB毎日放送の親会社である放送持株会社RKB毎日ホールディングス（以下、RKB-HDと表記）はこの日に開催された定時株主総会並びに取締役会の承認を経て、子会社・RKB毎日放送代表取締役社長井上良次を代表権のない取締役会長に、専務取締役の佐藤泉を代表取締役社長にそれぞれ昇任させると共に、RKB-HDに於いては井上が社長を続投し、佐藤が代表権を持つ取締役に就任するなどの両社の人事を承認し、執行[212]。

  - 【訃報】1954年のニッポン放送開局と同時に入社し、1985年から社長を務め、その後取締役副会長、常勤監査役などを歴任した平山三郎がこの日、心不全のため死去（95歳没）。訃報は9月1日に明らかになった[213]。
- 30日 - 【人事・東京都】InterFM897はこの日に開催された定時株主総会並びに取締役会の承認を経て、現代表取締役社長の高原泰治が取締役総務技術局長に退き、新たに大木秀幸（博報堂DYメディアパートナーズエグゼクティブメディアアカウントディレクター）が代表取締役社長に就任する人事を執行[214]。

### 7月
- 1日
  - 【ワイドFM・茨城県、radiko・関東広域圏】茨城放送はこの日よりつくば市の宝篋山FM補完中継局からの放送を開始。あわせてこれまで茨城県のみだったradiko基本サービスでの配信エリアを栃木県・群馬県・埼玉県・千葉県・東京都・神奈川県を加えた関東1都6県に拡大する[215]。
  - 【人事・組織改編・関東広域圏】文化放送は同日付で人事及び組織改編を実施。20日に行われた斉藤清人社長の記者会見で明らかになったもので、役員は社長の斉藤、会長の上口宏など3人のみにし、組織も既存の3本部を廃止、編成局から名称変更したコミュニケーションデザイン局など4局1室体制へと刷新した[216]。
- 4日 - 【訃報】1970年代に“女ボブ・ディラン”というキャッチフレーズでレコードデビューし、数多くの楽曲を発表。また1976年 - 1977年に深夜番組『真夜中のスケッチ』（ニッポン放送）のパーソナリティを務めたシンガー・ソングライターでフォークソング歌手の中山ラビ（本名、生年月日非公表）[注 16]がこの日癌のため死去[217][218]。
- 11日 - 【放送事故】大気の状態が非常に不安定であった東京都内では激しい雨や雷、ひょうに見舞われた。その影響で通信衛星への送信が不可能となり、TOKYO FM制作の『ももいろクローバーZのSUZUKIハッピー・クローバー!』放送中の16時21分 - 16時53分と『NISSAN あ、安部礼司 〜BEYOND THE AVERAGE〜』放送中の17時 - 17時6分の間、TOKYO FM以外のJFN系列局では放送が不可能となった[219]。この対応として、13日以降、両番組のradikoタイムフリーを問題なく放送されたTOKYO FM版を配信。また14日 - 17日の深夜帯に再放送を37局で行った（55分番組であるため、残り5分は「ブランニューソング」で穴埋め）。18日に関しては冒頭で謝罪アナウンスを挿入した。
- 28日 - 【放送事故・埼玉県】エフエムナックファイブ（NACK5）の飯盛峠送信所からの電波送信が20時7分より停止。翌29日1時過ぎに解消するまで約5時間にわたり放送できなくなるトラブルが発生した[220]。飯森峠の電波を受けて送信する秩父中継局も同時に放送不可能となったが、radikoでのサイマル配信による聴取は可能となっていた[221]。当日埼玉県は大気の状態が非常に不安定であり、飯盛峠送信所のある比企郡ときがわ町も雷雨に見舞われたほか[220]、変電所の火災が発生するなどしていた。

### 8月
- 17日
  - いずれも【訃報】
    - 六代目笑福亭松鶴（1986年没）門下の落語家で、上方落語の発展に尽力し、ラジオパーソナリティとしても、大阪放送（ラジオ大阪）『オーサカ・オールナイト夜明けまでご一緒』や朝日放送ラジオ『ABCヤングリクエスト』、京都放送（KBS京都）『仁鶴の日曜想い出メロディー』のDJを務め、「どんなかな〜」「うれしかるかる」などのギャグで人気を博し、他にもテレビ番組の司会者を務めるなどマルチに活躍した三代目笑福亭仁鶴（本名・岡本武士）がこの日、骨髄異形成症候群のため大阪府内の自宅で死去（84歳没）。訃報は自ら特別顧問を務めていた吉本興業から8月20日に発表された[222][223]。
    - 熊本放送（RKK）元アナウンサーで、『パックインミュージック』、『いすゞ歌うヘッドライト〜コックピットのあなたへ〜』（いずれもTBSラジオ）のパーソナリティを務め、『ミュージックスカイホリデー』（ニッポン放送）のパーソナリティを1976年から1984年および2009年から2010年まで務めていたフリーアナウンサーの滝良子が肺血栓塞栓症のため死去（76歳没）。訃報は8月23日にニッポン放送から発表され、この日の同局『オールナイトニッポン MUSIC10』内にて月曜パーソナリティの森山良子からリスナーに対して報告された[224][225]。
- 26日 - 【イベント・兵庫県】ラジオ関西はこの日、10月24日に神戸ハーバーランド高浜岸壁一帯で開催を予定していた『第26回ラジオ関西まつり〜ハーバーボンバー2021〜』について、新型コロナの感染拡大に伴い、前年に続いて開催を中止すると発表した[226]。

### 9月
- 1日〜30日 - 【キャンペーン】JFN加盟各局では、9月を「JFN防災月間」と題して「聴く防災訓練 supported by TOYOTA AQUA」を展開した。キャンペーンでは、TOKYO FMのワイド番組内防災にまつわる企画やキャンペーン特設サイト上で各局のパーソナリティによる「もしもの時の備え」の紹介が行われ、同月26日には特別番組が放送された[227]。
- 3日 - 【イベント・近畿広域圏】朝日放送ラジオは、2019年まで毎年11月に開催していた秋の恒例イベント『ABCラジオまつり』について、「新型コロナ感染拡大や来場客などの安全・健康を考慮した結果、今年度も開催を中止する」として、2020年に続いて2年連続で開催を取り止めることをこの日発表した[228]。
- 5日 - 【訃報】日本のテレビ芸能リポーターの草分けとして『モーニングジャンボ』（TBSテレビ）を始めとする番組で活躍、ラジオ番組では1977年から2003年まで『ミュージック・ハイウェイ』（TBSラジオ）のパーソナリティを長く務めた芸能ジャーナリストの鬼沢慶一がこの日、東京都内の病院で老衰のため死去（89歳没）。訃報は4か月後の2022年1月に公表された[229]。
- 8日 - 【訃報】1958年に東北放送に入社。1964年の東京五輪の際にニッポン放送に移籍、『ニッポン放送ショウアップナイター』では1600余りの試合を実況。「野球中継の神様」として知られ、その後は新潟県民エフエム放送（FM PORT、2020年6月30日閉局）の東京支社長、日本野球機構（NPB）の新人研修会の講師などを歴任した深澤弘がこの日死去（85歳没）。訃報は同日の『ショウアップナイタープレーボール』の中で報告された [230][231]。
- 9日 - 【活動進退・キー局】東京放送[注 17]アナウンサーとしてTBSラジオの音楽番組『こども音楽コンクール』などに出演し、2018年7月からTBSテレビメディアビジネス局に異動して活動していた元アナウンサーの木村郁美（1996年入社）が、一身上の都合によりこの日付で25年間勤務した同社を退職。今後は家庭に入るとされている[232]。
- 16日 - 【賞】民放連主催の「2021年日本民間放送連盟賞」が発表され、ラジオ番組の各部門では、報道部門では文化放送『文化放送戦後75年スペシャル 封印された真実〜軍属ラジオ』（8月15日）、教養部門ではラジオ関西の『「BORDER」〜ヒョーゴスラビアにおける県境とは?〜』（2020年12月27日）、エンターテインメント部門ではニッポン放送系『サンドウィッチマンのオールナイトニッポン〜東日本大震災から10年〜』（3月12日（11日深夜））が[233]、生ワイド部門ではエフエム北海道『IMAREAL』がそれぞれ最優秀賞を受賞した。また、ラジオCM部門では山形放送の「ガオチャオエンジニアリング 枝豆選別機」（20秒）が第1種、朝日放送ラジオの伊藤ハム「ポールウィンナー」（2分）が第2種でそれぞれ最優秀賞を受賞[234]。また、グランプリは11月9日に執り行われた民間放送全国大会にて発表された（11月9日を参照）。
- 30日 - 【訃報】1956年に文化放送に入社、報道部を経て芸能部時代に『日立コンサート』を担当、1958年にフジテレビに転籍して以降はディレクターの傍ら作曲活動を行い、歌謡曲やテレビアニメの主題歌・劇伴、『ドラゴンクエストシリーズ』を始めとするコンピュータゲームのBGMなどを手がけ、ラジオパーソナリティとしては1971年4月から1977年9月に放送されたエフエム東京『サウンド・イン・ナウ』を担当した、作曲家のすぎやまこういち（本名・椙山浩一）がこの日敗血症性ショックのため死去（90歳没）。訃報は10月7日にスクウェア・エニックスの公式サイトで公表された[235][236][237]。

### 10月
- 1日
  - 【活動進退・近畿広域圏】毎日放送元アナウンサーで、フリーアナウンサー及び実業家の子守康範がこの日、自身が担当するMBSラジオ『子守康範 朝からてんコモリ!』の最終回の放送を以てラジオパーソナリティからセミリタイアし、今後はYouTuberとして活動する[106]。
  - 【radiko・佐賀県】長崎放送（NBC）のradiko基本サービスでの配信エリアがこれまでの長崎県から、佐賀県にも拡大する[238][108]｡
  - 【事業問題】衛星放送事業者の東北新社や放送持株会社のフジ・メディア・ホールディングスによる外資規制違反問題（2021年のテレビ (日本)の「その他テレビに関する話題」3月・4月の節を参照）を受けて、総務省が実施した全放送事業者に対する調査結果がこの日公表され、コミュニティ放送局の石巻コミュニティ放送で外国人による役員就任の規定に違反した状態が一時的にあったことが確認された。既に違反状態は解消されており、総務省は同社に再発防止を求める行政指導を行った[239]。
- 7日 - 【訃報】昭和を代表する落語家・五代目柳家小さん（2002年没）門下で修行し、柳家さん治を経て1969年に十代目柳家小三治を襲名、ラジオパーソナリティとしては東海ラジオの深夜番組『ミッドナイト東海』の土曜パーソナリティを1974年1月から1975年3月まで担当していた経歴を持つ落語家の十代目柳家小三治（本名：郡山剛藏）がこの日、心不全のため死去（81歳没）。訃報は10日に落語協会より公表された[240]。
- 8日 - 【経営・近畿広域圏】大阪放送（ラジオ大阪、OBC）はIT関連企業のDONUTS（本社：東京都渋谷区）と業務資本提携を締結したと発表。これに先立つ形で7月30日付で産業経済新聞社（産経新聞社）が持つ株式の一部をDONUTSが取得し、34%を持つ筆頭株主になった事も発表された。産経新聞社は15.9%の第2位株主となるが、役員派遣は継続する[241]。
- 17日 - 【訃報】1960年代後半から2000年代にかけて坂田利夫と組んだ吉本興業所属の漫才コンビ「コメディNo.1」のメンバーで、ラジオ番組では1970年代前半の深夜番組『ヒットでヒット バチョンといこう!』（ラジオ大阪）で坂田と共にパーソナリティを務め、晩年は吉本を離れてピン芸人として活動していた元漫才師で漫談家の前田五郎（本名：前田邦弘）がこの日、大阪市内の病院で死去（79歳没）。訃報は11月4日に明らかにされた[242]。
- 31日 - 【活動進退・近畿広域圏】毎日放送に1985年入社以来、ラジオ・テレビを通じてスポーツ実況アナウンサーとして活躍した森本栄浩が4日で60歳の誕生日を迎え、この日付で36年間勤務した同局を定年退職した[243]。

### 11月

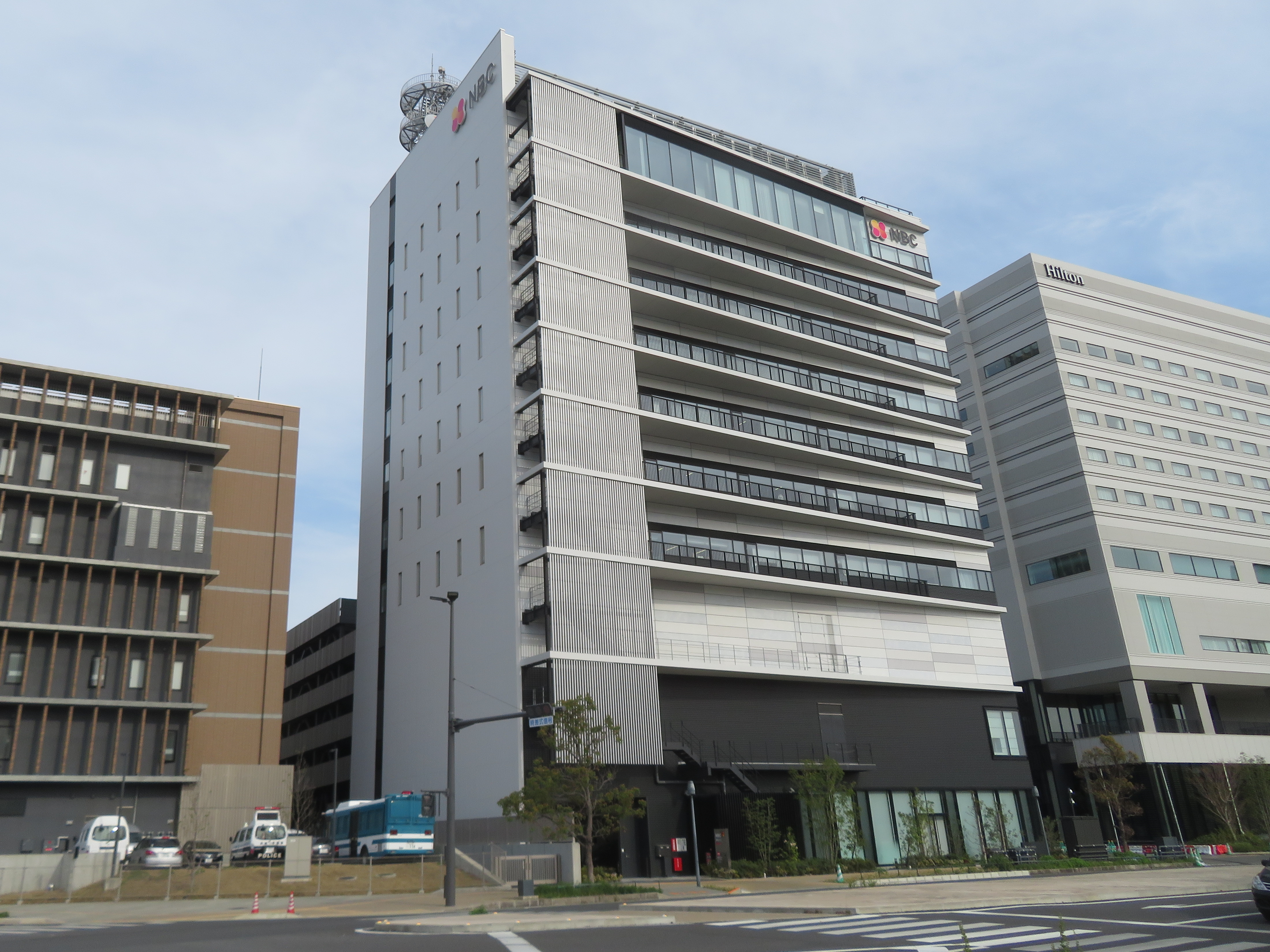
長崎放送（NBC）の本社屋「NBCビル」（長崎市尾上町、11月1日移転・稼働開始）

- 1日 - 【放送開始・長崎県】長崎放送がこの日に長崎市尾上町に移転・稼働開始した新本社「NBCビル」[注 18]から、ラジオ放送を開始[245]。
- 3日 - 【イベント・関東広域圏】文化放送が例年この日前後に開催している、同社が所在する東京都港区浜松町近辺で、同社を始めとする近隣企業と浜松町・大門の町内会による活性化イベント『浜祭』を、今回は『浜松町ハーベストフェスタ-浜祭- 2021 オンライン』として開催。前年がコロナ禍の影響で中止になったため2年ぶりの開催となり、今回はリアルイベントとなる当日の本祭に加え、10月1日からはオンラインでの事前開催も行った[246]。
- 9日
  - 【催事・賞】民放連はこの日、東京・グランドプリンスホテル新高輪「国際館パミール」にて、民間放送開始70周年の祝賀行事「民間放送70周年記念全国大会」を開催[注 19]。同大会では民放連による大会宣言の採択や、広瀬道貞（第13代民放連会長・テレビ朝日顧問）を始めとする記念功労者顕彰や2021年日本民間放送連盟賞（→9月16日を参照）表彰式などを執り行った[247]。なお、同日発表された「2021年日本民間放送連盟賞」グランプリは『文化放送戦後75年スペシャル 封印された真実〜軍属ラジオ』、準グランプリは『サンドウィッチマンのオールナイトニッポン』（ニッポン放送）がそれぞれ受賞した[248]。
  - 【訃報】1957年に小説家「瀬戸内晴美」として文壇にデビューし、男女の恋愛をテーマにした数々の作品を発表、1973年に仏門に入り天台宗の僧侶となってからも作家との二足のわらじで活動し、1985年に文化放送で放送された『寂庵でお茶を』のパーソナリティや2013年4月からJ-WAVE『J-WAVE TOKYO MORNING RADIO』のコーナーレギュラーとしてラジオ番組にも出演した、小説家・僧侶の瀬戸内寂聴（俗名：瀬戸内晴美）がこの日、京都市内の病院で心不全のため死去（99歳没）。訃報は11日に明らかになった[249]。
- 12日 - 【訃報】1958年に広島カープ（現・広島東洋カープ）[注 20]に入団し、広島→南海ホークス（現・福岡ソフトバンクホークス）で選手としてプレーし、コーチを経て1975年シーズン途中よりジョー・ルーツの後を受けて広島監督に就任、セ・リーグ優勝4回、日本シリーズ3回制覇を果たし、その後横浜大洋ホエールズ（現・横浜DeNAベイスターズ）監督を経て、東海ラジオ専属野球解説者として中日ドラゴンズ戦を中心に解説を務めた元プロ野球選手・指導者の古葉竹識（現役時代の登録名は「古葉毅」）がこの日、心不全のため死去（85歳没）。訃報は16日に広島球団より発表された[250]。
- 15日 - 【訃報】1950年代より東京放送劇団に参加して俳優として活動し、NHK大河ドラマを中心にテレビドラマに出演、またテレビアニメの声優も数多くの作品で担当、ラジオドラマではNHK FMの『青春アドベンチャー』にて『渇きの海』（1984年）を始めとして多くの作品に出演、ジャンルを問わず多岐に亘り数多くの作品に出演した俳優・声優の関根信昭がこの日、脳幹梗塞による臓器不全のため死去（87歳没）。訃報は25日に所属していた81プロデュースから公表された[251][252]。
- 17日 - 【聴取率・関東広域圏】ビデオリサーチによる2021年10月度の首都圏ラジオ聴取率調査（10月18日 - 24日実施）の結果がこの日発表され、TOKYO FMが全日平均の「男女12〜69才」で単独首位を獲得したことが明らかとなった。2001年10月に同区分の調査が開始して同局が単独首位になるのは初[253]。また、ニッポン放送『オードリーのオールナイトニッポン』が2016年2月度調査以来34回連続での同時間帯単独首位となったことも発表されている[254]。
- 22日
  - いずれも【訃報】
    - 1970年代に早稲田大学を中退して文化放送にて放送作家として番組の構成脚本などを執筆、1973年に南こうせつからの依頼で作詩を手掛けた「神田川」（南こうせつとかぐや姫）のヒットを機に本格的に作詩家として活動し、「風の街」（山田パンダ）、「メランコリー」（梓みちよ（2020年没））、「微笑がえし」（キャンディーズ）など数々の作品を発表。また第8代日本作詩家協会会長も務めた作詩家の喜多條忠がこの日、肺がんのため死去（74歳没）。訃報は葬儀を行った後の11月30日に公表された[255]。
    - 1952年にラジオ東京（現・TBSホールディングス）に入社し、同局の編成局考査部、制作一課、調査部を経て1954年4月にアナウンサーとなり、TBSラジオ『榎さんのお昼だよ〜!』や『三菱ふそう全国縦断・榎さんのおはようさん〜!』『榎さんのおはようサンデー』などのパーソナリティを務めたことで知られ、同局を定年退職後は放送ジャーナリストとしても活動したアナウンサー・ジャーナリストの榎本勝起がこの日、急性呼吸窮迫症候群のため死去（92歳没）。訃報は12月1日に公表された[256]。
- 26日 - 【訃報】サックス奏者として岡本章生とゲイスターズに参加、フランク・シナトラやナタリー・コールらのバックバンドでも演奏し、テレビ番組や映画の音楽に参加し、ラジオ番組ではNHK-FM『夜のプレイリスト』（2019年11月26日 - 30日放送）にてDJとして出演した経歴がある音楽家の平原まこと（本名：平原智）がこの日未明、胃癌のため死去（69歳没）。訃報は次女で歌手の平原綾香が自身の公式サイトにて公表した[257]。
- 30日 - 【訃報】1964年に六代目三遊亭圓生（1979年没）門下で「三遊亭ぬう生」の名で初高座を踏み、1978年の真打昇進と同時に三代目三遊亭圓丈を襲名してからは新作落語の名手と謳われ、CBCラジオ『円丈のなごやは名古屋』でラジオパーソナリティとしても活躍した落語家の三遊亭圓丈（本名：大角弘）がこの日午後、心不全のため死去（76歳没）。訃報は12月5日に落語協会から発表された[258][259]。

### 12月
- 3日 - いずれも【訃報】
  - 福岡県のRKB毎日放送劇団入所を皮切りに演劇活動を始め、TVアニメの声優やテレビ番組のナレーションなどで活躍、またラジオドラマでは1993年放送の『ツインビーPARADISE』（文化放送）のマードック博士を演じた俳優・声優の八奈見乗児（本名：白戸繁満）がこの日死去（90歳没）。訃報は12月14日に所属事務所である青二プロダクションの公式サイトで発表された[260]。
  - 1977年に自らの歌唱でヒットしたカネボウ（現・クラシエホールディングス）のコマーシャルソング「ワインカラーのときめき」や第99回芥川龍之介賞受賞小説『尋ね人の時間』、一世を風靡した「Do not stand at my grave and weep（千の風になって）」の訳詞・作曲などマルチな活躍で知られ、NHKラジオの深夜放送『ラジオ深夜便』のテーマ曲として制作した「ふるさとの山に向ひて（ラジオ深夜便のうた）」などを手掛けたソングライター・歌手・小説家の新井満（あらい・まん、本名：新井滿）がこの日、誤嚥性肺炎のため北海道函館市内の病院で死去（75歳没）[261]。
- 6日 - 【radiko・佐賀県】RKB毎日放送（RKBラジオ）と九州朝日放送（KBCラジオ）のradiko基本サービスでの配信エリアが、この日の正午よりこれまでの福岡県に加え佐賀県にも拡大[262][263]。
- 9日 - 【音楽関連・沖縄県】NHK沖縄放送局（JOAP）の沖縄本土復帰50年記念[注 21]キャンペーンソングに、同県を拠点に活動するロックバンド・ORANGE RANGEの「Melody」が決定したことがこの日、明らかになった。同曲は2022年1月より関連番組・企画で使用される予定[264]。
- 10日 -【人事・岡山県】RSK山陽放送の親会社である放送持株会社RSKホールディングス（以下、RSK-HDと表記）はこの日に開催された取締役会の承認を経て、来年1月1日付で同社及びRSK-HD代表取締役会長兼社長の原憲一を代表権のない取締役会長に、同社及びRSK-HD常務の里見俊樹を代表取締役社長にそれぞれ昇任させる人事を承認した[265]。
- 22日 - 【人事・石川県】エフエム石川はこの日開催された臨時株主総会及び取締役会の承認を経て、現社長の平田信也が辞任し、新社長に金沢ケーブル常務取締役の越島靖子が就任する人事を執行。同局としては初、また都道府県域の民間FM放送局としては唯一の女性社長となる[266]。
- 31日 - 【訃報】1954年に文化放送に入社し、スポーツアナウンサーとして数々のスポーツ中継を担当、特に1970年代に同局が立ち上げた相撲中継『大相撲熱戦十番』の実況アナウンサーとして活躍。同局退職後はフリーアナウンサー、相撲ジャーナリストとして活躍した細田勝がこの日、腎不全のため死去（90歳没）。訃報は後輩アナウンサーである坂信一郎が2022年1月27日発売の雑誌『相撲』（ベースボール・マガジン社刊）に寄稿した記事により明らかにされた[267]。

## 節目

### 開局周年
この年は、1951年に開局した民放局のほとんどが70周年の節目を迎える。
※NHKについての「開局」は、ラジオ第1放送・ラジオ第2放送を指し、当該放送局に第1放送・第2放送が存在しない場合はFM放送開始の時期を指す。
2月
1日 - NHK岡山放送局開局90周年。
12日 - NHK福島放送局開局80周年。
3月
8日 - NHK長野放送局開局90周年。
9日 - NHK松山放送局開局80周年。
21日 - NHK静岡放送局開局90周年。
4月
1日
開局65周年 - 山口放送
開局25周年 - InterFM897
開局20周年 - エフエム岐阜（FM GIFU）
6日 - NHKラジオ第2 (JOAB) 開局90周年。
17日 - NHK青森放送局開局80周年。
19日 - NHK山口放送局開局80周年。
6月
1日
開局70周年 - NHK福島放送局、NHK山口ラジオ第2放送 (JOUC)
2日 - NHK大分放送局開局80周年。
7月
1日
開局70周年 - NHK青森放送局
開局30周年 - エフエム京都（α-STATION）
9月
1日
開局75周年 - NHK新潟放送局、NHK静岡ラジオ第2放送 (JOPB)、NHK岡山ラジオ第2放送 (JOKB)、NHK松山ラジオ第2放送 (JOZB)、NHK福岡ラジオ第2放送 (JOLB)
開局70周年 - CBCラジオ、MBSラジオ
16日 - NHK秋田放送局開局75周年。
10月
1日 - エフエム山陰 (V-air) 開局35周年。
11月
11日 - 朝日放送ラジオ開局70周年。
30日 - NHK山形放送局開局85周年。
12月
1日
開局70周年 - RKB毎日放送
開局25周年 - エフエム滋賀 (e-radio)
21日 - NHK北九州放送局開局90周年。
24日 - 京都放送（KBS京都）開局70周年。
25日 - TBSラジオ開局70周年。
28日 - NHK佐賀放送局開局70周年。

### 記念回
8000回
1月11日 - 森本毅郎・スタンバイ!（TBSラジオ）
6000回
4月5日 - 生島ヒロシのおはよう定食・生島ヒロシのおはよう一直線（TBSラジオ）
3000回
4月26日 - 上泉雄一のええなぁ!（MBSラジオ）
2500回
11月15日 - たまむすび（TBSラジオ）
1700回
10月23日 -青春ラジメニア（ラジオ関西）
1500回
7月4日 - 山下達郎のサンデー・ソングブック（TOKYO FM）
1300回
11月22日 - 伊奈かっぺい・旅の空うわの空（青森放送）
1200回
2月20日 - 伊東四朗 吉田照美 親父・熱愛（文化放送）
1000回
5月30日 - 水樹奈々 スマイルギャング
6月16日 - 60TRY部（アール・エフ・ラジオ日本）
800回
1月31日 - 安住紳一郎の日曜天国（TBSラジオ）
5月3日 - 飯田浩司のOK! Cozy up!（ニッポン放送）
8月8日 - NISSAN あ、安部礼司〜BEYOND THE AVERAGE（TOKYO FM）
700回
9月12日 - 爆笑問題の日曜サンデー（TBSラジオ）
600回
10月7日（6日深夜） - 山里亮太の不毛な議論（TBSラジオ）
500回
2月26日 - ハッピー・プラス（ラジオ大阪）
3月2日 - なな→きゅう（文化放送）
10月26日 - HKT48のももち浜女学院（RKB毎日放送）
10月31日（30日深夜） - TENGA Presents Midnight World Cafe 〜TENGA茶屋〜（エフエム大阪）
11月7日（6日深夜） - モーニング娘。'21のモーニング女学院〜放課後ミーティング〜（アール・エフ・ラジオ日本）
400回
1月24日 - STAR☆MUSIC☆SUNDAY（朝日放送ラジオ）
2月25日 - 三上公也の朝は恋人（第2期）（ラジオ関西）
300回
3月8日 - CIAO 765（FM COCOLO）
6月26日 - 土曜ワイドラジオTOKYO ナイツのちゃきちゃき大放送（TBSラジオ）
6月27日 - 日本一明るい経済電波新聞（MBSラジオ）
8月29日 - ももいろクローバーZのSUZUKI ハッピー・クローバー!（TOKYO FM）
250回
1月 - Okazaki Radio Channel（エフエム京都）
200回
1月30日 - 小野坂・秦の8年つづくラジオ（ラジオ関西）
3月13日 - A&Gリクエストアワー 阿澄佳奈のキミまち!（文化放送）

## 主な放送番組

### 開始番組

#### 2021年1月放送開始
ラジオNIKKEI第1
- 4日 - 渋沢栄一から学ぶ経済（出演：横山和輝、Gパンパンダ。月曜 12:00 - 12:30）[294]
- 6日 - ふぉ〜ゆ〜と学ぶ!ニッポン経済（出演：ふぉ〜ゆ〜、水曜 18:00 - 18:30）[295]

エフエム北海道
- 5日（4日深夜） - わくわくLPランド（出演：G.E.E.K、フルーティー、One of one Love、三代目Happy少女♪。火曜<月曜深夜> 1:00 - 1:30）[296][297]

エフエム・ノースウェーブ
- 5日 - Ceru  8mm RADIO（出演：Ceru。火曜 23:00 - 翌0:00）[298]

エフエム秋田
- 3日 - 大館市 化粧品はせがわpresents 松本英子「With You」（出演：松本英子。日曜 18:30 - 18:55）[299]

TBSラジオ
- 3日
  - 日本M&Aセンター presents Meet Up（出演：岩瀬大輔、笹川友里。日曜 8:30 - 9:00）[300]
  - By ART（出演：來住尚彦。日曜 17:30 - 18:00）[300]
- 5日 - TBS知育教育ラジオ オヤノココロコシラジ（出演：蓮見孝之。火曜 17:50 - 18:00）[300]

ニッポン放送
- 3日
  - DKK プレゼンツ DJ MIKIO 飯島勲 今夜も一緒に語りましょう!（出演：DJ MIKIO（松澤幹夫）、飯島勲、川口まゆ。日曜 20:00 - 20:30）

InterFM897
- 2日 - さはしひろし（仮）（出演：佐橋佳幸、延江浩。土曜 19:30 - 20:00）[301]
- 4日
  - アルテミスの翼のアイドル一年生（出演：アルテミスの翼。月曜 22:30 - 23:00）[302][注 23]
  - 小川麻琴とへなぎのIDOBATA RADIO!!（出演：小川麻琴、へなぎ。月曜 23:30 - 翌0:00）[303]
- 5日（4日深夜） - KAWAII MUSIC presents おこめとかんなのとびきり!Buzz Music（出演：天輝おこめ、はかりかんな。火曜<月曜深夜> 0:00 - 1:00）[304]
- 5日 - 塩沼亮潤大阿闍梨のstep by step（出演：塩沼亮潤大阿闍梨。火曜 21:30 - ）[305]
- 7日（6日深夜） - アソビラヂヲ 木村ミサの推シゴトラジオ（出演：木村ミサ、月代来実（IDOLATER）。木曜<水曜深夜> 1:00 - 1:30）[306]
- 12日 - Kicks Lounge（出演：足立佳奈、DJ 玉ちゃん。火曜 21:00 - 21:30）[307]

アール・エフ・ラジオ日本
- 2日 - 東京作家大学「ラジオシアター」（土曜 17:35 - 17:50）[308]
- 6日（5日深夜） - 整備士を社会の主役に! #メカラジ（出演：佐川悠（株式会社Seibii代表取締役）、森日菜美。水曜<火曜深夜> 1:30 - 2:00）[309]

ベイエフエム
- 2日 - 降幡愛のBecause of you（出演：降幡愛。土曜 22:30 - 22:57）[310]
- 6日（5日深夜） - BMKのただいま上昇中!（出演：BMK。水曜<火曜深夜> 0:30 - 0:54）[311]

エフエムナックファイブ
- 2日 - ぜったくんのNiGHT SHiFTER（出演：ぜったくん。土曜 21:00 - 21:30）[312]

横浜エフエム放送
- 2日 - BAYDREAM（出演：サイプレス上野。土曜 22:00 - 22:30）[313]
- 6日（5日深夜） - それっちゃほげほげ（出演：SHARE LOCK HOMES。水曜<火曜深夜> 1:00 - 1:30）[314]

茨城放送
- 7日 - CONNECT（木曜日）（出演：川口智美。木曜 16:00 - 18:35）[315]
- 10日
  - MUSIC COUNTDOWN 10&10（出演：蓑輪史織。日曜 9:15 - 11:15）[316]
  - SUPERROOM DJ MIX（出演：DJ DRAGON。日曜 12:00 - 12:30）[316]

エフエムラジオ新潟
- 2日 - 水口 ”PIPPI” 晴幸の Keep on Rollin’（出演：水口 ”PIPPI” 晴幸。土曜 21:30 - 21:55）[317]

CBCラジオ
- 1日 - RADIO MIKU（出演：初音ミク。月 - 金曜 21:30 - 21:40）[185]
- 9日 - やくならマグカップも〜織部学園放送室〜（出演：田中美海、芹澤優、若井友希、本泉莉奈。土曜 22:00 - 22:30）[318]

三重エフエム放送
- 8日 - Next Generation's Music（出演：松浦玄嗣。金曜 20:00 - 20:30）[319][320]

朝日放送ラジオ
- 7日（6日深夜） - ドローンネット presents 小池徹平のSKY FIGHT（出演：小池徹平、永島聖羅ほか。木曜<水曜深夜> 0:30 - 1:00）[321]

大阪放送
- 3日 - 久保ユリカ いまなら、いましか（出演：久保ユリカ。日曜 22:00 - 22:30）[322]
- 8日 - 原田年晴 かぶりつきフライデー!（出演：原田年晴、和田麻実子。金曜 11:30 - 14:00）[323]
- 13日 - 縄文MY LOVE（出演：梅本尚太、伊藤由樹美。水曜 23:45 - 翌0:00）[324]

エフエム大阪
- 4日
  - TKO木下兄弟の朝からあげChao!（出演：木下隆行（TKO）、エコねー、木下浩行。月曜 5:00 - 5:30）[325]
  - yukaDD(;´∀｀)のD-future radio（出演：yukaDD(;´∀｀)。月曜 20:00 - 20:30）[326]

ラジオ関西
- 2日 - マギカルト芸術祭編（出演：仲村宗悟、佐藤はな、村田太志、冨岡美佐子 ほか。土曜 19:30 - 19:40）[327]
- 3日 - きゃんぷる（出演：クマガイタツロウ。日曜 17:30 - 17:55）[328]
- 5日
  - 声優：黒永愛乃の声で勝歩♡season2（出演：黒永愛乃。火曜 20:30 - 20:45）[328]
  - ガルステッ!（火曜 20:45 - 21:00）[328]
- 12日 - ラジオを作ろう!〜新人AD奮闘記〜（火曜 20:00 - 20:30）[328]

RSK山陽放送
- 10日 - 田中愛のちょっとだけ聴いていきますか?（出演：田中愛。日曜 9:00 - 9:15）[329]

山口放送
- 9日 - 大人の音楽堂 〜ういろう、ひねってみました〜（出演：山根由紀夫。土曜 21:30 - 22:00）[330]

西日本放送ラジオ
- 5日 - 街の小さな文学賞（出演：岡田陽介、中桐康介。第1・第3火曜 23:45 - 翌0:00）[331]
- 9日 - シニアだってデジタル!（出演：若宮正子、平井卓也（デジタル改革担当大臣）、萩原紀男（豆蔵ホールディングス社長）。土曜 17:00 - 17:15）[332]

ラブエフエム国際放送
- 5日 - ミーナ&ザ・グライダーのSUNNY DAY SPECIAL〜晴れた日の高塔山で〜（出演：倉掛“HIDE”英彰（ミーナ&ザ・グライダー）。火曜 23:00 - 23:30）[333]

#### 2021年2月放送開始
エフエム・ノースウェーブ
- 7日 - MUSIC PLANET presents NORTH★PLANET（出演：加藤ジュン。日曜 21:30 - 22:00）[334]

エフエム東京
- 7日 - Terminal Melody（出演：小山ジャネット愛子。日曜 23:30 - 23:55）[335]

J-WAVE
- 6日（5日深夜） - Spotify HYPNOSIS WAVE（出演：サッシャ。土曜<金曜深夜> 0:30 - 1:00）[336]

横浜エフエム放送
- 8日（7日深夜） - BIKERS PARADISE Sweet Emotion（出演：天野亜希子。月曜<日曜深夜> 1:30 - 2:00）[337]

東海ラジオ放送
- 6日（5日深夜） - ぼくはまだラジオをしらない。（出演：ぼくはまだしなない。土曜<金曜深夜> 0:35 - 1:00〔『ミッドナイトスペシャル〜金シャチ劇場〜』内〕）[338]

エフエム大阪
- 7日 - Oggi otto Music Shampoo（出演：chay。日曜 11:00 - 11:30）[339]

エフエム滋賀
- 4日 - トヨタカローラ滋賀presents MASATO’S GARDEN（出演：MASATO（THE BEAT GARDEN）。第1、第3木曜 17:00 - 17:10〔『キャッチ!』内〕）[340]

エフエム福岡
- 4日（3日深夜）
  - Room"H"（出演：黒川侑司(ユアネス)、松本大（LAMP IN TERREN）、森山公稀（odol）。木曜<水曜深夜> 2:00 - 2:55）[341]
  - Curated Hour 〜FRIENDSHIP. RADIO（出演：金子厚武、MISATO ほか。木曜<水曜深夜> 3:00 - 3:55）[342]

#### 2021年3月放送開始
NHKラジオ第1放送
- 29日 - さくらひなたロッチの伸びしろラジオ（出演：櫻坂46、日向坂46、ロッチ。月曜 20:05 - 20:55）[343]
- 31日 - タカアンドトシのお時間いただきます（出演：タカアンドトシ。水曜 20:05 - 20:55）[343]

NHK-FM放送
- 30日 - GReeeeN HIDEのミドリの2重スリット（出演：HIDE（GReeeeN）。火曜 23:00 - 23:50）[343]

北海道放送
- 30日
  - “きく・しる・そだつ 育成型ライブアプリ”『Fledge!!』（出演：本間吏成（火・木曜）、大竹彩加（水・金曜）。火 - 金曜 22:00 - 23:00）[344]
  - snack SCRAMBLE（出演：しー坊。火 - 金曜 23:00 - 23:55）[344]

STVラジオ
- 29日
  - 和久井薫の元気!発見（出演：和久井薫。月 - 金曜 5:20 - 5:30）[38]
  - 北海道ライブ あさミミ!（出演：八幡淳、渋谷奈々子（月・火曜）、永井公彦、上田あや（水 - 金曜）。月 - 金曜 5:30 - 8:00）[38]
  - 村岡啓介 Re:Fresh!（出演：村岡啓介、佐々木美波。月曜 17:55 - 20:00）[38]
- 30日
  - リアルタイム!（出演：田村みなみ。火 - 金曜 21:00 - 22:00）[38]

東北放送
- 29日 - GoGoはみみこい ラジオな気分（出演：佐々木淳吾、安東理紗。月 - 木曜 12:00 - 16:00）[345]

TBSラジオ
- 30日 - パソナグループ presents 朝比奈彩の淡路島放送局!（出演：朝比奈彩、小林廣輝（TBSアナウンサー）。火曜 21:30 - 22:00）[48][346]

文化放送
- 29日 - 矢野・小南 絵物語WA-GEI（出演：矢野奨吾、小南光司。月曜 21:00 - 21:30）[347]
- 30日（29日深夜） - ヴァイナル・ミュージック〜歌謡曲2.0〜（出演：703号室（火曜<月曜深夜>）、豊田萌絵（水曜<火曜深夜>）、ゆりめり（木曜<水曜深夜>）、コバソロファミリー所属女性アーティスト（金曜<木曜深夜>）、坂口愛美（土曜<金曜深夜>）。火曜<月曜深夜> - 土曜<金曜深夜> 3:00 - 5:00）[35][348]

ニッポン放送
- 29日
  - SOMETIME’Sのアップアップガーリック（出演：SOMETIME’S。月曜 18:20 - 18:50）[349]
  - 26時のマスカレイド Emotional Nights（出演：26時のマスカレイド。月曜 19:40 - 20:00）[350]
- 30日（29日深夜） - ENHYPENのオールナイトニッポンX（出演：ENHYPEN。火曜<月曜深夜> 0:00 - 0:53）
- 31日（30日深夜） - YOASOBIのオールナイトニッポンX（出演：YOASOBI。水曜<火曜深夜> 0:00 - 0:53）

InterFM897
- 3日 - Community Diver（出演：芦沢ムネト。水曜 21:30 - 21:58）[351]

エフエム東京
- 7日 - ヱビスビール presents Color Your Time（出演：チャンカワイ（Wエンジン）。日曜 14:55 - 15:00）[352]

茨城放送
- 29日
  - ダイバーシティニュース（出演：乙武洋匡、津田大介、瀬尾傑、中川悠介 ほか。月 - 木曜 21:00 - 21:55）[181][353]
  - 今夜はLucky Night〜さやかマンデー〜（出演：磯山さやか。月曜 22:00 - 翌0:00）[181][354]
- 31日 - 今夜はLucky Night〜まほペンウェンズテー（出演：オスペンギン、山下真保子。水曜 22:00 - 翌0:00）[355][356]

新潟放送
- 29日 - 石塚かおりのBrand new day（出演：石塚かおり。月曜 - 金曜 6:50 - 9:00）[357]

エフエムラジオ新潟
- 3日 - 三条市長 滝沢亮と大海玲子の えんがわでランチブレイク（出演：滝沢亮、大海玲子。水曜 12:30 - 12:50）[358]

山梨放送
- 29日
  - ひる前らじお うるさごぜん（出演：和泉義治（月曜）、櫻井和明（火・水曜）、小松千絵（木・金曜）。月 - 金曜 10:00 - 12:00）[359]
  - みきことみかこのしあわせチャージRadio（出演：塩沢未佳子、三上弥貴。月曜 19:00 - 19:30）[360]

エフエム富士
- 1日 - 杉崎智介 受験アワー（出演：杉崎智介。月 - 土曜 5:55 - 6:00）[361]
- 8日（7日深夜） - 杉崎智介 不思議空間（出演：杉崎智介。日曜 0:40 - 1:20）[361]
- 29日
  - ACTUS（出演：森川真帆、KOUSAKU（月・火曜）、東城佑香、まつみたくや（水・木曜）。月 - 木曜 7:00 - 11:53）[362]
  - Bumpy（出演：鈴木ダイ、上野智子、石井てる美、渡辺麻耶。月 - 木曜 13:00 - 18:50）[362]

CBCラジオ
- 29日
  - 3分でわかるSDGs（出演：吉岡直子。月 - 金曜 12:20 - 12:25）[363]
  - いっしょに歌お! CBCラジオ開局70周年スペシャル（月 - 金曜 12:25 - 12:30）[363]
  - マミーゴ♪とワクワクしたい仲間たち（出演：大橋麻美子。月曜 18:00 - 19:00）[363]
  - ラジ和尚・長谷雄蓮華のちょっと、かけこまナイト!（出演：長谷雄蓮華、宮地佑紀生。月曜 19:00 - 20:00）[363]

東海ラジオ放送
- 6日（5日深夜） - リエイのRadio Beat（出演：リエイ。土曜<金曜深夜> 2:05 - 2:20〔『ミッドナイトスペシャル〜金シャチ劇場〜』内〕）[364]
- 31日（30日深夜） - つる兄のクリエイターズ（出演：つる兄。水曜<火曜深夜> 2:00 - 3:00）[365]

静岡放送
- 29日 - TOROアニメーション総研（出演：原口大輝、大村のあ、藤津亮太、イシノユウキ。月曜 19:00 - 20:30）[366]

朝日放送ラジオ
- 31日（30日深夜） - ノイミーステーション（出演：≠ME。水曜<火曜深夜> 0:30 - 1:00）[367]

大阪放送
- 30日（29日深夜） - カンテら!（出演：関西テレビアナウンサー。火曜<月曜深夜>・水曜<火曜深夜>3:00 - 5:00）[47]

エフエム大阪
- 30日 - 明日への扉〜いのちのラジオ〜（出演：川嶋あい。土曜 22:00 - 22:30）[368]

京都放送
- 30日 - ま〜ぶる!火曜日 桂二葉と梶原誠のご陽気に（出演：桂二葉、梶原誠。火曜 10:00 - 14:00）[369]

RSK山陽放送
- 29日 - おはよう当番（出演：新田真子（月曜）、中屋藍（火曜）、伊藤正弘（水曜）、矢野七絵（木曜）、谷口笑子（金曜）。月 - 金曜 6:30 - 6:40）[370]

山口放送
- 29日 - KRY Morning Up（出演：高橋裕他。月 - 金曜 7:00 - 11:00）[371]

四国放送
- 29日 - STU48のすだちでキュン（出演：野口七海、谷口茉妃菜（STU48）。月曜 23:00 - 23:40）[372]

西日本放送ラジオ
- 1日 - みんな参加型ラジオ ここを、こう!（出演：梶剛、中桐康介。月曜 20:00 - 21:00）[373]
- 29日 - 銀シャリのおむすびラジオ（出演：銀シャリ。月曜 16:15 - 16:30）[374]

南海放送
- 29日 - やのひろみの部屋（出演：やのひろみ。月曜 19:00 - 21:00）[375]
- 30日 - LUNKHEADのレディオマイヘッド（出演：LUNKHEAD。火曜 21:30 - 22:00）[376]

RKB毎日放送
- 29日
  - タクジと歩く25分。（出演：坂口卓司。月曜 5:00 - 5:25）[377]
  - 博多さっぱそうらん記（出演：加隈亜衣、松重豊 ほか。月 - 金曜 14:25 - ）[377]

長崎放送
- 29日 - 上ちゃんのカウンターでKanpai!（出演：上荒磯勇。月曜 18:45 - 18:55）[378]

琉球放送
- 5日 - RYUGIN GOOD PR Radio（金曜 18:10 - 18:15）[379]

ラジオ沖縄
- 29日
  - ひーぷー・Kジャージのだーるばー（出演：ひーぷー、Kジャージ。月曜 19:00 - 20:00）[380]
  - 琉球トラウマナイト かんこどりのなく夜!（出演：田渕研路。月 - 金曜 21:55 - 22:00）[381]

#### 2021年4月放送開始
NHK-FM放送
- 4日 - ディスカバー・クイーン（出演：サンプラザ中野くん。日曜 21:00 - 22:00）[343]

北海道放送
- 4日（3日深夜） - EZO・CONラジオ（出演：浅井のぶ。日曜<土曜深夜>1:00 - 1:30）
- 5日（4日深夜） - Bookends2（出演：佐々木幸男。月曜<日曜深夜>3:30 - 4:00）

STVラジオ
- 3日 - リサーチ北海道（出演：加茂静夏。土曜 17:00 - 17:30）[38]
- 4日 - ターニング!〜Rooting for you〜（出演：月替わりパーソナリティ。日曜 22:00 - 23:00）[38]

エフエム北海道
- 1日 - LOVE CONSADOLE（出演：木村真穂、阿野洋介。木曜 19:00 - 19:30）[382]
- 3日
  - こちら札幌市中央区大通公園前時計台ビル派出所（出演：箕輪直人、UHBアナウンサーズ（柴田平美、田辺桃菜、石井祐里枝、江上太悟郎）。土曜 20:00 - 20:30）[382]
  - OLDIES GOODIES ANNEX（出演：ばんばん、長戸大幸。土曜 20:30 - 21:00）[382]
- 4日 - Sound CAMPING（出演：MAO、星昌宏（プロキャンパー）。日曜 9:00 - 9:25）[382]
- 5日
  - Be My Radio（出演：阿野洋介（月曜）、鈴木彩可（火曜）、箕輪直人（水曜）、大野真奈（木曜）、戸田耕陽（レポーター）。月 - 木曜 12:00 - 15:55）[382]
  - 夜MORi（出演：森基誉則。月曜 19:00 - 19:30）[382]
- 6日 - yuzukiの Citrus Note（出演：駒津柚希。火曜 19:00 - 19:30）[382]
- 7日 - find out（出演：千田侑也。水曜 19:00 - 19:30）[382]

エフエム・ノースウェーブ
- 4日
  - YOME YOME CLUB（出演：田村次郎。日曜 11:00 - 11:30）[383]
  - ナイトdeライト リビング（出演：ナイトdeライト。日曜 21:00 - 21:30）[383]
- 7日 - Attractive Hokkaido（出演：増田佳織。水曜 15:30 - 16:00）[383]

エフエム青森
- 3日 - 多田慎也 Project Apple POP（出演：多田慎也。土曜 12:20 - 12:55）[384]

IBC岩手放送
- 3日 - ラジオで、キミと大好きなアニメやまんがについて語ってみた。（出演：川島有貴。土曜 19:00 - 19:30）[385]
- 6日 - デジタルニュース・ラボ（出演：岩手日報記者、弦間彩華。火曜 18:30 - 19:00）[385]

エフエム岩手
- 3日 - ラグノオpresents道の駅ドット混む（出演：山本大一。土曜 9:30 - 9:55）[386]

東北放送
- 4日 - いっぺん聴いてけさいん（出演：門松良祐。日曜 11:15 - 11:30）[345]

エフエム仙台
- 1日 - SESSION!（出演：折坂悠太（月曜）、WATWING（火曜）、BiS（水曜）、ORANGE RANGE（木曜）、金曜週替わりアーティスト（畠山有希、BruteRocks、THE ARNOLDS、indischord）、神はサイコロを振らない（金曜）。月 - 木曜 21:30 - 21:55、金曜  21:00 - 21:55）[387]

エフエム山形
- 1日 - WAVE 4 yamagata（出演：香坂あかね（月曜）、伊藤博美（火 - 水曜）、本間明子（木曜）。月 - 木曜 17:00 - 18:55）[388]

エフエム福島
- 2日 - 福空間（フクスペース）（出演：古賀徹、北村茉倫。金曜 13:00 - 15:55）[389]

TBSラジオ
- 1日（3月31日深夜） - 24時のハコ（出演：月替わりパーソナリティ。木曜<水曜深夜> 0:00 - 1:00）[346]
- 1日 - Spoon presents 梶裕貴 声のひとさじ（出演：梶裕貴。木曜 21:30 - 22:00）[390]
- 3日（2日深夜） - ほら!ここがオズワルドさんち!（出演：オズワルド。土曜<金曜深夜> 0:30 - 〔マイナビ Laughter Night内〕）[391]
- 4日（3日深夜） - ZonE（出演：週替わりパーソナリティ。日曜<土曜深夜> 3:30 - 4:00）[346]
- 4日
  - 日本生命 presents 石橋貴明のGATE7（出演：石橋貴明。日曜 7:00 - 8:00）[346]
  - 地方創生プログラム ONE-J（出演：本仮屋ユイカ、有村昆。日曜 8:00 - 10:00）[392]
  - ブレインスリープ presents 川島明のねごと（出演：川島明（麒麟）、向清太朗（天津）。日曜 19:00 - 20:00）[346]
  - スナックSDGs powerd by みんな電力（出演：大石英司、堀井美香（TBSアナウンサー）。日曜 20:00 - 20:30）[346]

文化放送
- 2日 - ラランド・サーヤの虎視舌舌（出演：サーヤ（ラランド）。金曜 21:00 - 22:30）[393]
- 4日（3日深夜） - 内田雄馬 Heart Heat Hop（出演：内田雄馬。日曜<土曜深夜> 0:30 - 1:00）[394]
- 4日（3日深夜） - ザ・マミィの今一歩、前へ（出演：ザ・マミィ）[395]
- 4日 - 秋元真夏(乃木坂46) 卒業アルバムに1人はいそうな人を探すラジオ サンデー（出演：秋元真夏（乃木坂46）、坂口愛美。日曜 19:00 - 20:00）[396]

ニッポン放送
- 1日（3月31日深夜） - フワちゃんのオールナイトニッポンX（出演：フワちゃん。木曜<水曜深夜> 0:00 - 0:53）
- 1日 - あの街この街純烈旅（出演：純烈。月 - 金曜 9:52 - 9:57頃 〔『垣花正 あなたとハッピー!』『春風亭一之輔 あなたとハッピー!』内〕）[397]
- 2日（1日深夜）
  - ぺこぱのオールナイトニッポンX（出演：ぺこぱ。金曜<木曜深夜> 0:00 - 0:53）
  - マヂカルラブリーのオールナイトニッポン0(ZERO)（出演：マヂカルラブリー。金曜<木曜深夜> 3:00 - 4:30）[398]。
- 4日 - DREAM LAND（出演：ほのか、とーま。日曜 20:20 - 20:40）[399]
- 11日 - 森田健作 青春の勲章は くじけない心（出演：森田健作。日曜 17:30 - 17:40）[400]

InterFM897
- 1日
  - MUSIClock（出演：平井麗奈。木曜 7:30 - 8:50）[401]
  - Otona no Radio Alexandria（出演：ロバート・ハリス。月 - 金曜 11:00 - 13:24）[401]
  - Cultural Apartments produced by BE AT TOKYO（出演：土井地博。月 - 金曜 18:40 - 18:55）[401]
  - 真田・森田のPIZZA WAVE（出演：真田佑馬、森田美勇人（7ORDER）。木曜 23:00 - 翌0:00）[401]
- 2日（1日深夜）
  - 黒田卓也のムーンフライト（出演：黒田卓也。金曜<木曜深夜> 0:00 - 0:30）[401]
  - 港町ぎんぢろうのウォンチューRADIO（出演：港町ぎんぢろう。金曜<木曜深夜> 0:30 - 1:00）[401]
  - LAマガジン（出演：備耕庸。金曜<木曜深夜> 2:00 - 2:30）[401]
- 2日 - HIP HOP GREEN（出演：HONEY。金曜 14:30 - 16:00）[401]
- 3日（2日深夜） - beatDAYZ（出演：KATOMAN、Masafumi Watanabe。土曜<金曜深夜> 0:00 - 1:00）[401]
  - Newspeak presents Interspeak Radio（出演：Newspeak。土曜<金曜深夜> 1:00 - 1:30）[401]
- 3日
  - REAL SPORTS（出演：五十嵐亮太、秋山真凛。土曜 9:00 - 10:00）[401]
  - 島津真太郎の週末ゲームキャンプ（出演：島津真太郎、西村歩乃果。土曜 23:00 - 23:30）[401]
  - ジョイミューラジオ!（出演：保本真吾、zopp。土曜 23:30 - 翌0:00）[401]
- 4日（3日深夜） - かよらじ（出演：草野華余子。日曜<土曜深夜> 4:00 - 4:30）[401]
- 4日
  - ライト プレゼンツ ゴルフ一刀両断（出演：中村龍明、長谷川玲奈、近藤雄介。日曜 5:30 - 6:00）[401]
  - Breakfast Music Club（出演：EIKO（EIKO+ERIKO）。日曜 6:00 - 6:30）[401]
  - “絆”のコミュニティ（日曜 9:55 - 10:00）[401]
  - オーマイグラス presents FRAME OUT（出演：めがねシャチョウ、松原江里佳。日曜 10:00 - 10:30）[401]
  - ワタナベマキのKitchen Talk（出演：ワタナベマキ、青木希久子。日曜 10:30 - 11:00）[401]
  - ビジプロ（出演：三戸政和（事業投資家）。日曜 20:30 - 21:00）[401]
- 5日
  - My Wedding Story（出演：ウエンツ瑛士。月曜 21:00 - 21:30）[401]
  - イオンウォーター presents トトノウラジオ（出演：田邊駿一 (BLUE ENCOUNT)。月曜 21:30 - 22:00）[401]
- 6日（5日深夜） - 「透色ってなにいろ?」on InterFM（出演：透色ドロップ。火曜<月曜深夜> 0:00 - 0:30）[401]
  - BANZAI JAPANの日本満喫（出演：BANZAI JAPAN。日曜<月曜深夜> 0:30 - 1:00）[401]
- 7日（6日深夜） - ゆいまるとすこしだけ、よふかし。（出演：唯丸®。水曜<火曜深夜> 0:00 - 0:30）[401]
- 8日（7日深夜）
  - Cultural Crossing Night（出演：ChiMy（第1週目）、Klang Ruler（第2週目）、OWNCEAN (UNA+MMATCHA)（第3週目）、ニーコ（第4週目）。木曜<水曜深夜> 0:30 - 1:00）
  - 夕闇に誘いし漆黒の天使達の「毒」（出演：夕闇に誘いし漆黒の天使達。木曜<水曜深夜> 2:00 - 2:30）
  - Ai Ninomiya's Across the Border（出演：二宮愛。木曜<水曜深夜> 2:30 - 3:00）

エフエム東京
- 1日
  - （3月31日深夜） - 杉崎智介SHOW（出演：杉崎智介、ReeSya。金曜<木曜深夜> 4:00 - 4:30）[402]
  - SUZUKI No.1 Factory（出演：八嶋智人。月 - 木曜 16:50 - 17:00）[402]
  - News Sapiens（出演：高橋万里恵（月・火曜）、手島千尋（水・木曜）ほか。月 - 木曜 20:00 - 21:00）[402]
- 2日
  - 川井郁子 Unframed notes（出演：川井郁子。金曜 18:00 - 18:25）[402]
  - Qoo10 presents 内田理央の明日、なに着よ?（出演：内田理央。金曜 18:30 - 19:00）[402]
  - 星のドラゴンクエスト presents 日向坂46 小坂菜緒の「小坂なラジオ」（出演：小坂菜緒（日向坂46）。金曜 19:30 - 19:55）[402]
  - ベルク presents 乃木坂46の乃木坂に相談だ!（出演：清宮レイ、松尾美佑（両者ともに乃木坂46）。金曜 20:30 - 20:55）[402]
  - SCHOOL OF LOCK!教育委員会（出演：とーやま委員。金曜 23:00 - 23:55）[402]
- 3日
  - レディークラウド（出演：武田舞彩、上野智子。土曜 5:00 - 5:55）
  - （土曜 6:00 - 7:00）[402]
  - SBI損保 presents TOKYO こども TIMES（出演：杉浦太陽。土曜 9:55 - 10:00）[402]
  - ほけんの窓口 森三中大島の「それ、聞いてみたら?」（出演：大島美幸（森三中）。土曜 10:50 - 10:55）[403]
  - 日本生命 presents パートナーズ!〜私と僕の明日物語〜（土曜 11:30 - 11:55）[402]
  - おと、をかし（出演：川上洋平（［Alexandros］）。土曜 15:00 - 15:30）[402]
  - 一建設 presents おうちのはなし（出演：髙橋ひかる。土曜 17:55 - 18:00）[402]
  - DIGITAL VORN 笹川友里のDIGITAL LIFE（出演：笹川友里。土曜 20:00 - 20:30）[404]
  - 東京カレンダーRADIO〜AuDeeダイジェスト〜（土曜 22:55 - 23:00）[402]
- 4日（3日深夜）
  - 名渡山遼のウクレレテラス（出演：名渡山遼。日曜<土曜深夜> 0:30 - 1:00）[402]
  - NIGHT DIVER（出演：カツセマサヒコ。日曜<土曜深夜> 2:00 - 2:30）[402]
- 4日
  - ハラミちゃんのハラミファソRadio♪（出演：ハラミちゃん。日曜 6:00 - 6:30）[402]
  - 青木源太・足立梨花 Sunday Collection（出演：青木源太、足立梨花。日曜 7:30 - 7:55）[402]
  - エバラ Camp Station〜おいしいノアソビ〜（出演：金子貴俊。日曜 8:00 - 8:30）[405]
  - apollostation Drive Discovery PRESS（出演：ホラン千秋。日曜 12:00 - 12:25）[402]
  - CHINTAI presents きゃりーぱみゅぱみゅ Chapter＃0〜Touch Your Heart〜（出演：きゃりーぱみゅぱみゅ。日曜 12:30 - 12:55）[406]
  - トゥルークライム アメリカ殺人鬼ファイル〜AuDeeダイジェスト〜（出演：大谷亮平、谷山紀章。日曜 22:55 - 23:00）[402]
- 5日 - アイナLOCKS!（出演：アイナ・ジ・エンド。月曜 23:05 - 〔SCHOOL OF LOCK!内〕）[402]
- 6日 - sumika LOCKS!（出演：sumika。火曜 23:05 - 〔SCHOOL OF LOCK!内〕）[402]
- 8日 - 乃木坂LOCKS!（出演：賀喜遥香（乃木坂46）。木曜 23:05 - 〔SCHOOL OF LOCK!内〕）[402]
- 25日 - 村上RADIO（出演：村上春樹。毎月最終日曜 19:00 - 19:55）[407][注 24]

J-WAVE
- 1日
  - KURASEEDS（出演：山中タイキ、佐藤明美（「kufura」編集長）。月 - 木曜 5:00 - 6:00）[53]
  - XROSS.POINT（出演：TENDRE、横山エリカ。月 - 木曜 16:00 - 16:30）[53]
- 2日 - MORNING VOYAGE（出演：小林麗菜（金曜）、nico（土曜、日曜）。金 - 日曜 5:00 - 6:00）[53]
- 3日（2日深夜） - BITS & BOBS TOKYO（出演：髙崎卓馬。土曜<金曜深夜> 1:00 - 1:30）[53]
- 3日
  - HITACHI BUTSURYU TOMOLAB.〜TOMORROW LABORATORY（出演：藤原しおり。土曜 20:00 - 20:54）[53]
  - #LOVEFAV（出演：上白石萌歌。土曜 22:00 - 22:54）[53]
- 25日 - J-WAVE SELECTION ITOCHU DEAR LIFE, DEAR FUTURE（出演：SHELLY。毎月第4日曜 22:00 - 22:54）[408]

アール・エフ・ラジオ日本
- 3日 - 日テレアナ・ザ・ワールド!（出演：日本テレビアナウンサー（週替わりで2名）。土曜 23:30 - 翌0:00）[409]
- 4日（3日深夜） - ノイミーといっしょ（出演：鈴木瞳美（≠ME）。日曜<土曜深夜> 2:30 - 3:00）[410]
- 4日 - Gacharic Spin アンジェリーナ1/3の『アンジェネレーションラジオ』（出演：アンジェリーナ1/3（Gacharic Spin）。日曜 22:30 - 23:00）[411]
- 6日 - NON STYLE 井上・ホットリンクいいたかの「#バズらない話をしようか」（出演 井上裕介（NON STYLE）、いいたかゆうた（株式会社ホットリンクCMO）。火曜 23:30 - 23:45）[412]

ベイエフエム
- 1日 - AWAKE（出演：有馬隼人（月 - 木曜）、柴田幸子（金曜）。月 - 金曜 6:00 - 8:57）[413]
- 4日
  - Beautiful Day!（出演：光永亮太。日曜 16:00 - 18:56）[414]
  - ジェネZ （出演：森本晋太郎（トンツカタン）、蟹沢萌子（≠ME）。日曜 22:30 - ）[415]
- 6日（5日深夜） - 佐藤ミキの名もないラジオ（出演：佐藤ミキ。火曜<月曜深夜> 0:30 - 1:00）[416]

エフエムナックファイブ
- 2日（1日深夜） - 空のシタFAMILIAの夜更かしFAMILIA（出演：空のシタFAMILIA。金曜<木曜深夜> 1:40 - 2:00〔ラジオのアナ〜ラジアナ パーマネンと一緒 内〕）[417]
- 2日
  - きつねのこんこんらじお（出演：きつね。金曜 23:00 - 23:30）[417]
  - 中川大志のConnected base（出演：中川大志。金曜 23:30 - 翌0:00）[417]
- 3日
  - N-FIELD（出演：三原勇希、週替わりパーソナリティ（小川史記、ジャン海渡、大江俊輔、有元啓太朗）。土曜 18:00 - 21:00）[417]
  - SHIMANO presents Fishing Café（出演：福島和可菜。土曜 18:40 - 19:00〔N-FIELD 内〕）[417]
  - 巨匠大陸（出演：寺中友将（KEYTALK）。土曜 22:00 - 22:30）[417]
- 4日 - はんざき畑（出演：半﨑美子。日曜 5:00 - 5:30）[417]
- 5日
  - FAV FOUR（出演：バカボン鬼塚（月曜）、松本有紗（月・水曜） 、 JOY（火曜）、結（火・木曜）、古坂大魔王（水曜）、はなわ（木曜）。月 - 木曜 20:00 - 23:00）[417]
  - 週刊! Ran マガジン（出演：Ran。月曜 21:30 - 21:45〔FAV FOUR 内〕）[417]
- 6日 - Hakubiの火曜日（出演：Hakubi。火曜 21:30 - 21:45〔FAV FOUR 内〕）[417]
- 7日 - 堀内まり菜の菜（出演：堀内まり菜。水曜 21:30 - 21:45〔FAV FOUR 内〕）[417]
- 8日 - 朝倉さやのんだがらよ!!（出演：朝倉さや。木曜 21:30 - 21:45〔FAV FOUR 内〕）[417]

横浜エフエム放送
- 1日
  - Kiss & Ride（出演：高橋茉奈（月・火曜）、小林大河（水・木曜）。月 - 木曜 12:00 - 15:00）[418]
  - Keep Green & Blue（出演：MITSUMI。月 - 木曜 23:20 - 23:30）[419]
- 2日
  - #でぃぐらじ（出演：IMALU。金曜 18:20頃〔Tresen内〕）[420]
  - Winning Parade（出演：森崎ウィン。金曜 22:00 - 23:20）[419]
- 3日 - 横浜B・Bridgeナイト（出演：寺尾聰。土曜 19:30 - 20:00）[421]
- 4日
  - まんてんサンデーズ（出演：NOLOV（JABBA DA FOOTBALL CLUB）。日曜 10:00 - 11:48）[422]
  - Sunday Good Vibes!!（出演：朝海ルナ。日曜 13:00 - 15:20）[422]
  - YAMABICO（出演：MITSUMI。日曜 20:00 - 21:00）[419]
- 5日（4日深夜） - 波のまにまにあ（出演：関口和之（サザンオールスターズ）。月曜<日曜深夜> 0:00 -0:30）[423]
- 5日
  - メラタデマンデー（出演：ケント・フリック。月曜 5:00 - 5:30）[422]
  - E★K radio Only One Life（出演：八村倫太郎(WATWING)。月曜 23:30 - 翌0:00）[419]
- 6日 - E★K radio Loop The Loop（出演：SHU TAKADA。火曜 23:30 - 翌0:00）[419]

茨城放送
- 3日
  - マネーフォワードpresents &Money（出演：山崎彩。土曜 11:10 - 11:20）[355]
  - ゴールデンイバラキ（出演：カリスマカンタロー、キクチマイ。土曜 20:00 - 20:30）[355]
  - 新日本プロレス presents プロレス聴こうぜ!（出演：バロン山崎。土曜 21:30 - 22:00）[355]

エフエム栃木
- 1日 - polly越雲龍馬の14HOUSE.（出演：越雲龍馬（polly）。木曜 20:15 - 20:30）[424]
- 5日 - B-SIDE WAVE（出演：鈴木涼子（月曜）、黒後聡佑（火 - 水曜）、吉澤美菜（木曜）。出演：7:30 - 10:00）[425]

エフエム群馬
- 2日 - FRIDAY フルスロットル!!!（出演：玉城ちはる、大津瑛寛。金曜 16:00 - 18:55）[426]

新潟放送
- 3日 - #ひなたまつり（出演：ひなた（アコースティックデュオ）、本間日陽（NGT48）。土曜 18:00 - 18:30）[59]

富山エフエム放送
- 4日 - コンプレッサーのしゃべっちゃお（日曜 9:30 - 9:55）[427]

北陸放送
- 2日 - ツエーゲン金沢 全力応援! ウシサカ!（出演：牛田和希。金曜 16:25 - 16:35）[428]
- 3日 - 朝比奈あきこのミュージック・ストーリー（出演：朝比奈あきこ。土曜 12:10 - 12:25）[429]

山梨放送
- 3日 - Bloomin'（出演：水越千尋。土曜 10:00 - 14:50）[430]

エフエム富士
- 2日
  - Awesome!（出演：藤本えみり。金曜 7:00 - 11:53）[362]
  - FRIDAY PUNCH★（出演：イマヤス、露木麻土香。金曜 12:00 - 16:55）[362]
  - GALACTICA DOMI（出演：佐藤ドミンゴ。金曜 17:00 - 19:54）[362]
  - GIRLS♥GIRLS♥GIRLS =RED ZONE= TA女子のとりあえずラジオやってみようよ! 略して『とりラジ』（出演：TA女子。金曜 23:00 - 23:30）[362]
  - #でぃーえすぴーえむろっくす（出演：大崎瑠衣、小泉よう（#DSPMSTARS）。金曜 23:30 - 翌0:00）[362]
- 3日
  - landscape（出演：高杉’Jay’二郎。土曜 11:00 - 12:54）[362]
  - Bein'BAD（出演：山川牧。土曜 13:00 - 15:38）[362]
  - ARCANA PROJECTの〜今からラジオで起きる奇跡〜（出演：ARCANA PROJECT。土曜 18:00 - 18:54）[362]
  - エンタメ学院（出演：伸太郎、市瀬秀和。土曜 16:00 - 17:00）[362]
- 4日
  - しずおか日和（出演：東城佑香。日曜 10:00 - 10:30）[362]
  - FM藤巻（出演：藤巻亮太。日曜 12:00 - 13:00）[362]

CBCラジオ
- 2日（1日深夜） - 私たちがらじお女子です!（出演：らじお女子。金曜<木曜深夜> 0:30 - 1:00）[363]
- 4日（3日深夜） - アナののびしろ（出演：江田亮、加藤愛、斉藤初音、榊原悠介、光山雄一朗、柳沢彩美、山内彩加、吉岡直子。日曜<土曜深夜> 3:00 - 3:15）[363]
- 6日（5日深夜） - 古舘伊知郎×本田剛文のおしゃべり道場（出演：古舘伊知郎、本田剛文（BOYS AND MEN）。火曜<月曜深夜> 0:30 - 1:00）[363]
- 11日 - RADIO MIKU EX（出演：清水藍。日曜 18:00 - 18:30）[363]

東海ラジオ放送
- 1日（3月31日深夜） - はるあんのクリエイターズ（出演：はるあん。木曜<水曜深夜> 2:00 - 3:00）[365]
- 3日（2日深夜） - SS LINK W RADIO（出演：世憂子。土曜<金曜深夜> 0:20 - 0:30）[431]
- 4日（3日深夜）
  - 歌謡曲主義 〜暁（あかつき）〜 辰巳ゆうとのYOUとピア〜あなたと一緒〜（出演：辰巳ゆうと。日曜<土曜深夜> 3:00 - 3:15）[365]
  - 歌謡曲主義 〜暁（あかつき）〜 彩青の“しゃべり者です”（出演：彩青。日曜<土曜深夜> 3:15 - 3:30）[365]
  - 歌謡曲主義 〜暁（あかつき）〜 中澤卓也のミッドナイトピットイン（出演：中澤卓也。日曜<土曜深夜> 3:30 - 3:45）[365]
  - 歌謡曲主義 〜暁（あかつき）〜 パク・ジュニョンのギューッと離さない♡（出演：パク・ジュニョン。日曜<土曜深夜> 3:45 - 4:00）[365]
  - 歌謡曲主義 〜暁（あかつき）〜 水雲-MIZMO-のみんなずっともっと（出演：水雲-MIZMO-。日曜<土曜深夜> 4:00 - 4:15）[365]
  - 歌謡曲主義 〜暁（あかつき）〜 田中あいみ はんなりラジオ（出演：田中あいみ。日曜<土曜深夜> 4:15 - 4:30）[365]
  - 歌謡曲主義 〜暁（あかつき）〜 青山新の歌う青春一直線!（出演：青山新。日曜<土曜深夜> 4:30 - 4:45）[365]
- 4日 - 7ORDER諸星翔希の青春ファンク（出演：諸星翔希（7ORDER）。日曜 22:30 - 23:00）[365]

ZIP-FM
- 4日 - TALKIN' CRUISIN'（日曜 23:30 - 翌0:30）[432]
- 25日 - GORILLA RADIO!（出演：磯部寛之（［Alexandros］）。日曜 19:00 - 20:00）[433]

エフエム愛知
- 2日 - 須田亜香里・大倉士門 × ASUNAL TREASURE（出演：須田亜香里、大倉士門。金曜 20:30 - 21:00）[434]
- 5日 - Leolaの七色ファクトリー（出演：Leola。月曜 21:30 - 22:00）[435]

静岡エフエム放送
- 1日
  - K-mix Wiz.（出演：芦沢ムネト、鈴木愛実（月・火曜）、バカボン鬼塚、川﨑玲奈（水・木曜）。月 - 木曜 11:30 - 14:55）[436]
  - K-mix Anchor Night（出演：ユーコ・タケダ。月 - 木曜 19:00 - 20:30）[437]
  - つだみさこ・オガワマユのモクヨウモクヨス（出演：つだみさこ、オガワマユ。木曜 21:00 - 22:00）[438]
- 2日 - OMIYAGE-RADIO（出演：横須賀ケイスケ（ハツヒカンパニー）。金曜 19:30 - 20:00）[439]
- 3日 - 酒場でYou!!（出演：エッフェル青山。土曜 22:55 -23:00）[440]
- 4日（3日深夜） - ビートルズおじさん（出演：ビートルズおじさんたち。日曜<土曜深夜> 4:30 - 5:00）[441]
- 4日 - MOTOR HOTEL 蔵BASE Radio（出演：MOTOR HOTEL。日曜 22:30 - 23:00）[442]
- 5日 - 東大生 西岡壱誠の西岡ゼミ（出演：西岡壱誠、西連地あゆみ。月曜 20:30 - 21:00）[443]
- 6日 - 鈴木愛実の、やるやん!（出演：鈴木愛実。火曜 20:30 - 21:00）[444]
- 7日 - しずおか星空案内室（出演：izumi。水曜 20:30 - 21:00）[445]
- 11日 - K-mix Blue Moment（出演：川﨑玲奈。日曜 19:00 - 19:55）[446]

朝日放送ラジオ
- 2日 - 岩本・西森の金曜日のパパたち（出演：岩本計介、西森洋一（モンスターエンジン）。金曜 15:00 - 17:55）[447]
- 3日（2日深夜）
  - ミュータマ（出演：鈴木淳史、斎藤真美。土曜<金曜深夜> 0:00 - 0:30）[448]
  - 東野幸治のホンモノラジオ（出演：東野幸治。土曜<金曜深夜> 1:00 - 2:00）[61]
- 3日
  - DMMほけんpresents 播戸竜二のバン!バン!バン!（出演：播戸竜二。土曜 12:30 - 13:00）[449]
  - 小早川秀樹のナイスじゃナイト!（出演：小早川秀樹。土曜 18:00 - 21:00）[450]
  - Sky presents 中村七之助のラジのすけ（出演：中村七之助、ヒロド歩美。土曜 23:00 - 23:30）[451]
- 4日 - 林智美の日曜ミッケ（出演：林智美。日曜 6:30 - 6:45）[452]

MBSラジオ
- 3日 - エムラジ♪ミュージックBOXサタデー（出演：鳥居睦子。日曜 21:45 - 22:00）[453]
- 4日 - エムラジ♪ミュージックBOXサンデー（出演：金山泉。日曜 7:00 - 7:20）[453]
- 5日（4日深夜）
  - namiと夜遊びK-POP（出演：nami。月曜<日曜深夜> 1:00 - 1:40）[453]
  - 松原タニシの恐味津々（出演：松原タニシ。月曜<日曜深夜> 1:40 - 2:10）[453]
- 5日
  - となりの弁さん（出演：大阪弁護士会所属弁護士、西村麻子。月曜 18:30 - 18:45）[453]
  - 反田恭平 Growing Sonority（出演：反田恭平（ピアニスト）。月曜 18:45 - 19:00）[453]

大阪放送
- 1日（3月31日深夜） - 午前3時のガスパチョ（木曜<水曜深夜> 3:00 - 4:00）[454]
- 2日（1日深夜） - ぐるぐるラジオ（金曜<木曜深夜> 3:00 - 4:00）[454]
- 3日（2日深夜） - ハートに効く聴くラジオ「27カラットマジック」（土曜<金曜深夜> 3:00 - 4:00）[454]

FM COCOLO
- 2日（1日深夜） - KAMASAMI KONG SHOW（出演：KAMASAMI KONG。火曜<月曜深夜> - 金曜<木曜深夜> 0:00 - 2:00）[455]
- 2日 - Hitsville 765（出演：尾上さとこ。金 - 土曜 6:00 - 11:00）[455]
- 4日
  - Amusic Diner（出演：月替わりアーティスト。日曜 8:00 - 9:00）[455]
  - Breeze on Sunday（出演：八木早希。日曜 9:00 - 11:00）[455]
- 5日
  - M’s Groove（出演：meme。月 - 木曜 11:00 - 14:00）[455]
  - Wonder Garden（出演：池田なみ子。月 - 木曜 14:00 - 17:00）[455]

FM802
- 3日 - LANTERN JAM TIMES（出演：Official髭男dism。土曜 21:00 - 22:00）[456]

エフエム大阪
- 4日（3日深夜） - オオサカエンタメナンデ!?（出演：吉岡久美子（つぼみ大革命）、やっさん（超能力戦士ドリアン）。日曜<土曜深夜> 1:00 - 1:30）[457]

ラジオ関西
- 1日 - TUBEでカンパイ!!!（木曜 17:55 - 18:00）[458]
- 3日
  - 前田明とおしゃべりなジルバたち（出演：前田明。土曜 5:00 - 5:30）[458]
  - 杉ひろしの詩は人生!（出演：杉ひろし。土曜 5:30 - 5:45）[458]
- 4日
  - おしえて!サウンドエンジニア（日曜 8:25 - 8:30）[458]
  - 春名恒明の春らんまん 健康通信（日曜 11:45 - 11:55）[458]
  - スプラジ（日曜 17:00 - 17:15）[458]
- 5日（4日深夜） - さらば青春の光 東ブクロの学生芸人YOAKEMAE（出演：東ブクロ（さらば青春の光）。月曜<日曜深夜> 0:00 - 0:30）[458]
- 5日 - メディアバルーンのちょっと!おしゃべり!（月曜 17:55 - 18:00、土曜 19:55 - 20:00）[459]
- 7日 - バズろぅ!（水曜 17:55 - 18:00）[458]

兵庫エフエム放送
- 1日
  - SOUND CROSSING（月 - 木曜 11:30 - 11:55）[460]
  - Wave!!!!（出演：中野耕史（月 - 水曜）、松田礼那（火 - 木曜）。月 - 木曜 12:00 - 14:55）[460]
- 4日（3日深夜） - Sound of Whisky（出演：TENDRE。日曜<土曜深夜> 0:00 - 0:15）[460]
- 4日 - 高橋クリニック presents YUMIiQの今夜もBE HAPPY!（出演：YUMIiQ。日曜 21:30 - 22:00）[460]

エフエム滋賀
- 2日 - DIVER（出演：ムーディ勝山、古賀文沙。金曜 12:00 - 14:53）[461]

京都放送
- 1日 - ま〜ぶる!木曜日 天才ピアニストと澤武のせやけどアレやね（出演：天才ピアニスト、澤武博之。木曜 10:00 - 14:00）[369]
  - 70周年ラジオオムニバス Sonosaki70〜夢は叶う〜（木曜 17:00 - 18:00）[369]
- 3日（2日深夜） - 福山潤 キョウトニイケズ（出演：福山潤。土曜<金曜深夜> 0:00 - 0:30）[462]

エフエム京都
- 1日
  - ONE FINE DAY（出演：慶元まさ美（月・火曜）、寺田有美子（水・木曜）、森夏子（金曜）。月 - 金曜 11:00 - 15:00）[463]
  - GOOD & NEW KYOTO（出演：平野聡（月・火曜）、眞﨑直子（水・木曜）。月 - 木曜 16:00 - 18:00）[463]
  - NEWSROOM α（出演：三嶋真路。月 - 木曜 18:00 - 19:00）[463]
  - CONE CONE RADIO（出演：LOCAL CONNECT。木曜 23:00 - 翌0:00）[464]
- 2日
  - WONDERS!（出演：平野聡。金曜 7:00 - 10:00）[463]
  - Kitristime（出演：kitri。偶数月 金曜 15:00 - 16:00）[465]
- 3日
  - Saturday Junction（出演：川原ちかよ、遠藤淳、藤原岬。土曜 11:00 - 12:55）※エフエム大阪、兵庫エフエム放送との共同制作[466]
  - LUBBER DUCK WALKING（出演：アヤヲ。土曜 20:00 - 21:00）[464]
- 4日
  - LOVE REFLEXIONS!（出演：田島貴男（ORIGINAL LOVE）。日曜 14:00 - 15:00）[467]
  - RUSHMORE SUNDAY（出演：Homecomings。日曜 15:00 - 16:00）[468]
  - FLOWER HUMMING（出演：おおえさき。日曜 20:00 - 21:00）[464]

中国放送
- 1日 - お天気小噺、空によりけり。（出演：乙藤亮平（RCC気象予報士）。木曜 11:55 - 12:00）[469]
- 3日
  - 松本裕見子のDear WOMAN（出演：松本裕見子。土曜 13:00 - 13:30）[469]
  - カープのU la la!（出演：長谷川努、一柳信行、石橋真、坂上俊次、石田充、伊東平。土曜 21:45 - 22:00）[469]
- 4日
  - 新里カオリのうららかのたね（出演：新里カオリ。日曜 10:35 - 11:00）[469]
  - メンバーのホントラジオ（出演：メンバー（広島よしもと）。日曜 18:00 - 20:00）[469]

広島エフエム放送
- 4日 - 日本和装 WAの一丁目一番地（出演：道面義雄（日本和装ホールディング株式会社 代表取締役社長）。日曜 9:00 - 9:30）[470]
- 5日
  - アラウンドカープＸ（出演：キムラミチタ、廣瀬桃子、森光七彩。月曜 13:30 - 15:55）[471]
  - 月曜日の盤（出演：森脇敏（音楽食堂ondo店主）、松田和士（レコード店FRESH店主）、近藤志保。月曜 19:00 - 19:54）[471]
- 8日 - アヤノンスタイル（出演：笹原綾乃。木曜 13:30 - 15:55）[471]
- 9日
  - Satoruman50〜半世紀少年ミュージックショー（出演：庄司悟。金曜 13:30 - 17:00）[471]
  - しほティファイ（出演：近藤志保。金曜 17:00 - 20:00）[471]

和歌山放送
- 4日 - 安田大サーカスHIROの男じゅく。（出演：HIRO（安田大サーカス）。日曜 20:00 - 20:30）[472]

山陰放送
- 4日 - みょ〜なラジオ（出演：みょーちゃん、田中知史（オキシジェン）。日曜 23:30 - ）[473]

エフエム山陰
- 2日
  - 吉田栄作のヒューマンタッチ（出演：吉田栄作。金曜 12:00 - 12:55）[474]
  - ゆーきのゴーイブFRIDAY（出演：ゆーき。金曜 17:05 - 18:00）[474]

RSK山陽放送
- 5日 - タケすし垣島〜ちょっとディープなゴルフの○○な話〜（出演：タケ小山、すし石垣、新田真子。月曜 19:30 - 20:00）[475]

山口放送
- 3日 - どよーDA!（出演：竹重雅則、武藤ひさこ。土曜 9:00 - 12:00）[371]

エフエム徳島
- 1日 - Station×Station（出演：森寛子（月曜）、布川夏帆（火曜）、土橋琢史（水曜）、近藤公美（木曜）。月 - 木曜 12:00 - 12:55）[476]

西日本放送
- 6日 - なつな、もうすぐ月あかり（出演：青木夏奈（（ラジオアシスタントディレクター）、火曜 19:00 - 20:00）[477]

エフエム香川
- 2日 - はたごん&まりかのじょんならんラジオ（出演：高畑結希（SKE48）、谷真理佳（SKE48）。金曜 19:00 - 19:30）[478]

エフエム愛媛
- 2日 - area V（エリアファイブ）（出演：正岡省吾。金曜 20:00 - 21:30）[479]
- 3日
  - ひめキャン★〜愛媛の女子キャンプ〜（出演：おーちゃん。土曜 7:30 - 7:55）[479]
  - セントラルディーボの新パチンコ宣言!しゃべくり777（出演：ヒカル、西森康司。土曜 19:25 - 19:30）[479]
  - 愛大病院 Presents Dr.杉ちゃんの「ウィークエンド クリニック」（杉山隆、吉見まき子。土曜 17:30 - 18:00）[479]
- 4日
  - 週刊 らくさぶろう本舗（出演：らくさぶろう。日曜 7:00 - 7:30）[479]
  - LOVE IT MARKET（出演：猪井真弓。日曜 8:00 - 8:55）[479]
  - ラジオ de たけやま（出演：たけやま3.5。日曜 9:30 - 9:55）[479]
- 5日（4日深夜） - ティモンディの決起集会（出演：ティモンディ。月曜<日曜深夜> 0:00 - 0:30）[479]

エフエム高知
- 5日（4日深夜） - 太田将熙・石賀和輝のあ、どうもはじめましてRADIO（出演：太田将熙、石賀和輝。月曜<日曜深夜> 0:00 - 0:30）※四国四県で放送[480]

RKB毎日放送
- 1日 - アン・マリ悩まんでよかよぉ（出演：アン・クレシーニ、辻満里奈。木曜 22:05 - 〔カリメン内〕）[377]
- 2日
  - 立川生志金曜日のインサイト（出演：立川生志、高橋早紀。金曜 6:30 - 9:00）[377]
  - 金曜ピッチサイドトーク（金曜 22:05 - 〔カリメン内〕）[377]
- 4日
  - グランドメゾンpresents 財津和夫 虹の向こう側（出演：財津和夫。日曜 18:15 - ）[377]
  - ほめ×ほめナイト（出演：辻満里奈、本田奈也花。日曜 22:00 - ）[377]
- 5日（4日深夜）
  - KOSOのファイティングスピリッツ（出演：KOSO。月曜<日曜深夜> 0:00 - 0:15）[377]
  - タナカトタジリト（出演：田中友英、田尻敏明。月曜<日曜深夜> 0:15 - ）[377]
- 24日 - 華結び（出演：博多華丸、大家志津香。土曜 12:30 - 13:00）[481]

九州朝日放送
- 3日 - ベストアメニティpresents コンバット満のLBレコード（出演：コンバット満、田中菜津美。土曜 23:30 - 翌0:00）[482]
- 4日
  - KBC Sunday Music Hour（出演：富田薫。日曜 8:30 - 18:00）[482]
  - 黒伊佐錦presents fumikaのしょちゅ♡girl（出演：fumika。日曜 18:00 - 18:30）[482]

ラブエフエム国際放送
- 4日 - ケロケロ見聞録〜井の中の蛙大学生が大海のあれこれ聞いてみた〜（出演：九州大学共創学部生。第1日曜 22:00 - 23:00）[483]

CROSS FM
- 1日 - 椎葉ゼミナール（出演：椎葉ユウ。木曜 20:00 - 21:00）[484]
- 2日
  - CHEER UP! FRIDAY（出演：八木徹。金曜 6:30 - 11:47）[484]
  - MISHMASH FRIDAY -金ズマ-（出演：コウズマ ユウタ。金曜 16:30 - 20:00）[484]
- 3日 - キンライサー presents GO!GO!5ジ! SHOGO（出演：SHOGO（175R）。土曜 17:00 - 18:00）[485]
- 4日（3日深夜） - A HARD CORE NIGHT（出演：肉食アニマル、SECIL GOGGLE、夏鈴。日曜<土曜深夜> 0:00 - 1:00）[484]
- 5日 - キラリ、星空キャンプ場（月曜 20:00 - 21:00）[484]
- 6日 - CITY POP REVIEW（出演：坂口カンナ。火曜 20:00 - 21:00）[484]
- 7日 - サシデガタリ（出演：コウズマ ユウタ。水曜 20:00 - 21:00）[484]

エフエム佐賀
- 18日 - フランシュシュ2号の佐賀がサガであるために From ゾンビランドサガ リベンジ（出演：田野アサミ。日曜 22:00 - 22:30）[486]

長崎放送
- 7日 - ”海の森” Nagasaki ベイサイドミュージック cafe（出演：上奥まいこ。水曜 21:30 - 22:00）[378]

大分放送
- 3日 - Vamos!（バモ）トリニータ（土曜 10:00 - 10:30）[487]

宮崎放送
- 3日 - 甲斐杏奈の今夜もcheck check!（出演：甲斐杏奈。土曜 22:00 - 23:30）[488]

琉球放送
- 3日 - ナガハマヒロキの週刊リッスン（出演：ナガハマヒロキ。土曜 10:00 - 14:00）[489]
- 4日 - 沖野綾亜のチルドキ!!（出演：沖野綾亜。日曜 10:00 - ）[490]

エフエム沖縄
- 1日 - 真栄原ミュージック（出演：與古田忠、西向幸三。木曜 21:00 - 22:00）[491]

JFN
- 1日
  - 清水みさとの、サウナいこ?（出演：清水みさと。木曜 16:55 - 17:00）[492]
  - クリエイターズ・スタジオ with ボカコレ（出演：ドグマ風見、小林幸子（月曜）、八王子P、konoco、カグラナナ、後藤萌咲、 YUC'e（火曜）、SHARE LOCK HOMES（水曜）、jon-YAKITORY、鶴野有紗（木曜）。月 - 木曜 21:00 - 21:55）[492]
- 4日 - Good-Track!（出演：井上麻里奈。日曜 23:55 - 翌0:00）[492]
- 6日（5日深夜） - Music Stories〜ライブハウスからのそれぞれの物語〜（出演：萩原健太。月曜<日曜深夜> 1:00 - 2:00）[492]

#### 2021年5月放送開始
エフエム秋田
- 6日
  - シニアのチカラ（出演：保泉久人。木曜 14:40 - 14:50）[493]
  - サクラボオンライン（出演：桜庭みさお。木曜 18:30 - 18:55）[493]

ニッポン放送
- 2日（1日深夜） - オールナイトニッポン0 〜エンタメナイト〜（出演：SKE48。第1日曜<土曜深夜> 3:00 - 4:50）[494]

茨城放送
- 23日 - レバレジーズ presents MUSIC COUNTDOWN 10&10（出演：オズワルド。日曜 15:00 - 17:00）[495]

ラジオ大阪
- 20日 - It's SHOWTIME!（出演：藤川貴央。木曜 23:45 - 翌0:00）[496]

FM802
- 2日 - MOS BURGER HEART STUDIO（出演：山本彩。日曜 21:00 - 22:00）[497]

エフエム京都
- 7日 - Beyond The Dial（出演：Daichi Yamamoto。奇数月 金曜 15:00 - 16:00）[498]

#### 2021年6月放送開始
TBSラジオ
- 5日 - TikTokPresents 大久保佳代子とトレンド遊び（出演：大久保佳代子（オアシズ）。土曜 17:30 - 18:00）[499]

ニッポン放送
- 28日 - 箱崎みどり BOOK & MUSIC SHELF（出演：箱崎みどり。月曜 18:50 - 19:20）[500][501]

InterFM897
- 7日 - 金吾堂製菓 presents 能條愛未のパリッとタイム（出演：能條愛未、美麗。月曜 20:00 - 20:30）[502]

エフエムラジオ新潟
- 7日（6日深夜） - 出来心の聴いてくれる人がいないと終わっちゃうラジオ（出演：出来心。月曜<日曜深夜> 1:00 - 1:30）[503]

静岡エフエム放送
- 16日 - S-PULSE×KIDS（出演：DJ Roni、清水エスパルス選手。毎月2回 水曜 18:15 - 18:30〔『K-mix RADIOKIDS』内〕）[504]

MBSラジオ
- 3日（2日深夜） - 酉と鰻とうらナイト（出演：暮れの酉、鰻和弘（銀シャリ）。木曜 2:00 - ）[505]

FM COCOLO
- 26日 - "台湾好音楽 Taiwan Good Music"（出演：竹内将子。毎月最終土曜 16:00 - 16:10〔SATURDAY MAGNIFICENT CAMP内〕）[506]

ラジオ関西
- 5日 - 武田梨奈のこだわりな時間（出演：武田梨奈。土曜 17:00 - 17:30）[507]

岡山エフエム放送
- 5日 - STU48のあり!あり!Ario!!（出演：淵本恭子、STU48。土曜 11:40 - 11:55）[508]

中国放送
- 29日 - 西田篤史のシンラジラ（出演：西田篤史。火曜 23:00 - 23:30）

エフエム沖縄
- 28日 - Connect（出演：月 - 木曜・タイシロウ、金・ナガハマヒロキ。月 - 金曜 18:00 - ）[509]

#### 2021年7月放送開始
ラジオNIKKEI第1
- 5日 - 聴く本棚（出演：松平定知。月 - 金曜 7:40 - 7:55）[510]

エフエム北海道
- 4日 - AIR-G‘農Lands（出演：大野真奈。日曜 6:00 - 7:00）[511]
- 8日（7日深夜） - 山本紗綺のスクランブルラジオ!（出演：山本紗綺。木曜<水曜深夜> 1:00 - 1:30）[512]

エフエム・ノースウェーブ
- 5日 - 月's BILL MONKEYS（出演：GET BILL MONKEYS。月曜 21:00 - 22:00）[513]
- 7日（6日深夜） - JOKEMICのLocal&Local（出演：JOKEMIC。水曜<火曜深夜> 0:00 - 0:30）[514]

エフエム秋田
- 1日 - あきたSDGsラジオ（出演：田村陽子、立花三央。木曜 18:00 - 18:30）[515]
- 7日 - GOING FAIRWAY（出演：愛甲和矢、北川楓夏。水曜 14:40 - 14:50）[515]

エフエム山形
- 4日（3日深夜） - 登坂、番組を買う。（出演：登坂尚高、原田晃行。毎月第1日曜<土曜深夜> 0:00 - 1:00）[516]

TBSラジオ
- 4日（3日深夜） - ねむチキ（出演：コロコロチキチキペッパーズ。日曜<土曜深夜> 3:30 - 4:00）[517]

文化放送
- 3日
  - Girls²のがるがるトーク!（出演：Girls²。金曜 19:30 - 20:00）[518]
  - 草野華余子の転生してもオタクでいたい（出演：草野華余子。〔A&Gリクエストアワー 阿澄佳奈のキミまち!内〕）[519]
  - スマートニュース presents 岡本信彦 王手飛車取りRadio（出演：岡本信彦。〔A&G TRIBAL RADIO エジソン内〕）[520]

InterFM897
- 4日
  - Golden Time Age CLUB（出演：児嶋一哉（アンジャッシュ）、高橋茉奈。日曜 8:00 - 8:30）[521]
  - METAFM（出演：METAFIVE。日曜 23:30 - 翌0:00）[522]
- 5日 - アメフラっシの大雨注意報!（出演：アメフラっシ。月曜 23:00 - 23:30）[523]
- 6日（5日深夜）
  - なこなこのミッドナイトルーティン（出演：なこなこチャンネル。火曜<月曜深夜> 0:30 - 1:00）[524]
  - BALLISTIK RADIO（出演：BALLISTIK BOYZ from EXILE TRIBE。火曜<月曜深夜> 1:00 - 1:30）[525]

エフエム東京
- 3日 - 日本住宅ローン GO!GO!家族（出演：チョコレートプラネット。土曜 15:25 - 15:30）[526]
- 4日（3日深夜） - Lantis EXPO（出演：ランティスレーベルに所属する声優・アニソンアーティスト（月替わり交代）。日曜<土曜深夜> 0:00 - 0:30）[527]
- 4日 - Solaseed Air Presents 篠田麻里子の九州・沖縄 空のものがたり（出演：篠田麻里子。日曜 9:55 - 10:00）[528]

J-WAVE
- 2日 - PIA SONAR MUSIC FRIDAY（出演：櫻井海音。金曜 22:30 - 23:00）[529]

ベイエフエム
- 5日（4日深夜） - おぐまい&スミのポップアップカルチャー（出演：小倉舞子、スミマサノリ。月曜<日曜深夜> 0:30 - ）[530]

横浜エフエム放送
- 4日 - Rebellmusik（レベルムジーク）（出演：SUGIZO。日曜 23:30 - 翌0:00）[531]

新潟放送
- 3日 - 古町芸妓のあおいごと（出演：あおい（古町芸妓）。土曜 7:15 - 7:45）[532]
- 5日（4日深夜） - スーパー・ササダンゴ・マシンのチェ・ジバラ（出演：スーパー・ササダンゴ・マシン。月曜<日曜深夜> 1:00 - ）[533]

エフエム富士
- 6日（5日深夜） - さくらシンデレラのかわいいとこ、もっとちょうだい（出演：さくらシンデレラ。火曜<月曜深夜> 0:30 - 1:00）[534]
- 7日（6日深夜） - Devil ANTHEM.の「でびラジ」（出演：竹越くるみ、週替わりメンバー。水曜<火曜深夜> 0:30 - 1:00）[535]
- 7日 - GIRLS・GIRLS・GIRLS =RED ZONE= sherbetNEOの＃ねおらじ（出演：sherbetNEO。水曜 23:00 - 23:30）[536]

東海ラジオ放送
- 5日 - メガネ赤札堂 presents 乃木坂46 佐藤楓の公式でんちゃんねる（出演：佐藤楓（乃木坂46）、マーナイス鈴木。月曜 21:00 - 21:30）[537]

エフエム愛知
- 3日（2日深夜） - miscast B.D.R!!!（出演：miscast。土曜<金曜深夜> 1:00 - 1:30）[538]
- 4日（3日深夜） - Flying Stars（出演：北川綾巴。日曜<土曜深夜> 2:00 - 2:30）[539]
- 8日 - BUZZ STATION（出演：三浦優奈。木曜 19:30 - 19:55）[539]

朝日放送ラジオ
- 5日 - なえなののブカピなの（出演：なえなの。月曜 18:30 - 19:00）[540]

エフエム大阪
- 7日 - 超特急のRADIO EXPRESS（出演：超特急。水曜 18:00 - 18:30）[541]
- 11日 - はれ、のち、パインアメ◎（出演：梅山茜、マッキー。日曜 18:30 - 19:00）[542]

岡山エフエム放送
- 2日 - Little Black Dressのスモモも桃も桃のうち（出演：Little Black Dress。金曜 19:00 - 19:30）[543]

九州朝日放送
- 4日 - 増田雄二のイノベーションサウナ（出演：増田雄二、橋本梨菜。日曜 22:30 - 23:00）[544]

エフエム福岡
- 1日 - TOGGYのRising Car Life（出演：TOGGY。木曜 11:55 - 12:00）[545]

ラジオ沖縄
- 5日 - 宮沢和史の琉球ソングブック（出演：宮沢和史。月曜 21:30 - ）[546]

#### 2021年8月放送開始
InterFM897
- 3日（2日深夜） - MAYU EMPiREの深夜お散歩部（出演：MAYU EMPiRE（EMPiRE）。火曜<月曜深夜> 0:00 - 0:30）[547]
- 5日 - Topo Chico Hard Seltzer presents 「Syndicate Radio」（出演：emma。木曜 21:30 - 22:00）[548]

エフエムナックファイブ
- 3日（2日深夜） - THIS IS A HERO（出演：ASH DA HERO。火曜<月曜深夜> 2:40 - 2:50〔ラジオのアナ〜ラジアナ あげあげマンデー 内〕）[549]

エフエム群馬
- 3日 - 3時のシゴトニン!（出演：内藤聡、福田麻貴（3時のヒロイン）、岡部哲彦（コーナー出演）。火曜 15:00 - 15:15）[550]

エフエムラジオ新潟
- 2日 - RYUTist 東港線もどかしルーム（出演：RYUTist。月曜 21:30 - 21:55）[551][552]

#### 2021年9月放送開始
STVラジオ
- 27日 - 聖(セント)ヨウジ学園（出演：木村洋二、油野純帆。月 - 金曜 13:40 - 13:50）[93]

青森放送
- 28日 - はしリナの ゆっくリナ まったリナ（出演：橋本莉奈。火曜 21:30 - 22:00）[553]
- 29日 - ほりちゃんのゆったりホリごたつ（出演：堀葵衣。水曜 21:30 - 22:00）[554]

TBSラジオ
- 27日 - GIFT〜未来への贈り物〜（出演：馬場典子、週替わりプレゼンター。月 - 金曜 13:42頃）[555]
- 28日 - 観音温泉presents 純烈の観音ルンルン・モー烈ラジオ!（出演：純烈。火曜 17:50 - 18:00）[555]

文化放送
- 28日
  - カラフルレンズ（出演：文化放送女性アナウンサー。火 - 金曜 17:50 - 18:45（金曜は - 18:30））[100]
  - カラフルオセロ（出演：ザ・マミィ（火曜）、峯岸みなみ（水曜）、西川文野（木曜）。火 - 木曜 19:00 - 21:00）[100]
  - りゅうとのchocoっとラジオ（出演：りゅうと。火曜 20:40 - 20:50〔カラフルオセロ 内〕）[556]
  - 近藤真彦 RADIO GARAGE（出演：近藤真彦。火曜 21:30 - 22:00）[102]

茨城放送
- 30日 - LuckyもえClubMusic（出演：くまきもえ。木曜 20:00 - 21:00）[557]

山梨放送
- 28日 - いしいそうたろうの『チューチューレディオ』（出演：いしいそうたろう。火曜 19:00 - 21:00）[558]

エフエム富士
- 23日 - GIRLS GIRLS GIRLS =RED ZONE= ぽっぷあっぷてぃあむ!（出演：てぃあむ。木曜 23:00 - 23:30）[559]

朝日放送ラジオ
- 28日（27日深夜） - R→933（火曜<月曜深夜> - 日曜<土曜深夜> 1:30 - 4:15）[560]
- 28日 - ミルクボーイの火曜日やないか!（出演：ミルクボーイ、澤田有也佳。火曜 12:00 - 14:55）[91]
- 30日 - ますだおかだ増田のラジオハンター!（出演：増田英彦（ますだおかだ）、武田和歌子。木曜 12:00 - 14:55）[104]

中国放送
- 27日 - 唐澤恋花のREN’S CHOICE（出演：唐澤恋花。月 - 土曜 5:10 - 5:15）[561]

四国放送
- 27日 - 福富弥生的時間（出演：福富弥生。月 - 金曜 16:30 - 16:40）[562]

南海放送
- 27日 - 片岡礼子のシトラスレター（出演：片岡礼子。月曜 11:45 - 11:55）[563]

RKB毎日放送
- 27日 - Toi toi toi（出演：山口たかし（月・火・木曜）、宮脇憲一（水曜）、内村麻美（月曜アシスタント）、植村友紀（火曜アシスタント）、山口玲香（水曜アシスタント）、別府あゆみ（木曜アシスタント）。月 - 木曜 9:00 - 13:00）[564]

熊本放送
- 28日 - 安井まさじの暇つぶし（出演：安井まさじ ほか。火曜 21:00 - 21:30）[565]

大分放送
- 27日
  - モーニング エナジー（出演：村津孝仁（月 - 木曜）、平山沙絵（金曜）。月 - 金曜 6:55 - 10:00）[566]
  - 風は虹色（出演：小野亜希子（月曜）、池田麻衣子（火曜）、財前真由美（水曜）、高嶋和代（木曜）、實山加代子（金曜）。月 - 金曜 10:00 - 12:40）[566]
  - OBSラジオ・ザ・ニュース（月 - 木曜 17:45 - 18:10）[566]
  - OITAよりどり（月 - 木曜 18:10 - 18:30）[566]
- 30日 - 村津孝仁のオルケスタラジオ（出演：村津孝仁。木曜 21:00 - 21:30）[566]

NRN
- 27日
  - ukkaり娘の浮かれでぃお（出演：ukka。山形放送 ほか）[567]
  - 小松亮太の音楽世界旅行（出演：小松亮太。福井放送 ほか）[568]

#### 2021年10月放送開始
NHKラジオ第1放送
- 30日 - あさこ・佳代子の大人なラジオ女子会（出演：いとうあさこ、大久保佳代子。土曜 16:05 - 16:55）[133]

ラジオNIKKEI第1
- 5日
  - 槙野智章のユメシャベル（出演：槙野智章。火曜 19:00 - 19:30）[569]
  - ミュージックライフ・チューズデー（火曜 20:00 - 20:20）[570]
- 18日 - 私立恵比寿中学のマネ部!（出演：私立恵比寿中学。月曜 18:45 - 19:00）[571]

北海道放送
- 3日 - TO Music storage（出演：DJトム。日曜 20:00 - 20:30）[572]
- 4日 - BACKSTAGE PASS（出演：栞寧、佐藤舞。月曜 22:30 - 23:00）[572]

STVラジオ
- 2日 - 八幡淳の北海道ソムリエ（出演：八幡淳。土曜 18:00 - 18:30）[93]

エフエム岩手
- 1日 - まあるく生きる 〜凸に強みを、凹に工夫を〜（金曜 10:45 - 10:55）[573]
- 7日 - 岩手ダイハツpresents ちゃんゆきのガンバ!Radio（木曜 15:30 - 15:55）[573]

東北放送
- 19日 - Buzz Night Plus（出演：林田悟志。火曜 20:00 - 21:00）[574]
- 20日 - 今宵集まれ!みんなのラジオ（出演：守屋周。水曜 20:00 - 21:55）[574]

エフエム秋田
- 2日 - WEEKLY NORTHERN HAPPINETS（出演：北川楓夏。土曜 10:55 - 11:00）[575]
- 5日 - 終活のススメ（出演：高橋紀子。火曜 14:40 - 14:50）[575]
- 6日 - ようちゃんの独り言〜お口から秋田の健康を〜（出演：鈴木洋一、大島貴志子。水曜 14:40 - 14:50）[575]
- 7日 - アランマーレ energy song energy music!（出演：椎名恵。木曜 17:55 - 18:00）[575]

山形放送
- 5日 - 白崎映美のちょっと寄ていげRADIO＊GAGA（出演：白崎映美。火曜 16:20 - 16:50）[576]

エフエム福島
- 5日 - NORONOROTIMES（出演：野呂佳代。火曜 21:00 - 21:30）[577]

文化放送
- 1日 - さだまさし セイ!シュン 49.69（出演：さだまさし、寺島尚正。金曜 20:30 - 21:00）[578]
- 2日
  - ますだおかだ岡田圭右とアンタッチャブル柴田英嗣のおかしば（出演：岡田圭右（ますだおかだ）、柴田英嗣（アンタッチャブル）。土曜 11:00 - 13:00）[109]
  - 木野日菜 まるまるの木（出演：木野日菜。19:40頃〔A&Gリクエストアワー 阿澄佳奈のキミまち!内〕）[579]
  - BURNOUT SYNDROMES 熊谷和海 俺の妄想を超えてゆけ!（出演：熊谷和海。20:15頃〔A&Gリクエストアワー 阿澄佳奈のキミまち!内〕）[579]
- 3日（2日深夜） - 群咲の古参ぶるなら今なのでは!?（出演：群咲。日曜<土曜深夜> 3:00 - 3:30）[580]
- 3日
  - 北方謙三原作 ネオラジオドラマ 三国志（出演：神田伯山 ほか。日曜 6:45 - 6:59）[581]
  - 阿川佐和子&ふかわりょう 日曜のほとり（出演：阿川佐和子、ふかわりょう。日曜 10:00 - 12:00）[114]
  - 前迫潤哉&十味 音の箱（出演：前迫潤哉、十味。日曜 20:00 - 20:30）[580]
- 4日 - 寺本莉緒のぶちカワRadio（出演：寺本莉緒。月曜 23:30頃〔レコメン!内〕）[582]
- 19日 - 井手上漠 ベルガモットナイト（出演：井手上漠。火曜 23:30頃〔レコメン!内〕）[583]

ニッポン放送
- 2日
  - サンドウィッチマン ザ・ラジオショーサタデー（出演：サンドウィッチマン、東島衣里。土曜 13:00 - 15:00）[111][110]
  - モヤモヤ解決! ゲッターズ飯田 ラジオで占いまSHOW（出演：ゲッターズ飯田、前島花音。土曜 15:30 - 16:20）[110]
  - ひなこい presents 日向坂46松田好花の日向坂高校放送部（出演：松田好花（日向坂46）。土曜 22:00 - 22:30）[584]
- 9日 - 鬼滅ラヂヲ（出演：花江夏樹、下野紘。土曜 15:00 - 15:30）[110]
- 26日 - Little Black Dress 黒いワンピース（出演：Little Black Dress。火曜 20:30 - 21:00）[585]
- 27日
  - はじめよう! フェムテック（出演：伊久美亜紀（ベネッセコーポレーション Kids&Family事業本部メディア総編集長）、東島衣里。火 - 木曜 19:53頃 - 19:58頃）[586]
  - ロケット団の定例ラジオ（出演：ロケット団。水曜 20:30 - 21:00）[587]
  - BAND-MAID NIPPON（出演：BAND-MAID。水曜 21:00 - 21:20）[588]
- 28日 - ラジオマガジン・登龍門（出演：半沢龍之介、前島花音。木曜 20:30 - 21:00）[589]
- 29日 - くじライブ presents 『ランダムZOCちゃん』（出演：ZOC。金曜 21:00 - 21:20）[590]
- 31日（ネット局では10月2日から） - カジ旅フリープレゼンツ NON STYLEと峯岸みなみのフリースタイルジャーニー（出演：NON STYLE、峯岸みなみ。日曜 17:30 - 18:00）[560][591]

InterFM897
- 2日（1日深夜） - No Heroes（出演：yukifreaky。土曜<金曜深夜> 1:30 - 2:00）[592]
- 3日（2日深夜） - THE GOOD MIXER（日曜<土曜深夜> 3:00 - 4:00）[592]
- 3日
  - Early Birds Music（出演：EYRIE。日曜 6:00 - 6:30）[592]
  - GOLDEN MIX（日曜 21:00 - 21:30）[592]
  - 5 Years Radio（出演：マスヤマコム、内田まほろ。日曜 23:00 - 23:30）[592]
- 4日 - Hotpicks Playlist（月 - 木曜 13:00 - 13:30ほか）[592]
- 6日（5日深夜） - 循環Radio（出演：新羅慎二、大沢伸一。水曜<火曜深夜> 0:30 - 1:00）[592]

エフエム東京
- 1日 - 太田胃散 presents Friday Night Party（出演：月替わり。金曜 19:00 - 19:30）[593]
- 2日
  - 花咲み茶寮 supported by エスト（出演：石井美保。土曜 11:30 - 11:55）[593]
- 3日（2日深夜） - ENGAB RADIO by ENVii GABRIELLA（出演：ENVii GABRIELLA。日曜<土曜深夜> 0:30 - 1:00）[593]
- 3日
  - いいこと、聴いた（出演：秋元康、小島瑠璃子。日曜 13:00 - 13:55）[118]
  - 鈴村健一のアイスム 週末ダイニング（出演：鈴村健一。日曜 1800 - 18:30）[593]
  - nippn ¡ hon-yomokka !（出演：南沢奈央。日曜 18:30 - 18:55）[593]
  - 世界vision lab（出演：小野泰助、阿部菜渚美。日曜20:00 - 20:30）[594]
  - いれいすのAuDeeやってみた（出演：いれいす。日曜 22:55 - 23:00）[595]
- 4日
  - Life Time Audio〜人生のプレイリスト〜（出演：週替わり。月 - 金曜 14:55 - 15:00）[593]
  - Sapiens 2030（出演：手島千尋。月 - 木曜 20:50 - 21:00）[593]
  - Welcome To The Theater Radio!（出演：中井智彦。月曜 21:30 - 21:55）[593]
- 5日 - 杉野遥亮の今夜もオフトーク supported by SOYBIO豆乳ヨーグルト（出演：杉野遥亮。火曜 21:30 - 21:55）[596]
- 7日 - 白岳しろ 坂ノ上茜のぎゃんっ!ラジオ（出演：坂ノ上茜。木曜 21:00 - 21:30）[593]

J-WAVE
- 1日 - WOWOW MUSIC // POOL（金曜 22:00 -22:30）[113]
- 2日（1日深夜）
  - Lypo-C DESIGN ENERGY（出演：千原徹也。金曜 0:30 - 1:00）[113]
  - わたしたちのスリープオーバー（出演：野村由芽、竹中万季。金曜 1:30 - 2:00）[113]
- 3日
  - BLUE IN GREEN（出演：甲斐まりか。土曜12:00 - 16:00）[113]
  - TOKYO GUITAR JAMBOREE EXTRA（土曜16:00 - 16:54）[113]

ベイエフエム
- 5日（4日深夜） - DAG ライバーズナイト（出演：永井香織、葉月えりか。火曜<月曜深夜> 2:00 - 2:25頃〔MOZAIKU NIGHT 内〕）[597]
- 7日（6日深夜） - bayb×3（出演：駒形友梨。木曜<水曜深夜> 0:00 - 0:30）[597]

エフエムナックファイブ
- 2日 - THE BLACKBAND KOSOADO（出演：THE BLACKBAND（中村泰輔、いしわたり淳治、野村陽一郎）。土曜 21:30 - 22:00）[598]
- 3日 - ちょいさき（出演：森本晋太郎（トンツカタン）、高田秋。日曜 18:00 - 21:00）[598]
- 6日（5日深夜） - 掌幻のONE VERSE CLIP（出演：掌幻。水曜<火曜深夜> 2:40 - 2:50）[598]
- 8日（7日深夜） - ワンリミ de ナイト（出演：ONE HUNDRED LIMINAL。金曜<木曜深夜> 1:40 - 2:00）[598]

横浜エフエム放送
- 2日
  - イケてるタランチュラ（出演：瑛人。土曜 21:00 - 21:30）[599]
  - あなたと夜と吹奏楽（出演：手錢葵子。土曜 21:30 - 22:00）[600]
- 5日 - YOKOHAMA RADIO APARTMENT「ちょいと歌います」（出演：松本千夏。火曜 22:00 - 23:20）[601]

茨城放送
- 3日 - サンビルホールディングスpresents イマヤスがアシストしちゃうぞ』（出演：皆川社長、イマヤス。日曜 17:45 - 18:00）[557]

新潟放送
- 2日 - ジャックポットのレディオジャック（出演：ジャックポット。土曜 19:30 - 20:00）[602]

富山エフエム放送
- 1日 - オッケイのKはダイハツの軽 富山ダイハツ「林輝幸のオッケイQ」（出演：林輝幸。金曜 11:30 - 11:55）[603]

北陸放送
- 1日 - にしおん!〜西尾音楽室〜（出演：西尾知亜紀。金曜 21:00 - 21:15）[604]
- 3日 - くぼしゅう・ほくりくアイドル部のめざせゲームマスター（出演：久保田修平、ほくりくアイドル部。日曜 17:00 - 17:15）[605]

エフエム富士
- 3日 - 南端まいな Relieftime Music（出演：南端まいな。日曜 19:00 - 19:30）[606]
- 6日 - 濱田マリ、これハマります（出演：濱田マリ。水曜 15:44 - 15:54）[606]

CBCラジオ
- 1日
  - 青春☆昼放課トーク season2（出演：東海地方の高校生。金曜 12:20 - 12:30）[607]
- 2日 - フォーリンラブのここだけ（出演：フォーリンラブ。土曜 19:30 - 20:00）[607]
- 3日 - STAR CLASSICS Radio（出演：小堀勝啓。日曜 18:00 - 18:30）[607]
- 19日 - ツレよる（出演：山内彩加（火曜）、山本衿奈レポートドライバー（水曜）、松原タニシ、酒井直斗（木曜）。火 - 木曜 21:00 - 21:30）[607]
- 22日
  - トクサンRadio with ライパチ ビヨンド（出演：トクサン&ライパチ。金曜 19:00 - 19:55）[607]
  - 戸井康成の金曜スクラッパー（出演：戸井康成。金曜 20:00 - 21:30）[607]

東海ラジオ放送
- 3日（2日深夜） - 藤井香愛のkawaiiらじお（出演：藤井香愛。日曜<土曜深夜> 4:00 - 4:15）[608]
- 19日 - 929 MUSIC WAVES（出演：なかし（スペードの3）。火 - 金曜 21:00 - 21:30）[609]
- 24日 - Sound Park Sunday（出演：川本えこ。日曜 14:00 - 17:00）[609]

ZIP-FM
- 1日 - VIEWS OF REVIEWS（出演：竹田京右。金曜 23:30 - 翌0:00）[610]
- 6日（5日深夜） - KISS or RADIO（出演：SAFIRE。水曜<火曜深夜> 1:00 - 1:30）[610]

エフエム愛知
- 1日 - Re:labelのトーキンラッシュ（出演：Re:label。金曜 21:30 - 22:00）[611]
- 4日（3日深夜）
  - かいとなおきの「ちんちこちん倶楽部」（出演：かい、なおき。月曜<日曜深夜> 0:00 - 0:30）[612]
  - 劇団 エフエム30-DELUX（出演：清水馬男。月曜<日曜深夜> 1:30 - 2:00）[613]

静岡放送
- 1日 - 週刊!しゃべレーザー（出演：カズレーザー（メイプル超合金）、薄幸（納言）。金曜 23:00 - 翌0:00）[614]

三重エフエム放送
- 1日 - Here We Go! 四日市CHILDHOOD（出演：清田のぞみ ほか。金曜 16:00 - 16:30）[615]

朝日放送ラジオ
- 1日 - 小早川秀樹のオシマシ!（出演：小早川秀樹。金曜 21:05 - 21:50）[616]
- 2日（1日深夜） - 真夜中のカルチャーBOY（出演：鈴木淳史。土曜<金曜深夜> 2:00 - 3:00）[617]
- 2日 - 古川音座衛門（出演：古川昌希。土曜 17:00 - 17:55）[560]
- 3日（2日深夜） - 土曜の夜は"共感"ラジオ（出演：山分ネルソン祥興 ほか。日曜<土曜深夜> 2:00 - 2:30） [560]
- 3日
  - 武田和歌子 …and MUSIC。（出演：武田和歌子。日曜 10:00 - 12:00）[560]
  - ゆびスカ!presents増田雄二と久保乃々花のスカウトラジオ（出演：増田雄二、久保乃々花。日曜 23:30 - 翌0:00）[618]

MBSラジオ
- 2日 - 関宏美のラジオベジタ（出演：関宏美、榛葉健、藤林温子。土曜 7:30 - 8:00）[619]
- 3日
  - 日曜てんコモリばしすじ商店街!（出演：子守康範、熊谷奈美。日曜 6:45 - 7:00）[619]
  - 子供たちが住める地球へ（出演：枡田絵理奈、久本和明。日曜 7:00 - 7:30）[619]
- 4日
  - Mラジ Morning Music（出演：鳥居睦子。月 - 金曜 5:00 - 5:15）[619]
  - 金村義明のええかげんにせぇ〜!（出演：金村義明、井上雅雄、福良美恵。月曜 15:00 - 17:43）[619]
  - コトノハ（月曜 21:45 - 22:00）[619]
- 5日（4日深夜） - Mタウン（出演：三木杏珠、西田愛、上西怜（NMB48）。火曜<月曜深夜> 2:30 - 5:00）[619]
- 5日 - 森たけしのスカタンラジオ（出演：森たけし、斉藤雪乃。火曜 15:00 - 17:43）[619]
- 6日（5日深夜） - Mラジ Music Treasures（出演：ミューミュー、トレトレ。水曜<火曜深夜> - 金曜<木曜深夜> 2:30 - 5:00、土曜<金曜深夜> 2:40 - 4:40）[619]
- 6日 - メッセンジャーあいはらのYouはこれから!（出演：あいはら雅一（メッセンジャー）ほか。水曜 15:00 - 17:43）[619]
- 8日 - Mラジ こどもスマイル（出演：村瀬哲史。金曜 17:45 - 18:00）[619]
- 9日（8日深夜） - BE READY（出演：RAY、マキヒカ、梅ちゃん。土曜<金曜深夜> 2:00 - 2:30）[619]
- 17日 - 西乃風ブラン堂ラジオ（出演：植村あかり（Juice=Juice）、川村文乃（アンジュルム）、三ツ廣政輝。日曜 21:00 - 21:30）[620]

大阪放送
- 1日 - 原田年晴 かぶりつきフライデー!（出演：原田年晴、和田麻実子。金曜 11:00 - 14:00）[621]

FM802
- 7日 - Next to you（出演：Perfume。木曜 23:00頃〔ROCK KIDS 802内〕）[622]

エフエム大阪
- 2日 - Life is cinéma（出演：鎌滝恵利、別所哲也（特別顧問）。土曜 19:00 - 19:25）[623]
- 11日 - LAUGH & MUSIC RADIO〜鈴木愛理のあいりがたり。（出演：鈴木愛理。月 - 木曜 20:55 - 21:00）[624]

ラジオ関西
- 2日
  - 週刊ラジトピ（土曜 18:00 - 18:15）[625]
  - 北原ゆかの夜がきたはら!（出演：北原ゆか。土曜 18:50 - 19:00）[625]
  - はっしん!!夢を掴マネーとfeat.TT（土曜 19:00 - 19:30）[625]
- 3日 - ワタナベフラワーのウホウホ!ゴリラジオ（出演：ワタナベフラワー。日曜 10:00 - 11:45）[625]
- 4日（3日深夜） - 大川ひろし&あそう純“花鹿でe演歌!”（出演：大川ひろし、あそう純。月曜<日曜深夜> 0:30 - 1:00）[625]
- 4日 - 笑福亭鉄瓶のまんてんラジオ（出演：笑福亭鉄瓶、塩田えみ。月曜 10:00 - 13:00）[625]
- 6日 - あつまれ!ふじくんの森（出演：藤尾勇典。水曜 19:40 - 20:00）[625]
- 7日 - サテスタナイト（木曜 20:30 - 21:00）[625]
- 8日
  - エビス大吉ブラザーズの明日も大吉（金曜 20:00 - 20:30）[625]
  - ピンチのあとにチャンスあり!（出演：南かおり。金曜 20:30 - 20:45）[625]
  - マンドリルカレーpresents「怪奇!YesどんぐりRPGのラジオばあちゃんの踊り場の間ん家のうさぎ」（出演：怪奇!YesどんぐりRPG。金曜 20:45 - 21:00）[625]

兵庫エフエム放送
- 15日 - （夜と）SAMPOのととのいステーション"のコーナー（出演：（夜と）SAMPO。第2・4金曜 19:00頃〔Kiss Music Presenter スパシャン FRIDAY内〕）[626]

京都放送
- 3日 - アルミカンのチラリズム（出演：アルミカン。日曜 22:00 - 22:30）[627]

エフエム京都
- 19日 - SKWAT HERTZ（出演：中村圭佑（SKWAT）。火曜 23:00 - 23:30）[628]

中国放送
- 2日 - たむランド〜夜の図書室（出演：田村友里。土曜 21:45 - 22:00）[561]
- 26日 - 夕刊Genaday（出演：伊東平（火曜）、小宅世人、唐澤恋花（水曜）、石田充、森﨑浩司（木曜）、石橋真（金曜）。火 - 金曜 17:46 - 18:45）[561]

南海放送
- 1日 - ちゃんゆ胃の胃袋満たします（出演：ちゃんゆ胃。金曜 20:00 - 21:30）[629]

RKB毎日放送
- 1日
  - Weekend Live あんたっちゃぶる（出演：鬼橋美智子、西田たかのり ほか。金曜 10:00 - 17:30）[564]
  - Got many music(仮)（出演：深町健二郎、坂口カンナ。金曜 17:48 - 22:00）[564]
- 3日
  - ゴリけんの九州・沖縄ぐるぐるマップ（出演：ゴリけん、田畑竜介。日曜 11:00 - 12:30）[564]
  - コウズマユウタ Sunday Cruisin′（出演：コウズマユウタ。日曜 16:00 - 17:45）[564]
- 4日（3日深夜） - 今夜、サバき〼。（出演：おのうえちえ（ちひろ）。月曜<日曜深夜> 0:00 - 0:15）

九州朝日放送
- 2日 - サタモニ5（出演：山﨑萌絵。土曜 5:00 - 5:35）[630]
- 3日 - 財津南美のみなみなみ（出演：財津南美。日曜 6:25 - 6:45）[631]
- 7日（6日深夜） - ぼる部屋のご近所（出演：ぼる塾、細田めぐみ。木曜<水曜深夜> 0:30 - 1:00）[632]

ラブエフエム国際放送
- 2日 - SOUND CRUISE（出演：DJ POCKY。土曜 19:00 - 20:00）[633]
- 16日 - stickynote（第3・4・5土曜 7:30 - 8:00）[633]

CROSS FM
- 14日 - THE FOREVER YOUNG クニタケ ヒロキのRADIO FOREVER YOUTH（出演：クニタケヒロキ（THE FOREVER YOUNG）。木曜 21:00 - 21:30）[634]

エフエム福岡
- 1日 - Lunch Time SHOW Windows feat. 森保まどか（出演：森保まどか。金曜 12:00 - 12:30）[635]
- 7日 - ばってん少女隊のFMばってん放送局（出演：上田理子、クワハラタクヤ。木曜 20:25 - 20:55）[636]

大分放送
- 1日 - OBSアナウンサープレゼンツ『10000 Buzz Machine』（金曜 21:00 - 21:30）[566]

長崎放送
- 6日 - ガスタンクはお好きですか?（出演：儀間由里香。水曜 21:00 - 21:15）[637]
- 7日 - Happy Go Lucky!（出演：長岡和弘。木曜 21:30 - 22:00）[637]

エフエム長崎
- 5日 - 大石将太のおいしい無駄話（出演：大石将太。9:10頃〔Sunrise Station内〕）[638]
- 11日 - LAMP IN TERREN ランタンマルシェ（出演：LAMP IN TERREN。月曜 21:30 - 21:55）[639]

ラジオ沖縄
- 2日 - 今週のリスナーDJ!（土曜 7:50 - ）[640]
- 3日 - HoRookiesのゆんたくラジオ（出演：HoRookies。日曜 22:30 - 23:00）[641]

NRN
- 3日（2日深夜） - lyrical schoolのラジッパ（出演：lyrical school。日曜<土曜深夜> 3:15 - 3:30他）[642]

JFN
- 1日
  - クリープハイプ 尾崎世界観 声にしがみついて（出演：尾崎世界観（クリープハイプ）。）[643]
  - AI Not So Different（出演：AI。）[644]
- 2日
  - 鈴木愛理のEasy To Smile（出演：鈴木愛理。エフエム仙台 ほか）[624]
  - 篠原ともえMAKING（出演：篠原ともえ。エフエム高知ほか）[645]
- 3日 - My Style,Camp Life〜自分と向き合うくらし〜（出演：西村瑞樹（バイきんぐ）。岡山エフエム放送ほか）[646]

#### 2021年11月放送開始
エフエム・ノースウェーブ
- 2日（1日深夜） - みゆうのみゆうじっく（出演：みゆう。火曜<月曜深夜> 0:00 - 0:30）[647]
- 6日（5日深夜） - 岸本拓也の頭の中（出演：岸本拓也、ハイジ。土曜<金曜深夜> 0:30 - 1:00）[648]

文化放送
- 6日 - サッポロー番 presents 諏訪部順一のひとてまラジオ!!（出演：諏訪部順一。土曜 21:10頃 - 21:20頃〔A&G TRIBAL RADIO エジソン内〕）[649]

ニッポン放送
- 7日 - リポビタン for Sports presents 「The Deep」（出演：金子達仁、ゲスト（複数週連続出演））[650]

InterFM897
- 2日 - ザ・グレンリベット presents はじまりのおと（出演：田辺誠一。火曜 20:00 - 20:30）[651]
- 7日 - お店ラジオ supported by スマレジ（出演：三戸政和(事業投資家)、山本博士（株式会社スマレジ代表取締役）。日曜 21:00 - 21:30）[652]

大阪放送
- 4日 - MINT!KIKANT!!（出演：span!、株式会社ミントミュージックエンターテイメント所属アイドル。木曜 17:30 - 18:00）[653]

エフエム徳島
- 5日 - 新宝島 Phantom radio（出演：ジョージ、キャッシー、ヨーコ（蔭山洋子）。金曜 20:30 - 20:55）[654]

#### 2021年12月放送開始
岡山エフエム放送
- 2日 - STU48 沖侑果のあしたは金曜 supported by チャリ・ロト[655]

### 終了番組

#### 2021年2月放送終了
東北放送
- 25日 - サックスプレイヤー熊谷駿 ALL of JAZZ[656]

エフエム京都
- 28日 - HakubiのWEEKEND SHELTER[657]

#### 2021年3月放送終了
NHK-FM
- 18日 - ゆうがたパラダイス[658]

NHKラジオ第1放送
- 23日 - サンドウィッチマンの天使のつくり笑い[659]

北海道放送
- 28日 - オトキタradio[660]

STVラジオ
- 22日 - ブギ専ラジオ[38]
- 26日 - オハヨー!ほっかいどう[38]
- 27日
  - 函館発!恭子のスーパーステーション[38]
  - サタデーインフォメーション[38]
- 28日
  - 桜庭 和のSAKUラジオ[38]
  - 杜このみ“ふわり”うたの旅[38]
  - 聴いてくださいこの歌を[38]
  - 村岡啓介 フリースタイルサンデー[38]
  - イイ唄イロイロ歌謡曲[38]

エフエム北海道
- 27日 - 平成ノブシコブシ 魂のコブシ[382]
- 31日 - BBHF Talks[382]

IBC岩手放送
- 27日 - #げんまか?いまいか?…![661]
- 27日 - 川島有貴のRock This Town[662]

エフエム・ノースウェーブ
- 29日 - 蓮花Voice...[383]

エフエム岩手
- 31日 - 九戸村 ふるさと元気隊 政実(まさざね) くのへFM[663]

東北放送
- 17日 - 水曜日のアナウンス部[664]
- 22日 - …Love music[665]
- 25日 - ロジャー大葉のラジオな気分[666]

エフエム仙台
- 27日 - FUTURES 今村文彦の防災UPDATES![667]

秋田放送
- 25日 - 渡部絢也の音の見えるラジオ[668]
- 27日 - Saturday Drivin' Music[669]

山形放送
- 28日
  - ラジオで詰将棋[670]

エフエム山形
- 31日 - MAGIC[671]

TBSラジオ
- 25日（24日深夜） - うしろシティ 星のギガボディ[672]
- 25日 - D4DJ presents Peaky P-keyの最頂点Mix[673]
- 27日（26日深夜） - マイナビ Laughter Night 真空ジェシカのラジオ父ちゃん[391]
- 27日 - Be Style[674]
- 28日
  - （27日深夜）JUNKサタデー エレ片のコント太郎[31]
  - プレシャスサンデー
  - 松岡茉優 マチネのまえに[675]
  - 村上ゆきのスローリビング[676]

文化放送
- 26日
  - ラジオライブラリー「新・人間革命」[677]
  - なな→きゅう[24]
  - グッチ裕三（金田朋子）今夜はうまいぞぉ![678]
  - RADIO UnoZero[679]
- 27日（26日深夜） - 日野ミッドナイトグラフィティ 走れ!歌謡曲[28]
- 28日（27日深夜） - 上坂すみれの♡（はーと）をつければかわいかろう[680]
- 28日 - 岡副麻希のほくほくみゅ〜じっく[681]

ニッポン放送
- 7日（6日深夜） - AKIのオールナイトニッポン0(ZERO)〜eスポーツSP〜
- 21日 - 日曜競馬ニッポン[21][682]
- 24日 - Go!Go!WorldSoccer!![683]
- 25日 - 灯-mawali presents BOUSAI LIGHT HOUSE[684]
- 26日（25日深夜） - ミュ〜コミ+プラス[22]
- 28日
  - 中村こずえのSUNDAY HAPPY MAP[685]
  - 高橋みなみと朝井リョウ ヨブンのこと[686]
- 29日（28日深夜） - AKB48 2029ラジオ〜10年後の君へ〜[687]

InterFM897
- 27日
  - BEAMS TOKYO CULTURE STORY[688]
  - Just a Feeling supported by only in dreams[689]
  - Serendipity[690]
- 28日（27日深夜）
  - 岸本鮎佳&渋江譲二『艶っぽい夜』[691]
  - SLICE OF SEKAI[692]
- 30日 - #ババババンビって言えると!? RADIO[693]
- 31日（30日深夜） - Master My Dear[694]

エフエム東京
- 22日 - Perfume LOCKS![695]
- 25日
  - 賀来賢人 SUZUKI "KENTO'S CLUB"[696]
  - Eve LOCKS![697]
- 26日（25日深夜） - アイドラ男子夜会[698]
- 26日
  - Honda Smile Mission[699]
  - Wanna Know KOREA[700]
  - アレキサンド LOCKS![701]
- 27日
  - Ready Saturday Go[702]
  - ODAKYU SOUND EXPRESS[703]
- 28日（27日深夜）
  - 七海ひろき 七つの海への大航海[704]
  - マスメディアン妄想の泉[705]
  - U-nite![706]
- 28日 - LOVE UNITED[707]
- 30日 - ミセスLOCKS![708]
- 31日
  - TOKYO SLOW NEWS[709]
  - ヒゲダンLOCKS![710]

J-WAVE
- 31日 - ZAPPA[711]

アール・エフ・ラジオ日本
- 28日 - WEBERのうぇばラジ[712]
- 30日 - 鈴瑚と圭司のおっしゃる通り、ごもっとも2[713]

ベイエフエム
- 27日（26日深夜） - WAVE!! Brilliant Time[714]
- 28日 - WE ALL CAN BE CONNECTED. [715]
- 30日（29日深夜）
  - 絶対レディオ[716]
  - にゃんぞぬデシの鳴き語り[717]
- 31日 - POWER BAY MORNING[718]

エフエムナックファイブ
- 26日（25日深夜） - "w.o.d.サイトウタクヤのパジャマ de ラジオ"[719]
- 28日（27日深夜） - 手賀沼ジュンのウナンサッタリ・パンツ[720]
- 28日 - THE SONG OF MIND〜朝焼けのメロディー〜[721]
- 30日 - 松尾雄史Here's to you![722]
- 31日 - Nutty Radio Show THE魂[723][724]

横浜エフエム放送
- 28日
  - メラタデサンデー[725]
  - Lucky Me[726]
  - Z-BOUNCE[727]
- 31日（30日深夜） - NBCP[728]
- 31日 - E-ne!〜good for you〜[729]

エフエム栃木
- 26日 - polly pre.「Lifeforms」[424]
- 27日 - トキメキMORNING[730]
- 29日 - IZ*ONE本田仁美のWorld Get You[731]

エフエム群馬
- 23日 - 3時のカイシャイン[732]
- 26日 - 大谷ノブ彦 金曜ダイジョーブ![733]

新潟放送
- 26日
  - はや・すた[734]
  - 石塚かおりのゆうわく伝説[735]
- 28日 - ゲームさんとラジオ[736]
- 27日 - 大杉りさのRcafe[737]
- 28日 - TASKRADIC[737]
- 29日 - 志田愛佳のLuna×Mona[738]

富山エフエム放送
- 9日 - ラジオ紙芝居 木曽義仲と巴御前の生涯[739]

山梨放送
- 27日 - Doing[740]

エフエム富士
- 11日 - GIRLS GIRLS GIRLS =FULL BOOST=モーニング娘。'21のモーニングダイアリー[741]
- 27日 - Y's TOKYO[742]
- 28日
  - Beatree[743]
  - SUNDAY PUNCH★[744]
  - ラップオバケ オバケの休日[745]
- 31日（30日深夜） - 小此木麻里のsalon de MARI[746]
- 31日 - 茅原実里のミスサンシャイン[747]

CBCラジオ
- 25日（24日深夜） - delaの今夜もけったこぐ![748]
- 28日
  - ラジ和尚長谷雄蓮華のちょっとかけこみませんか[749]
  - 終活応援団 長谷雄蓮華の人生楽らくラジオ[749]

岐阜放送ラジオ
- 26日 - 岡本真夜 明日ハレルヤ![750]

ZIP-FM
- 28日 - DELIVER HARMONY[751]

静岡放送
- 20日 - バビンコイタイムズ[752]
- 26日 - UNIONEのSHIZUONATION[753]

静岡エフエム放送
- 27日（26日深夜）
  - 鈴木愛実のミレニアルバブル[754]
  - PLAYLIST 27 to 29[755]
- 28日 - ASOVIVA[756]
- 31日
  - K-mix Double Eyes[757]
  - K-mix FOOO NIGHT ピンソバ[758]

朝日放送ラジオ
- 26日 - 柴田・西森のぼちぼち金曜日![759]
- 27日（26日深夜） - やすよとともこのOFFMODE[760]
- 27日 - 土曜いそべ堂[761]

毎日放送
- 28日 - 茶屋町ヤマヒロ会議
- 29日 - 十川裕加 魔法のボイストレーニング[762]

大阪放送
- 26日（25日深夜） - 榎木淳弥・堀江瞬 エノホリック[763]

FM COCOLO
- 25日 - GO GO ゴンチチ[764]
- 31日 - PACIFIC OASIS[765]

エフエム大阪
- 28日（27日深夜） - つぼみ大革命のOSAKA DNA[766]

ラジオ関西
- 14日（13日深夜） - 日曜チョップラン[767]
- 21日（20日深夜） - 小野坂昌也の作家沼[768]
- 23日 - ラジオを作ろう!〜新人AD奮闘記〜[769]
- 26日 - 中村佑介の一期一絵[770]

兵庫エフエム放送
- 25日 - STU48石田みなみの虹色えんぴつ[771]
- 27日 - 117グループ ラヴィーナ&メゾンSTORY FOR TWO[772]

エフエム滋賀
- 24日 - ネッツトヨタ滋賀presentsAKB48チーム8 咲友菜ののnano濵[773]
- 26日 - chai[774]

京都放送
- 25日 - 女と男と木村のシャバダバ元気[775]
- 27日（26日深夜） - 増田俊樹・古川慎のごりやく☆研究所[776]

エフエム京都
- 28日
  - RADIO CHEERS!![777]
  - ヤバイTシャツ屋さんのWEEKEND SHELTER[778]

山陰放送
- 24日 - なまラテ[779]
- 28日 - 山陰あるあるラジオ（仮）[780]

山口放送
- 26日 - おはようKRY[371]
- 27日 - DO!ASA[371]

四国放送
- 22日 - 野口七海のなないろラジオ[781]
- 26日 - AKB48チーム8のこれを聴かんと眠れんよぉ〜!![782]

西日本放送
- 29日 - ラジオスローリー[783]

南海放送
- 22日 - やのひろみ★斉官昌伍のとりあえず生![784]

エフエム愛媛
- 28日 - 早見和真のリトルトーキョーはいらない[785]

九州朝日放送
- 27日 - 栗田善成の土曜娯楽版[786]

CROSS FM
- 27日（26日深夜）- 山本彩 カケル[787]
- 31日
  - BOUNCE BEAT[788]
  - Challengeラヂヲ[789]

エフエム福岡
- 31日 - 松隈ケンタのスクランブルロックシティ[790]

熊本放送
- 25日 - 週刊おやじ情報 クマモト[791]
- 28日 - チャーリー永谷のCOUNTRY SUNSHINE!![792]

大分放送
- 27日 - Dr.マーサーのおんがく散歩[793]

宮崎放送
- 28日 - 天尊降臨ヒムカイザーラジオ「ヒムラジ」[794]
- 27日 - JADDO[795]

エフエム鹿児島
- 26日 - ウィークリーポプカルタイム[796]

琉球放送
- 24日 - グルクンマスクと漢那邦洋のグルカン[797][798]
- 27日 - 嘉大雅のサタデーマグネット[799]

JFN
- 6日 - FUTURES 金子達仁 スポーツプラネット[800]
- 14日（13日深夜） - MDC【劇団スカッシュ】ミッドナイト・ダイバーシティー〜正気のSaturday Night〜[801]
- 25日
  - 中山優馬のRADIO CATCH[802]
  - LDH PERFECT YEAR 2020 RADIO[803]
- 30日 - FUTURES 松田卓也 SFからみるAIと人類の未来[804]
- 31日 - ニコラジパーク[805]

#### 2021年4月放送終了
エフエム栃木
- 1日 - B with you[806]

#### 2021年5月放送終了
エフエム福岡
- 27日 - HKT48 渡辺通り1丁目FMまどか 〜まどかのまどから〜[807]

#### 2021年6月放送終了
エフエム・ノースウェーブ
- 28日 - 月9ka![808]

TBSラジオ
- 27日（26日深夜） - ZonE[809]

ニッポン放送
- 21日 - DKKプレゼンツ DJ MIKIO 飯島勲 今夜も一緒に語りましょう!

InterFM897
- 28日
  - イオンウォーター presents トトノウラジオ[810]
  - 綺星☆フィオレナードのFIOReNIGHT![811]
  - BANZAI JAPANの日本満喫[812]
- 29日（28日深夜）
  - 「透色ってなにいろ?」 on InterFM[813]
  - #VMDJ (VTuber music DJ's)[814]

エフエム東京
- 27日（26日深夜） - 小野大輔 Delightful Days[815]

横浜エフエム放送
- 27日 - ねむいっす.com[816]

エフエム富士
- 30日 - GIRLS♥GIRLS♥GIRLS =RED ZONE= SUPER☆GiRLSの超絶☆夜ふかしタイム!!!![817]

エフエム佐賀
- 27日 - 佐賀がサガであるために[818]

エフエム沖縄
- 25日 - Sh＠re TIME[819]

#### 2021年7月放送終了
InterFM897
- 25日 - METAFM[820]

#### 2021年8月放送終了
エフエム東京
- 29日（28日深夜） - 高槻かなこのROYAL Night[821]

アール・エフ・ラジオ日本
- 26日（25日深夜） - ラジオ時事対談

#### 2021年9月放送終了
ラジオNIKKEI第1
- 25日 - ミュージックライフ・サタデー[570]

STVラジオ
- 24日 - 洋二と明石の無口な二人[93]

TBSラジオ
- 24日 - ドライバーズ・リクエスト
- 26日 - ラジオシアター〜文学の扉[822]

文化放送
- 25日 - 草野華余子の転生してもオタクでいたい[823]
- 26日 - SingerSongDriversの和気あいあい[824]
- 27日（26日深夜） - 女が音楽を始めるときはモテたいからじゃない[825]

ニッポン放送
- 18日 - サタデーミュージックバトル 天野ひろゆき ルート930[826]

InterFM897
- 26日 - music is music[827]

エフエム東京
- 25日
  - 日清MCTオイル presents 広瀬アリスのお散歩日和
  - 杉咲花のFlower TOKYO[828][94]
- 26日（25日深夜）名渡山遼のウクレレテラス[829]
- 26日
  - サンデーNAVI[830]
  - エバラ Camp Station おいしいノアソビ[831]
- 30日
  - 峯岸みなみのやっぱり今日も褒められたい[832]
  - ジュグラーの波〜澤と美音のまるっと経済学〜[833]

J-WAVE
- 25日（24日深夜）
  - Spotify HYPNOSIS WAVE[834]
  - CREADIO[835]
- 25日
  - SEASONS[836]
  - SHIBUYA DESIGN[837]

ベイエフエム
- 30日（29日深夜） - 今夜、咲良の木の下で[838]

横浜エフエム放送
- 25日（24日深夜） - STAY GOLD[839]
- 25日 - ヨコハマウォーカーラジオ[840]

茨城放送
- 24日 - 茨城放送ダイナミックナイター[841]
- 25日 - 新日本プロレスpresentsプロレス聴こうぜ![842]

山梨放送
- 21日 - NYTナイト♪セッション[843]

エフエム富士
- 16日 - GIRLS GIRLS GIRLS =RED ZONE=全力少女Rの愉快で不思議な少女たちでR[844]
- 30日
  - SILENT SIRENの10歳祭ラジオ[845]
  - GIRLS GIRLS GIRLS =flying high=CYNHNの歌いまスウィーニー[846]

東海ラジオ放送
- 26日（25日深夜） - 水雲-MIZMO-のみんなずっともっと[847]

エフエム愛知
- 24日 - 次世代型コミュニティ AGARU[848]

朝日放送ラジオ
- 20日 - Monday! SPORTS - JAM[849]
- 21日 - 森脇健児のケンケン・ゴウゴウ![91]
- 23日 - よなよな…
- 24日 - 下埜正太のショータイムレディオ
- 25日（24日深夜） - with you
- 26日 - 全力投球!!妹尾和夫です。サンデー
- 27日（26日深夜） - 村上信五の週刊!関ジャニ通信[850]

MBSラジオ
- 15日（14日深夜） - Aマッソの両A面[851]
- 27日（26日深夜） - 鞘師里保と○○と[852]
- 28日（27日深夜） - オレたちやってマンデー[853]

大阪放送
- 25日 - あみるのママで[854]

ラジオ関西
- 26日 - MUSIC LIFE GARDEN
- 27日 - 週明けクマチャンネル

兵庫エフエム放送
- 3日 - RADIVEGAS[855]

エフエム滋賀
- 26日 - 滋賀日産presents"S"traction[856]

岡山エフエム放送
- 24日 - WEEKEND PARADISE[857]

九州朝日放送
- 25日 - 久米ゆきのモーニングミュージック[858]

NBCラジオ佐賀
- 20日 - radio FREAK[859]
- 24日 - ただいま、ラジオ。[860]

エフエム沖縄
- 26日 - スクリーンへの招待[861]

JFN
- 26日（25日深夜） - 声優NOTE[862]
- 27日 - UNISON SQUARE GARDENの機材車ラジオ[863]
- 30日 - simple style -オヒルノオト-[864]

#### 2021年10月放送終了
文化放送
- 30日 - あのね、うみね、ましろもね。[865]

InterFM897
- 28日 - 真田・森田のPIZZA WAVE[866]
- 30日 - 表参道Ao presents Oshare Life[867]

エフエムナックファイブ
- 1日（9月30日深夜） - 空のシタFAMILIAの夜更かしFAMILIA[868]

MBSラジオ
- 1日
  - レイディオ・ゴー!
  - 子守康範 朝からてんコモリ![106]
- 3日 - 子守康範 日曜どないSHOW

ラジオ沖縄
- 1日 - らぶゆ〜おきなわ[869]

#### 2021年11月放送終了
InterFM897
- 24日 - Community Diver[870]

岡山エフエム放送
- 24日 - STU48のもしもし?[871]

#### 2021年12月放送終了
InterFM897
- 1日（11月30日深夜） - ゆいまるとすこしだけ、よふかし。 [872]

CBCラジオ
- 27日 - SKE48 観覧車へようこそ!!　[873]

### 再開番組
岐阜放送ラジオ ほか
- 3月29日 - 岡村孝子 あの頃ミュージック（出演：岡村孝子）[874]

エフエム東京
- 4月5日 - GIRLS LOCKS!（出演：山之内すず（第1週目）、森七菜（第2週目）、上白石萌歌（第3週目）、景井ひな（第4週目）。月 - 木曜 22:15 - 〔SCHOOL OF LOCK!内〕）[402]

CBCラジオ
- 10月19日 - ゆるよる（出演：三浦優奈（火曜）、アホロートル（水曜）、町田こーすけ（木曜）。火 - 木曜 19:00 - 21:00）

朝日放送ラジオ
- 9月27日 - ABCミュージックパラダイス（出演：福井治人、田淵麻里奈（月曜）、北條瑛祐、中嶋イッキュウ（tricot）（火曜）、北村真平、リコ（ヤユヨ）（水曜）、増田紗織、Rover（ベリーグッドマン）（木曜）、津田理帆、下埜正太（金曜）。月 - 金曜 22:00 - 翌 0:30）[99]

京都放送
- 9月30日 - ネイビーズアフロのラジオにセント（出演：ネイビーズアフロ。木曜 19:30 - 21:00） [875]

MBSラジオ
- 10月4日 - MBSヤングタウン（出演：若月佑美、工藤遥（月曜）、オーイシマサヨシ（火曜）、Aぇ!group（水曜）、Aマッソ（木曜）。月 - 木曜 22:00 - 23:30）[876]
- 10月7日 - 茶屋町ヤマヒロ会議（出演：山本浩之、山本量子。木曜 15:00 - 17:43）

文化放送
- 10月28日 - らくごのデンパR（リターンズ）（出演：橘家文吾 ほか。木曜 20:3頃〔カラフルオセロ内〕）[877]

NHKラジオ第1放送
- 10月30日 - 古家正亨のPOP☆A（出演：古家正亨。土曜 14:05 - 15:55）[133]

## 番組名改題
文化放送
- 3月29日より
  - 『氷川きよし 限界突破RADIO』（『氷川きよし節』から改題）[36]
- 4月5日より
  - 『秋元真夏(乃木坂46) 卒業アルバムに1人はいそうな人を探すラジオ サンデー』（『卒業アルバムに1人はいそうな人を探すラジオ』から改題）[878]
- 10月3日より
  - 『Miss DJリクエストパレード360』（『ミスDJリクエストパレード〜8116サンデーアップ!』から改題）[879]
  - 『シャングリラ』（『Society5.0 香格里拉』から改題、放送枠移動）[115]

山口放送
- 3月29日より
  - 『お昼はZETTAI ラジTIME』 （『お昼はZENKAI ラヂオな時間』から改題）[371]

朝日放送ラジオ
- 4月2日（1日深夜）より
  - 『増田紗織とつばきファクトリー岸本ゆめのと秋山眞緒の音バズ』（『増田紗織とゆりめりの音バズ』から改題）[880]
- 9月29日（28日深夜）より
  - 『増田沙織とボイメン大阪研究生の音バズ』（『増田沙織とつばきファクトリー岸本ゆめのと秋山眞緒の音バズ』から改題）[881]

InterFM897
- 4月5日より
  - 『アルテミスの翼のアルツバ放送局』（『アルテミスの翼のアイドル一年生』から改題）[401]
- 10月4日より
  - 『MUSIClock with THE FIRST TIMES』（『MUSIClock』から改題）[592]

MBSラジオ
- 4月7日より
  - 『増田貴久・中丸雄一のますまるらじお』（『ますますらじお』から改題）[69]

STVラジオ
- 4月3日（2日深夜）より
  - 『LIVE HOUSE タムラジオ』（『田村次郎のTAMURADIO』から改題）[38]
- 4月4日より
  - 『イイ加減にしろっぷサンデー』（『しろっぷのいい加減にしろっぷ!』から改題）[38]

ニッポン放送
- 4月3日（2日深夜）より
  - 『霜降り明星のオールナイトニッポン』（『霜降り明星のオールナイトニッポン0(ZERO)』から改題）
  - 『三四郎のオールナイトニッポン0(ZERO)』（『三四郎のオールナイトニッポン』から改題）

ベイエフエム
- 4月3日より
  - 『7時からドットコム』（『6時からドットコム』から改題）[882]

エフエムナックファイブ
- 4月4日より
  - 『松岡昌宏の彩り埼先端』（『TOKIO WALKER』から改題）[883]

エフエム富士
- 4月4日より
  - 『木全寛幸(SOLIDEMO)のNOW PLAYING』（『SOLIDEMOのNOW PLAYING』から改題）[884]
- 4月6日より
  - 『タイムちゃん』（『タイムマシーン3号 俺たちの穴!』から改題）[885]

CROSS FM
- 4月4日より
  - 『OMOLO SUNDAY』（『Challenge ラヂヲ Sunday』から改題）[886]

ラブエフエム国際放送
- 4月4日より
  - 『＃てぃんぴー』（『Teenage Peeps』から改題）

北海道放送
- 4月5日（4日深夜）より
  - 『アニメロティック 第2期』（『アニメロティック』から改題）[344]

エフエム北海道
- 4月5日より
  - 『スパクル!! 〜cool beats & pop life〜』（『Sparkle Sparkler』から改題）[382]

横浜エフエム放送
- 4月5日より
  - 『スピラ・スピカ幹葉のStarry Forest』（『Tresen』内）（『スピラ・スピカ 笑顔モリモリらじお』から改題）[887]
- 4月6日（5日深夜）より
  - 『D4DJ フローラルトゥナイト』（『D4DJ presents 燐舞曲の「今宵、海を見つめて」』から改題）[888]

大分放送
- 4月11日より
  - 『ヨル★STAGE』（『めざせトータル100万フォロワー!4KアイドルRADIO』から改題）[889]

RKB毎日放送
- 9月27日より
  - 『オトナビゲーションZ』（『オトナビゲーション』から改題）[890]
- 10月1日より
  - 『立川生志 金サイト』（『立川生志 金曜日のインサイト』から改題）[891]

長崎放送
- 10月1日より
  - 『ひるかラ』（『ひるかラ!MIX』から改題）[注 25]

CBCラジオ
- 10月2日より
  - 『太廊のジョブナイ』（『工作太朗のジョブナイ』から改題）[607]

ラジオ沖縄
- 10月2日より
  - アニメ魂のラジオ アニ魂（『タマアゲSunday』から改題）[892]

エフエム東京
- 10月3日より
  - 『キリン一番搾り presents 音で旅するビールとわたし 〜音旅〜』（『キリン全国パーソナリティ 『#これが私のこだわりリレー』』から改題）[638]
  - 『ももいろクローバーZのSUZUKIハッピー・クローバー!TOP10』（『ももいろクローバーZのSUZUKI ハッピー・クローバー!』から改題）[638]
- 11月5日より
  - 『星のドラゴンクエスト presents 日向坂46 佐々木美玲のホイミーぱん』（『星のドラゴンクエスト presents 日向坂46 小坂菜緒の『小坂なラジオ』』から改題）[893]

山形放送
- 4月4日より
  - 『re:にじぽり 的な感じ』（オタク捜索 2次元ポリス 〜妄想大捜査線〜[894]）[895]

## 期間限定番組
- 1月1日（2020年12月31日深夜） - 、増田紗織とゆりめりの音バズ（朝日放送ラジオ、出演：増田紗織、ゆりめり）※3か月限定[896]
- 1月2日 - 3月27日、わーすた 三品瑠香の推しがいればそれでいい。（文化放送〔A&Gリクエストアワー 阿澄佳奈のキミまち!内〕、出演：三品瑠香（わーすた））[897][898]
- 1月3日（2日深夜） - 6月28日、ナニモノ!（文化放送、日曜<土曜深夜> 3:30 - 4:00）[2]
- 1月3日 - 3月28日、倉科カナのかなラジ! feat. 〜映画「女たち」〜（ニッポン放送、出演：倉科カナ、前島花音。日曜 18:50 - 19:00）
- 1月4日（3日深夜） - 3月29日（28日深夜）、アサルトリリィ ラジオガーデン ‐GROWING‐（TBSラジオ、出演：井澤美香子、高橋花林。月曜<日曜深夜> 1:00 - 1:30）[899]
- 1月6日 - 6月23日、E∞Tracks Selection Reiのギタレディオ（エフエム大阪、出演：Rei。隔週水曜 19:30 - 20:00）※6か月限定[900]
- 1月6日 - 3月24日 ZOOM IN KANSAI（エフエム京都・エフエム大阪・兵庫エフエム放送、出演：寺田有美子、下埜正太、寺田もか。水曜 12:40 - 12:50）[901]
- 1月13日 - 6月30日、E∞Tracks Selection Seven Billion Dots まさふみといっしょ!（エフエム大阪、出演：Masafumi（seven billion dots）。隔週水曜 19:30 - 20:00）※6か月限定[900]
- 3月2日 - 3月30日、Myuk 魔法の時間（CROSS FM、出演：Myuk。火曜 23:00 - 23:30）※1か月限定[902]
- 3月3日 - 3月31日、神サイの魂が震えとーばい（エフエム福岡、出演：神はサイコロを振らない。水曜 21:00 - 21:30）※1か月限定[903]
- 3月4日 - 4月1日、Continue〜つなぐ10年、つづく10年〜（TBSラジオ、出演：崎山敏也（TBSラジオ記者）、篠原梨菜。木曜 17:50 - 18:00）※1か月限定[904]
- 3月5日 - 3月26日、CARRY MY BESTIE PRESENTED BY STARBUCKS® CHILLED CUP（InterFM897、出演：亀田誠治。金曜 16:00 - 17:00）※1か月限定[905]
- 3月18日 - 4月9日、Spotify Premium「Music x Culture」（出演：井出大介、Licaxxx。木 - 金曜 12:00 - 13:00）※全8回[906]
- 4月3日（2日深夜） - 9月予定、25週後に終わるラジオ（エフエム・ノースウェーブ、出演：Lalami。土曜<金曜深夜> 0:30 - 1:00）[907]全25回
- 4月3日 - 6月26日[908]、木野日菜のradioclub.jp（ラジオ関西、出演：木野日菜。土曜 19:30 - 20:00）※3か月限定
- 4月3日 - 6月26日、柏原竜二の文化放送サブカル会（文化放送、出演：柏原竜二。土曜 20:05 - 〔『A&Gリクエストアワー 阿澄佳奈のキミまち!』内〕）[909]
- 6月21日（20日深夜） - 9月27日（26日深夜）、竹村哲のアキラめないで!（アール・エフ・ラジオ日本、出演：竹村哲。月曜<日曜深夜> 1:00 - 1:30）※全15回[910]
- 7月7日 - 、E∞Tracks Selection〜SUPER★DRAGONのこんな僕たちどうですか?（エフエム大阪、出演：SUPER★DRAGON。隔週水曜 19:30 - 20:00）※6か月限定[911]
- 7月14日 - 、E∞Tracks Selection〜she9です、よろしく!（出演：she9。隔週水曜 19:30 - 20:00）※6か月限定[911]
- 7月20日 - 8月8日、TOKYO SPORTS TODAY（ニッポン放送、出演：ニッポン放送スポーツ部アナウンサー。毎日17時台 - 19時台で編成）
- 10月11日（10日深夜） - 、PARADISESの大事なラジオ（エフエムナックファイブ、出演：PARADISES。第1 - 3月曜<日曜深夜> 0:30 - 1:00）※3か月限定[912]
- 10月22日（ネット局は10月1日） - 2022年3月18日、安東弘樹 Let’s Go Friday（ニッポン放送、出演：安東弘樹、田中美和子。金曜 17:30 - 20:00）[110]
- 10月23日 - 2022年3月26日、高嶋ひでたけ・森田耕次のキニナル・サタデー（ニッポン放送、出演：高嶋ひでたけ、森田耕次。土曜 17:40 - 19:00）[110]
- 10月23日（ネット局は10月2日） - 2022年3月26日、なにわ男子のオールナイトニッポンPremium（ニッポン放送、出演：なにわ男子。土曜 19:00 - 21:00）[913]
- 10月25日（24日深夜）[914] - 無期限[注 26]、ダイアンのラジオさん（朝日放送ラジオ、出演：ダイアン。月1回・日曜深夜を軸に不定期放送）
- 10月27日（ネット局は9月28日） - 2022年3月23日、鶴光の噂のゴールデンリクエスト（ニッポン放送、出演：笑福亭鶴光、田中美和子（火・水曜のみ）。火・水・木曜 17:30 - 20:30）[132][110]
- 11月3日 - 、くりえみの水曜日のわがままシンデレラ（InterFM897、出演：くりえみ。水曜 23:30 - 翌0:00）[915]
- 11月4日（3日深夜） - 川崎鷹也の365ラジオ（InterFM897、出演：川崎鷹也。木曜<水曜深夜> 0:00 - 1:00）[916]

## 特別番組

### 1月放送
- 1日
  - 藤井聡太 芝野虎丸 新春対談〜令和の勝負師語る〜（ニッポン放送、11:00 - 12:00。出演：藤井聡太、芝野虎丸、美村里江。）
  - 新春スペシャル ドクターコパの開運ラジオ2021（ニッポン放送、12:00 - 13:00。出演：ドクターコパ、熊谷実帆、辺見廣明（株式会社ファブリック代表取締役、元青島幸男東京都知事特別秘書）、東亜樹（歌手）、戸塚圭介（音楽健康協会代表理事）、竹花則幸（第一興商取締役兼上席執行役員）。）[917]
  - ショウアップナイター55周年スペシャル “55!! みんなのプロ野球”（ニッポン放送、15:30 - 16:40。出演：松井秀喜、師岡正雄。）[917]
  - ほろよいイブニングトーク 新春スペシャル（ニッポン放送、17:00 - 18:00。出演：松本秀夫、春風亭一之輔、宇垣美里、知念里奈。）
  - 森田健作の青春の勲章はくじけない心（ニッポン放送、18:00 - 19:00。出演：森田健作、北芝健、田中美和子。）
  - NEW YEAR PARTY PROGRAM ULTRA MEGA SPECIAL DA J!!（ZIP-FM、23:30 - 翌1:00。出演：ジェイムス・ヘイブンス。）[918]
- 2日（1日深夜） - 浜辺美波のオールナイトニッポン（ニッポン放送、1:00 - 3:00。出演：浜辺美波。）[919]
- 2日
  - ニッポン放送 「石原慎太郎・亀井静香 新春 甘辛放談」（ニッポン放送、17:30 - 18:15。出演：石原慎太郎、亀井静香、森田耕次。）
  - 専門家が緊急提言! 2021年新型コロナウイルスに克つ!（ニッポン放送、18:15 - 19:00。出演：川上浩一（国立遺伝学研究所教授）、大井洋（大井内科クリニック副院長）、伊藤隼也、遠藤竜也。）
- 3日
  - 令和に復活!コサキンDEワァオ!です、40周年です!ワァオ（TBSラジオ、15:00 - 17:00。出演：関根勤、小堺一機。）[920]
  - 菅義偉総理大臣・櫻井よしこ新春対談（ニッポン放送、11:00 - 12:00。出演：菅義偉、櫻井よしこ、森田耕次。）
  - 二宮清純 2021年日本のスポーツ大予測（ニッポン放送、14:30 - 15:00。出演：二宮清純他。）
- 4日（3日深夜） - ハイ!SPEEDで行こう!2021（ニッポン放送、1:00 - 2:00。出演：島袋寛子、伊秩弘将。）[921]
- 11日 - 音で聴くAT-X 濃いめヤバめなアニソン300分!（ラジオNIKKEI第2、19:00 - 翌0:00。ナビゲーター：ひかわ彰人（ラジオNIKKEIアナウンサー）、中村瞳子。コメント出演：片霧烈火、KOTOKO、たかはし智秋、橋本みゆき、Faylan、美郷あき、eufonius、yozuca*。）[922]
- 17日 - ダイソースペシャル 原晋のふるさとおしゃべり駅伝（中国放送、12:00 - 14:00。出演：原晋、増田明美、森脇健児、相澤晃、鶴崎修功、一柳信行、田村友里。）[7]

### 2月放送
- 15日（14日深夜） - たき火特番〜1年ぶりです。リアルに飢えたアナタにおくります。去年以上にASMRを使い倒してよりリアルな音に迫ってみた件。たき火再び2021（ニーマルニーイチ）スペシャル〜（文化放送、2:00 - 3:30。）
- 16日 - 18日 - 帰ってきた!清水ミチコのミッチャン・インポッシブル 卒業ソングベスト20大作戦（ニッポン放送、各日21:00 - 21:40。出演：清水ミチコ、飯田浩司。）
- 21日 - NEWSのオールナイトニッポンPremium（ニッポン放送、17:40 - 21:20。出演：NEWS。）

### 3月放送
- 1日（2月28日深夜） - ステージ4でステージに勃つ〜イノマーと青春パンクロック〜（エフエム東京、2:00 - 4:00。出演：江頭2:50、峯田和伸、綾小路翔、サンボマスター、コザック前田（ガガガSP）ガンガン&オノチン（オナニーマシーン）、さかた校長。）[923]
- 4日 - 上野の春の風物詩、クラシック音楽の祭典 東京・春・音楽祭スペシャル 2021（TBSラジオ、22:00 - 23:00。出演：堀井美香、山田五郎、鈴木幸一。）[924]
- 8日
  - アクションSDGs 〜この地球、子どもに残せますか?（ニッポン放送、11:00 - 13:00。出演：剛力彩芽、国谷裕子、田中直樹（ココリコ）。）[16]
  - ファーストVOICE〜あなたの声を聴かせてください（ニッポン放送、22:00 - 翌0:53。出演：ファーストサマーウイカ他。）[16]
- 12日 - 在阪ラジオ6局共同番組 新しい生活様式でのエンターテインメントを考える オワラナイ ウタヲ ウタオウ（毎日放送、朝日放送ラジオ、大阪放送、エフエム大阪、FM802、FM COCOLO、20:00 - 20:55。出演：あいはら雅一（メッセンジャー）、大塚由美、桂紗綾、大抜卓人、藤川貴央、野村雅夫。）[19]
- 20日 - 第40回毎日カルチャースペシャル 春風の飛鳥の道ラジオウォーク 〜謎の石造物とラジオウォークの思い出を巡る〜（毎日放送、11:30 - 16:00。出演：浜村淳、猪熊兼勝、上野誠、柏木宏之、上田悦子、福本晋悟。）[20]
- 23日 - 陣内智則 New Chapters（ニッポン放送、18:00 - 19:00。出演：陣内智則、吉村崇（平成ノブシコブシ）。）
- 29日 - 石井亮次と福島暢啓のフダンギダンギ。（毎日放送、20:00 - 20:55。出演：石井亮次、福島暢啓、やきそばかおる。）

### 4月放送
- 19日（18日深夜） - 寝息特番〜文化放送アナウンサーの寝息を90分間お届け。寝言も活舌がいいのか気になる件（文化放送、2:00 - 3:30。出演：高橋将市、西川文野、坂口愛美、松井佐祐里。）[925]
- 19日
  - Travis JapanのオールナイトニッポンPremium（ニッポン放送、17:40 - 20:00。出演：Travis Japan。）
  - 清水ミチコと垣花正 MANE&MELODY（ニッポン放送、20:00 - 21:50。出演：清水ミチコ、垣花正。）
- 23日 - さだまさしのオールナイトニッポンGOLD（ニッポン放送、22:00 - 翌0:00。出演：さだまさし、倉本聰。）
- 29日
  - ホリデースペシャル WE LOVE YAZAWA 〜3 BODY'S NIGHT RADIO〜（ニッポン放送、13:00 - 14:00。出演：天野ひろゆき（キャイ〜ン）。）
  - ホリデースペシャル ネトフリアニメpresents吉田尚記のFUKABOLIX（ニッポン放送、14:00 - 15:00。出演：吉田尚記。）
  - ナイタースペシャル 日比谷音楽祭2021 on Radio（ニッポン放送、19:00 - 20:00。出演：亀田誠治、吉田尚記他。）
  - ナイタースペシャル エイトブリッジのちょっと聴いてミテッチ（ニッポン放送、20:00 - 21:00。出演：エイトブリッジ。）
  - bayfm HOLIDAY SPECIAL「New Normal，New Style〜未来のカタチ」（ベイエフエム、13:00 - 15:51。出演：森久保祥太郎、小尾渚沙。）

### 5月放送
- 3日
  - さだまさしの「しつもん丼」（文化放送、9:00 - 10:55。出演：さだまさし、寺島尚正。）
  - 母の詩2021〜母の日によせて〜（文化放送、11:00 - 12:55。出演：野村邦丸、水谷加奈、鈴木純子、横山だいすけ、鈴木あきえ。）
- 4日 - ホリデースペシャル 南野陽子 今日はナンノ日っ!2021 （ニッポン放送、13:00 - 15:00。出演：南野陽子、せいや（霜降り明星）。）[926]
- 5日 - ナイタースペシャル こどもに読んでもらいたい本を声に出して読んでみた（ニッポン放送、20:30 - 21:00。出演：小芝風花。）
- 6日
  - （5日深夜）くりぃむしちゅーのオールナイトニッポン（ニッポン放送、1:00 - 3:00。出演：くりぃむしちゅー。）
  - 倉科カナのかなラジ! feat. 〜映画『女たち』〜公開記念スペシャル（ニッポン放送、19:00 - 20:00。出演：倉科カナ、前島花音。）[927]
- 12日 - ますだおかだ・岡田圭右とアンタッチャブル・柴田英嗣のおかしば（文化放送、20:00 - 21:00。出演：岡田圭右（ますだおかだ）、柴田英嗣（アンタッチャブル）。）

### 6月放送
- 6日 - RSK新館 こども探検隊 6つの謎を解け?（RSK山陽放送、10:00 - 12:00。）[70]
- 14日（13日深夜） - とんかつ特番 feat.秋元真夏（乃木坂46）〜「国民の嫁・秋元真夏」がファン全員にとんかつをひたすら作り続ける音をお届けしてみた。本人は一切しゃべりませんのでご了承いただけますと幸いですSP〜（文化放送、2:00 - 3:30。）
- 17日 - 「鬼滅の刃」のオールナイトニッポンGOLD（ニッポン放送、22:00 - 翌0:00。出演：花江夏樹、下野紘。）
- 19日 - 内海光司と佐藤アツヒロのオールナイトニッポンPremium（ニッポン放送、18:00 - 21:10。出演：内海光司、佐藤アツヒロ。）
- 20日 - Aぇ! groupのオールナイトニッポンPremium（ニッポン放送、18:00 - 21:20。出演：Aぇ! group。）
- 22日（21日深夜） - シン・エヴァンゲリオンのオールナイトニッポン（ニッポン放送、1:00 - 3:00。出演：荘口彰久、緒方恵美、林原めぐみ、宮村優子、坂本真綾、三石琴乃、山口由里子、立木文彦、清川元夢、関智一、岩永哲哉、岩男潤子、長沢美樹、沢城みゆき、山寺宏一、鶴巻和哉、前田真宏。）
- 24日 - 中元日芽香の「な」（文化放送、20:00 - 21:00。出演：中元日芽香。）

### 7月放送
- 20日 - キリン一番搾り presents 三木鶏郎とニッポン放送（ニッポン放送、18:30 - 20:30。出演：高田文夫、箱崎みどり、泉麻人、鈴木慶一。）

### 8月放送
- 9日 - 橋本愛の、ここにしかないどこかへ（MBSラジオ、20:00 - 20:55。出演：橋本愛。）[80]
- 29日 - なおみあき星と愛の時間（新潟放送、16:30 - 17:00。出演：なおみあき。）[928]

### 9月放送
- 6日（5日深夜） - 夏の湯けむり特番〜今年も暑いし、まだまだ帰省もできないし、夏の温泉に癒しを求めて一人山に登ったらサイコーだった件〜（文化放送、2:00 - 3:30。）
- 6日 - THE ALFEEのオールナイトニッポンPremium（ニッポン放送、20:00 - 21:50。出演：THE ALFEE。）
- 9日 - A&G 超RADIO SHOW〜アニスパ!〜（文化放送、19:00 - 21:00。出演：鷲崎健、浅野真澄、佐倉綾音。）[86]
- 13日 - ニッポン放送ショウアップナイタースペシャル ありがとう「ミスター・ショウアップナイター」 深澤弘さんを偲んで（ニッポン放送、22:00 - 23:00。出演：松本秀夫、江本孟紀、高嶋秀武他。）[87]
- 18日（17日深夜） - 内村光良のオールナイトニッポン（ニッポン放送、1:00 - 3:00。出演：内村光良。）[90]
- 20日 - 文化放送クロニクル70（文化放送、11:00 - 15:30。出演：太田英明、坂口愛美、松井佐祐里、山田弥希寿、川中美幸、千倉真理、菊池桃子。）
- 25日 - 一緒にアクション!SDGs 〜できることから、はじめませんか?（ニッポン放送、13:00 - 16:00。出演：羽田美智子他。）
- 26日 - 聴く防災訓練 〜もしもに、いい。 ラジオ〜 supported by TOYOTA AQUA（JFN系列38局ネット、13:00 - 13:55。出演：ユージ、吉田明世。）[227]

### 10月放送
- 18日（17日深夜） - 腹太鼓特番〜日本一良い音がするお腹を叩いてみたらどんな音がするのか気になる件〜（文化放送、2:30 - 3:30。）
- 18日 - 松田聖子のオールナイトニッポンPremium（ニッポン放送、20:00 - 21:50。出演：松田聖子、垣花正。）
- 24日（23日深夜） - 水卜麻美のオールナイトニッポン0(ZERO)（ニッポン放送、3:00 - 4:50。出演：水卜麻美。）[131]

### 11月放送
- 3日 - もっと一緒に!ラジオde浜祭スペシャル（文化放送、9:00 - 18:45。出演：野村邦丸、浅野真澄、武田鉄矢、サーヤ（ラランド）、佐久間大介（Snow Man）、寺島拓篤、大竹まこと、伊東四朗、壇蜜、いとうあさこ、吉田照美、オテンキのり他。）[134]
- 23日 - TOKYO FM ホリデースペシャル たまごっち25しゅーねんBINGO!!!〜ヒットソングをかけまくるだっち!〜（エフエム東京、11:30 - 16:50。出演：遠山大輔（グランジ）、Ado、ハマ・オカモト（OKAMOTO'S）、ハナコ、木村柾哉・藤牧京介・佐野雄大（INI）、NiziU。）[138]

### 12月放送
- 13日（12日深夜） - 雪山特番〜冬本番の雪山の新雪の音をお届けしたいのですが、まだロケには行きづらいので片栗粉で再現してみた件〜（文化放送、2:30 - 3:30。）
- 13日 - 今年の顔も総登場!?清水ミチコのミッチャン・インポッシブル クリスマスソングベスト20大作戦（ニッポン放送、18:00 - 20:00。出演：清水ミチコ、飯田浩司。）
- 13日 - 17日 - BTS マイ・ベスト・リクエスト（ニッポン放送、20:00 - 21:40（13日のみ21:50）。出演：宮崎美穂（AKB48、13日）、斎藤司（トレンディエンジェル、14日）、古家正亨（15日）、磯野貴理子（16日）、塚地武雅（ドランクドラゴン、17日）。）
- 19日 - 星ひとみのオールナイトニッポンPremium（ニッポン放送、20:00 - 21:40。出演：星ひとみ。）
- 24日 - ＃何かがはじまる感謝祭（TBSラジオ、8:30 - 17:50。出演：赤江珠緒、田中裕二（爆笑問題）、外山惠理、大沢悠里、ナイツ、六代目神田伯山、空気階段、毒蝮三太夫、かまいたち、ジェーン・スー、太田光（爆笑問題）、岩井勇気（ハライチ）、荻上チキ、武田砂鉄、南部広美、遠藤泰子、荒川強啓、宮台真司、青木理、神保哲生、麻木久仁子他。）[141]
- 27日 - オールナイトニッポンGOLD〜劇場版 呪術廻戦 0 SP〜（ニッポン放送、22:00 - 翌0:00。出演：緒方恵美、花澤香菜、中村悠一、櫻井孝宏、荘口彰久。）
- 28日
  - 伊藤万理華 my cue to run!（文化放送、19:15 - 20:00。出演：伊藤万理華。）
  - ショウアップナイタースペシャル おめでとうヤクルトスワローズ 20年ぶり悲願の日本一!（ニッポン放送、17:30 - 18:30。出演：煙山光紀、高津臣吾、村上宗隆。）
  - 劇団ひとりと鈴木保奈美のオールナイトニッポンGOLD〜浅草キッドスペシャル〜（ニッポン放送、22:00 - 翌0:00。出演：劇団ひとり、鈴木保奈美。）
- 29日
  - 伝説の作曲家 すぎやまこういち（文化放送、19:15 - 21:00。出演：豊田萌絵、太田英明、宮川彬良、伊藤賢治。）[143]
  - 笑福亭仁鶴 最後の楽書き帖（朝日放送ラジオ、19:30 - 21:00。出演：伊藤史隆、加藤明子、笑福亭仁智。）[144]
- 30日 - アルコ&ピース酒井健太と日向坂46影山優佳の『あなたの地域にゲーゲンプレス!!』（TBSラジオ、22:00 - 23:30。出演：酒井健太（アルコ&ピース）、影山優佳（日向坂46）。）[146]
- 31日
  - さだまさしカウントダウンスペシャルin 国技館 〜きタイガーいっぱい（期待がいっぱい）!2022 風に立つ虎になりタイガー!〜（文化放送、22:30 - 翌0:30。出演：さだまさし、寺島尚正。）
  - 中山秀征 親から子へ歌い継ぎたい バトンソングスリクエスト（ニッポン放送、14:00 - 16:00。出演：中山秀征、前島花音。）

### 1年間で複数回放送された、または放送予定の特番
- 1月11日、3月20日、5月5日、7月22日、9月23日、11月23日
  - キユーピー・メロディホリデー（文化放送、11:00 - 12:54。出演：鈴木純子。）[929]
- 2月15日[注 27][14]、6月14日[注 28]、10月24日[注 29]
  - 明石家さんま オールニッポン お願い!リクエスト（ニッポン放送[注 30]。出演：明石家さんま、増山さやか。）
- 10月27日、11月24日、12月22日
  - コウテイ競馬談義（ラジオNIKKEI第1放送、各日20:00 - 20:40。出演：コウテイ。）[930]

### 主なレギュラー番組のスペシャル版
- 1月11日 - MAXIMUM POWER ROCK TODAY（ベイエフエム、13:00 - 20:52。出演：伊藤政則。）
- 2月23日
  - TOKYO FM ホリデースペシャル YKK AP presents 皆藤愛子の窓café 〜窓辺でcafé time〜（エフエム東京、11:30 - 14:55。出演：皆藤愛子、中田花奈、夏川りみ、笠井信輔。）
  - ニッポン放送ホリデースペシャル 河北麻友子のマユコレ!増刊号（ニッポン放送、13:00 - 15:00。出演：河北麻友子、熊谷実帆、桐谷美玲他。）
- 5月5日 - ナイツザ・ラジオショー こどもの日スペシャル（ニッポン放送、13:00 - 15:30。出演：ナイツ、安藤なつ（メイプル超合金）、完熟フレッシュ、大村朋宏（トータルテンボス）。）
- 7月20日 - 23日 - ももいろクローバーZ ももクロくらぶxoxoEX（エクストラ）（ニッポン放送、各日20:30 - 21:20。出演：高城れに（20日）、佐々木彩夏（21日）、玉井詩織（22日）、百田夏菜子（23日）。）

- 12月19日 - 薬師丸ひろ子 ハート・デリバリースペシャル 〜Happy music days〜（ニッポン放送、17:30 - 20:00。出演：薬師丸ひろ子他。）

### 2021年東京都議会議員選挙
※放送日時は投開票日の2021年7月4日を基準とする。
- NHKラジオ第一
  - 東京都議会議員選挙・開票速報
  - 放送時間：20:00 - 20:40・21:05 - 21:40・22:40 - 0:00・0:10 - 1:00

### 第49回衆議院議員総選挙
放送日は総選挙挙行日である2021年10月31日を基準とする。
- NHKラジオ第1放送・NHK-FM放送
  - 2021衆院選開票速報（19:55 - 翌5:00）
- TBSラジオ/JRN
  - JRN・TBSラジオ開票特別番組「総選挙スペシャル2021 〜自公政権への信任か?野党共闘への期待か? それとも…有権者の選んだ未来は」（20:00 - 翌1:00[注 31]。司会：荻上チキ、南部広美 / 出演：武田砂鉄、安田菜津紀、高安健将、澤田大樹、崎山敏也）[931]
  - 衆議院選挙開票スペシャル第二部〜選挙情報を随時お伝えします〜（翌1:00 - 4:00。[注 32]）
- 文化放送
  - 文化放送・衆議院選挙開票スペシャル〜決戦465議席（20:00 - 翌0:00[注 33]。出演：村尾信尚、永野景子、二木啓孝、山本カオリ）
- ニッポン放送
  - 衆議院選挙開票速報! 日本国民の選択は?（19:58 - 翌1:30[注 33]。出演：＜Part1＞19:58 - 22:30　アンカーマン：飯田浩司 アシスタント:新行市佳 コメンテーター:長谷川幸洋、須田慎一郎、上念司（電話） / ＜Part2＞22:30 - 翌1:30　アンカーマン：飯田、森田耕次 アシスタント：新行、箱崎みどり[注 34] コメンテーター：須田慎一郎、乾正人（産経新聞論説委員長） / 現場リポート：自民党:畑中秀哉、立憲民主党:宮崎裕子、公明党:熊谷実帆、共産党:前島花音、国民民主党:藤原高峰、れいわ新選組:洗川雄司、東京8区:山内宏明&岡宏、東京18区:大泉健斗&内田雄基）
- TOKYO FM/JFN
  - 2021年衆議院選挙 JFN特別番組『令和の選択』（第1部：20:00 - 20:30[注 35]、第2部：22:00 - 22:55[注 36]。出演：辻田真佐憲、鈴木琢磨（第2部のみ）、村田睦 / 第1部速報キャスター：大橋俊夫、鈴木晶久）
- 朝日放送ラジオ
  - 浦川泰幸のウラのウラまで選挙です（【第1部】20:00 - 20:30 / 【第2部】翌0:00 - 1:30。出演：浦川泰幸 / 【第1部】小谷渉子 / 【第2部】亀石倫子、浜田順平）
- MBSラジオ
  - MBSラジオ 2021総選挙 開票特別番組（20:00 - 翌0:00。出演：西靖、松川浩子 / 山田惠資（時事通信社 解説委員） / 西村麻子、上田崇順、福本晋悟）
- STVラジオ
  - STVラジオ 衆院選開票ライブ（第1部：20:00 - 20:30、第2部：21:55 - 23:00。出演：吉川のりお、五味宏（札幌テレビ放送 解説委員））[932]
- IBC岩手放送
  - IBCラジオ報道特別番組 2021衆院選開票速報 イワテノミライ（19:55 - 22:30。JRN特番を内包。）
- 山形放送
  - 2021衆院選「選択!」（19:55 - 24:00。メインキャスター：山本浩一・牛島可南子 / ゲスト解説：門松秀樹（東北公益文化大教授））
- ラジオ福島
  - 報道特別番組 第49回衆議院議員総選挙開票速報（20:00 - 22:00）
- 茨城放送
  - 衆院選開票スペシャル2021〜どうなる?日本、そして茨城の未来〜（19:55 - 23:00）
- エフエム群馬
  - エフエム群馬 特別番組「衆院選2021」（20:00 - 22:00）
- 新潟放送
  - 選挙を占拠!なんぐ・りせこの開票天国（20:00 - 翌0:00。高橋なんぐ・林莉世 / ゲスト：後藤寛勝（Flags Niigata代表））
- 北陸放送
  - MROラジオ衆院選開票特別番組 令和の選択〜あなたが託すコト〜（20:00 - 翌0:00。）
- RKBラジオ
  - 衆議院議員選挙開票特別番組（19:55 - 24:00） - 以下の自社特番と、21:00以降のJRN特番を一体化させた2部構成
    - RKBラジオ・総選挙スペシャル 〜令和最初の与野党決戦! アフターコロナの未来はどうなる?〜（19:55 - 21:00。下田文代 / 飯田和郎）
    - 衆院選の当選に関する情報が入り次第お伝えします（翌1:30 - 4:45）
- KBCラジオ
  - 福岡・佐賀 衆院選ライブスタジアム（19:55 - 21:30）
- 南日本放送
  - MBC衆院選2021〜かごしまの選択（19:59 - 翌1:00。随時JRN特番を挿入。）
- 琉球放送
  - 衆議院議員総選挙スペシャル2021 沖縄地区開票速報（19:55 - 22:00。出演：狩俣倫太郎、鎌田宏夢）
- ラジオ沖縄
  - 第49回 衆議院議員総選挙 開票速報（21:00 - 翌0:00。出演：小磯誠。随時QR・LF特番を挿入。）

### 東京オリンピック
東京オリンピック・パラリンピックに関連する特別番組のうち、2020年東京オリンピックにまつわる番組の列挙（いずれも民放ラジオ99局統一番組）。オリンピック中継全般についてはジャパンコンソーシアムも参照。

#### 事前情報ベルト番組
期間はいずれも7月12日-7月22日。キャスターは新保友映と笹木かおりが務めた。
- 直前!東京2020オリンピック情報
  - 午前帯（8時-12時）に100秒間放送
  - 東京オリンピックの各競技が開催される現地の情報を紹介。

- 直前!東京2020オリンピック情報
  - 午後帯（12時-16時）に100秒間放送
  - 東京オリンピックの日本人選手団から、メダルが期待される注目の選手や競技をピックアップして紹介する。

- 直前!東京2020オリンピック情報
  - 夕方帯（15時-18時）に100秒間放送
  - 東京オリンピックで行われる競技種目にフォーカスし、その種目の見どころと日本人選手の活躍への期待を伝える。

#### 大会期間番組
期間はいずれも7月23日-8月8日。キャスターは新保と笹木が交代で担当、日替わりで里崎智也、吉田沙保里、八木沼純子のいずれかがコメンテーターとして登場。
- 東京2020オリンピックリポート
  - 平日：08時-12時の間に10分間放送
  - 土日：08時-12時の間に05分間放送
  - 今日の注目競技、期待の選手を紹介。

- 東京2020オリンピックハイライト[A]
  - 平日：15時-18時の間に10分間放送
  - 土日：15時-18時の間に05分間放送
  - この時間までの競技結果を実況を交えダイジェストで伝える

- 東京2020オリンピックハイライト[B]
  - 平日：18時-21時の間に10分間放送
  - 土日：18時-21時の間に05分間放送
  - この時間までの競技結果を実況を交えダイジェストで伝える

#### 大会事後番組
- 感動!東京2020オリンピック 総集編 前編・後編
  - 8月14日-23日の間の9:00-翌3:00にそれぞれを55分または1時間放送
  - 自国で開催されたオリンピックの感動をまとめた総集編

#### 実況中継
在京ラジオ局（TBS・QR・LF）のいずれかが幹事局となり、TBS・QR・LF+希望局で以下の競技を中継。一部の競技はNHKの実況を共有。
オリンピック開会式
- 東京2020オリンピック開会式
  - 7月23日 20:00-22:30（QR発。解説：萩原智子、実況：山内宏明） - CBC、RKBでネット

女子サッカー
- 予選リーグ 日本vsカナダ
  - 7月21日 19:20-21:30（QR発。解説：森岡隆三、実況：稲垣秀人）

- 準々決勝 日本vsスウェーデン
  - 7月30日 18:50-21:00（QR発。解説：中田浩二、実況：稲垣秀人）

男子サッカー
- 予選リーグ 日本vs南アフリカ
  - 7月22日 19:50-22:00（QR発。解説：中田浩二、実況：土井敏之） - NACK5、SBC、CBCでネット

- 準々決勝 日本vsニュージーランド
  - 7月31日 17:45-21:10（LF発。解説：森岡隆三、実況：山内宏明） - NACK5でネット

- 準決勝 日本vsスペイン
  - 8月3日 19:45-22:00（LF発。解説：中田浩二、実況：下境秀幸） - QR、CBC、NACK5でネット

- 3位決定戦 日本vsメキシコ
  - 8月6日 17:45-20:00（LF発。解説：森岡隆三、実況：土井悠平） - QR、HBC、CBCでネット

- 決勝 ブラジルvsスペイン
  - 8月7日 20:30-23:30（NHKからの裏送り。解説：中田浩二） - RBCでネット

野球
- 予選リーグ グループA 日本vsドミニカ共和国
  - 7月28日 11:30-15:30（LF発。解説：新井貴浩、実況：飯塚洋介） - rfcでネット

- 予選リーグ グループA 日本vsメキシコ
  - 7月31日 12:00-16:00（LF発。解説：宮本慎也、実況：土井悠平）

- ノックアウトステージ 日本vsアメリカ
  - 8月2日 18:50-22:00（LF発。解説：新井貴浩、実況：筒井亮太郎） - SBCでネット

- 準決勝 日本vs韓国
  - 8月4日 18:50-22:00（LF発。解説：宮本慎也、実況：熊崎風斗）- TBS、QR、HBC、CBC、KBCでネット

- 決勝 日本vsアメリカ
  - 8月7日 18:50-22:00（LF発。解説：新井貴浩、実況：山内宏明） - TBS、QR、HBC、IBC、TBC、SBC、CBC、MBS、RCC、RKB、KBCでネット

ソフトボール
- 決勝 日本vsアメリカ
  - 7月27日 19:40-22:00（NHK発。解説：山根佐由里、実況：浅井僚馬） - LF、QR、TBS、HBC、CBCでネット

体操
- 男子団体 決勝
  - 7月26日 18:55-21:49（NHK発。解説：鹿島丈博、実況：船岡久嗣） - KBCでネット

- 女子団体 決勝
  - 7月27日 19:40-21:38（NHKからの裏送り。解説：米田功、実況：船岡久嗣） - KBCでネット

- 男子個人総合 決勝
  - 7月28日 19:10-21:47（NHK発。解説：米田功、実況：船岡久嗣） - KBCでネット

- 女子個人総合 決勝
  - 7月29日 19:45-21:43（NHKからの裏送り。解説：鹿島丈博、実況：稲垣秀人） - KBCでネット

男子マラソン
- 8月8日 6:45-10:00（解説：増田明美、実況：別井敬之、スタジオ担当：笹木かおり） - 民放ラジオ全99局とNHKラジオ第1でネット